# Histoire du nationalisme espagnol

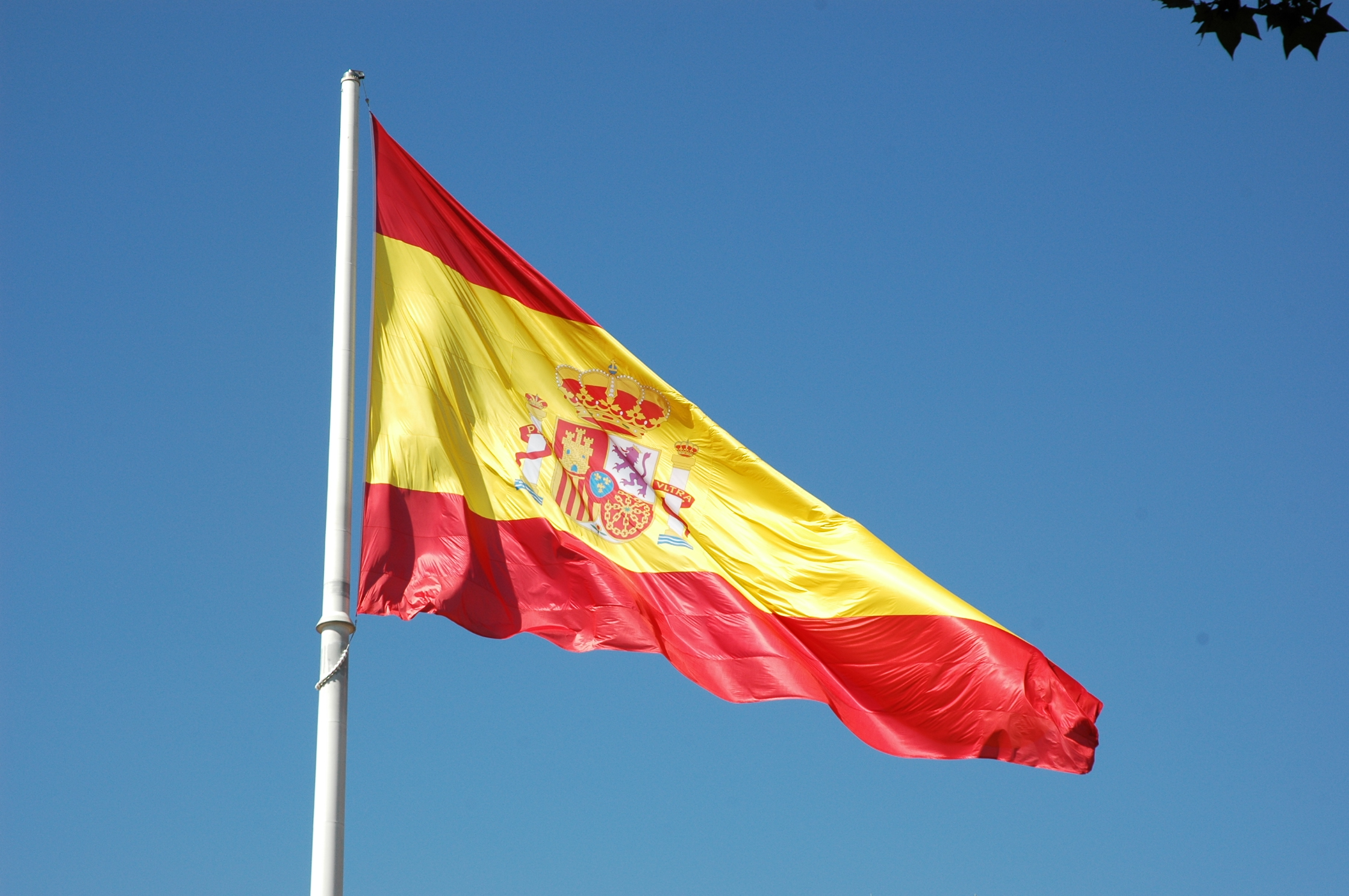
Drapeau de l'Espagne, tel qu’il est établi dans l'article 4.1 de la Constitution espagnole de 1978 et dans le Décret royal 2964/1981, sur la Place Colomb de Madrid.

L’histoire du nationalisme espagnol commence au début du XIXe siècle avec la dénommée guerre d'indépendance espagnole, au cours de laquelle se produit l’apparition d’une conscience nationale au sens moderne du terme — largement partagée dans l'ensemble des couches de la société —. Elle trouve néanmoins des antécédents dans l’Époque moderne, avec la définition d’une « identité prénationale » espagnole et d’un « protonationalisme espagnol ». Depuis ses origines, le nationalisme espagnol est passé par une série d’étapes qui coïncident avec l’histoire politique de l’Espagne à l’époque contemporaine.

## Antécédents

### L’«identité prénationale» dans la monarchie hispanique (XVIeetXVIIesiècles)

Armoiries des Rois catholiques après la conquête du royaume de Grenade en 1492. De l’union dynastique de la Couronne de Castille et de la Couronne d’Aragon surgit la Monarchie hispanique, una monarchie composite.

La Monarchie hispanique, apparue à la fin du XVe siècle comme conséquence de l’union dynastique de la Couronne de Castille et de la Couronne d’Aragon, était une monarchie composite (en) — fédérative dans les mots de Jean-Louis Guereña — constituée de divers États qui maintenaient des lois, coutumes et institutions différenciées formées au Moyen Âge,. Comme dans toutes les monarchies composites, l'allégeance envers le monarque — et, fréquemment, envers une religion incarnée par ce dernier — était essentielle car elle constituait le seul lien garantissant l’unité entre les différentes provinces.
Le monarque s’identifiait à sa dynastie : « être un habsbourg ne signifiait rien de plus qu’appartenir à la maison de Habsbourg ; une forme, donc, d'allégeance dynastique plutôt qu’une assignation territoriale ou nationale ». Ce sentiment de loyauté, d’adhésion, voire de dévotion envers le monarque et sa dynastie n’était pas le seul appanage des élites mais s’étendait dans toutes les couches de la société, particulièrement dans les centres urbains.
Dans la monarchie hispanique, comme dans le reste des monarchies européennes des XVIe et XVIIe siècles, on ne peut pas parler « de conscience d’unité nationale, et moins encore d’une unité politique, au sens où nous l’entendons ». Dans celle-ci, il n’y avait pas une nature espagnole ni une nation légale espagnole unique, la nature de chaque sujet du roi était celle du royaume auquel il appartenait. « Un roi, une foi et beaucoup de nations », c’est ainsi que l’historien Xavier Gil Pujol (ca) (membre de l’Académie royale d’histoire) définit la Monarchie espagnole des XVIe et XVIIe siècles. « Un même roi était le facteur décisif partagé par tous les sujets dans les différents royaumes et territoires qui constituaient la Monarchie, celui qui les reliait entre eux et qui faisait d’eux, comme on avait l’habitude de le dire, un "corps mystique" ».
Le terme de « nation » n’avait pas le sens qu’on lui donne dans l’époque contemporaine et pouvait s’appliquer aussi bien à l’« Espagne » qu’à ses régions ou de façon interchangeable avec le terme de « province ». De même, le terme d’« Espagne » n’avait pas de signification politique mais seulement géographique, équivalant à l’ensemble de la péninsule Ibérique. Il était employé spécialement par les étrangers, surtout ceux qui appliquaient à ses habitants une série de stéréotypes, souvent négatifs, comme dans le cas de la Légende noire.
La tentative du comte-duc d’Olivares de mener à son terme l’unification politique, dont la première étape serait l'Union des Armes, échoua à la suite de la rébellion de la Catalogne dans la Guerre des faucheurs et de celle du Portugal dans la guerre de Restauration, la première échouant finalement — la principauté de Catalogne resta dans la Monarchie — et la seconde triomphant — avec la séparation du royaume du Portugal de la Monarchie hispanique —.
Toutefois, après deux siècles d’existence de la Monarchie hispanique, une identité que l’on peut qualifier de « prénationale » commença à apparaître : un sentiment de « loyauté envers une patrie commune espagnole », incarnée dans les institutions de la Monarchie, qui dépassait « de plus en plus la simple adhésion à la dynastie régnante », « renforcée par l’expansion coloniale » et par les constants affrontements de la Monarchie avec ses voisins européens. On ignore toutefois quelle est la portée sociale et territoriale de cette identité.

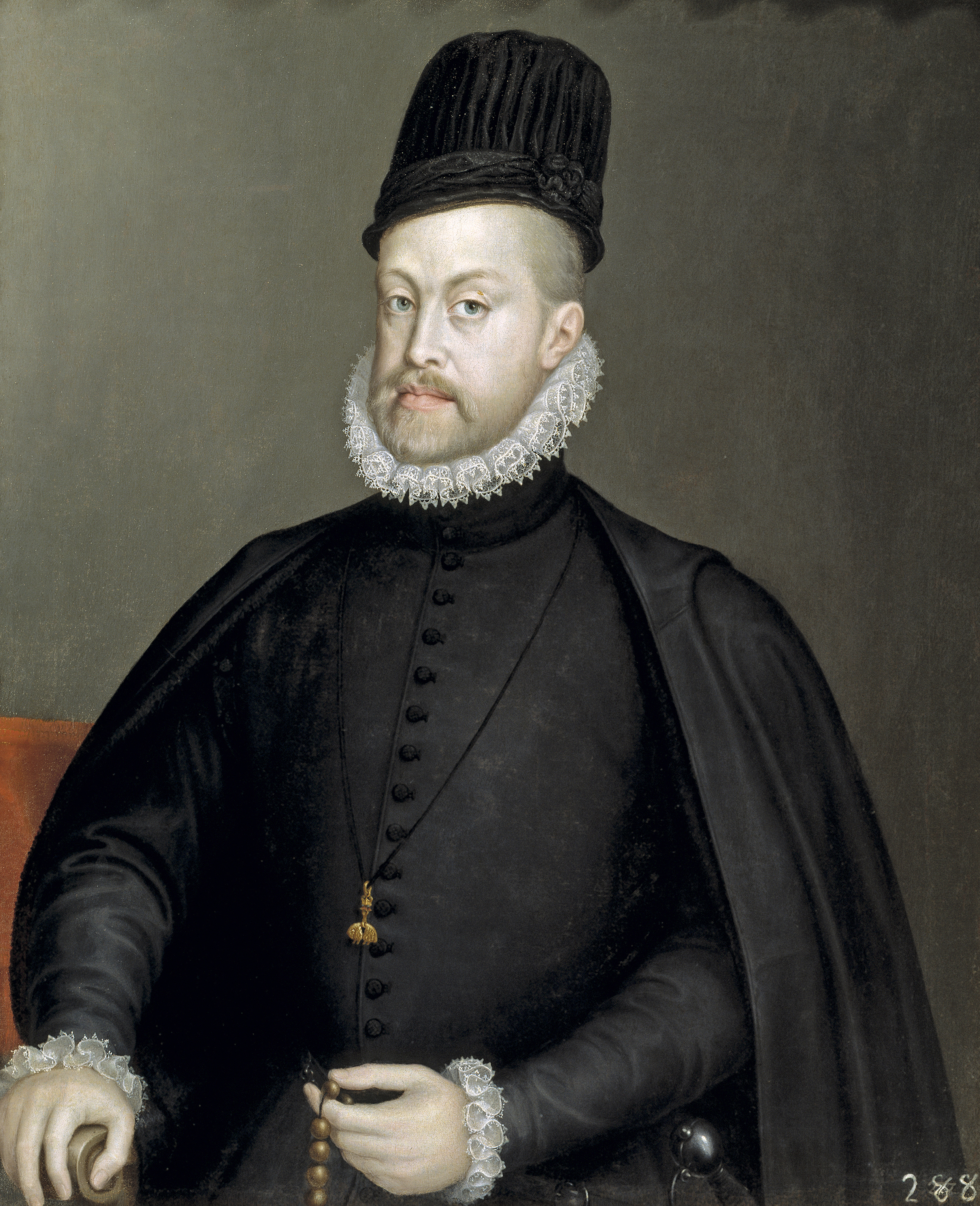
Portrait du roi Philippe II : fils aîné de Charles Quint et d'Isabelle de Portugal, il est roi d'Espagne, de Naples et de Sicile, archiduc d'Autriche, duc de Milan, duc de Brabant, comte de Hainaut, comte de Flandre, etc., roi de Portugal après l'extinction de la maison d'Aviz, en 1580, roi consort d'Angleterre de 1554 à 1558 du fait de son mariage avec Marie Tudor.

L’union dynastique des rois catholiques était de plus dominée par la Castille, démographiquement et économiquement, et il y eut un certain centralisme dans la pratique du pouvoir. Sous la Monarchie des Habsbourgs d’Espagne se produisit un processus de « castillanisation » qui affecta particulièrement les élites des autres royaumes péninsulaires, qui adoptèrent le castillan comme langue littéraire commune, de Barcelone à Lisbonne : le castillan, à l’origine un petit dialecte d’origine cantabrique parlé seulement autour de Burgos, devint la langue commune — avec naturellement des variantes géographiques — de l’ensemble de la Couronne de Castille et, dès le XVe siècle, les élites de toutes les autres régions d’Espagne furent bilingues. Simultanément le concept d’« Espagnol », compris comme sujet de la monarchie dans les royaumes hispaniques, commença à apparaître, pas seulement défini selon le lieu de naissance mais susceptible d’être acquis par l’intégration dans la communauté. On observe la définition de l'idée d’une communauté plus étroite, bien que non homogène, entre la Couronne de Castille et celle d’Aragon, nommée « Espagne ». Ainsi, à la fin du XVIe siècle, la communauté ibérique installée à Rome, au sein de laquelle on avait jusque là distingué les nations castillane, aragonaise et portugaise, fut appelée la « nation espagnole ».
L’indépendance du Portugal de la Monarchie hispanique en 1688 circonscrivit la notion d’« Espagne » — et d’« espagnol » — à l’ensemble formé par les Couronnes de Castille et d’Aragon, mais des ambigüités subsistèrent — ainsi, un groupe de marchands catalans résidant à Cadix se plaignirent en 1674 d’être traités comme des « étrangers » alors qu’ils se considéraient eux-mêmes « espagnols » car ils étaient eux aussi « vassaux […] de sa majesté » —. L’identité prénationale espagnole était entremêlée d’autres idées (et d'allégeances) prénationales sous-étatiques (catalane, galicienne, valencienne, majorquine, biscayenne, navarraise, etc.), très enracinées et antérieures à l’identité commune espagnole, spécialement dans les territoires non castillans. Ce fait était particulièrement apparent dans la principauté de Catalogne, au royaume de Valence, celui d’Royaume d’Aragon ou de Majorque (les États de la Couronne d'Aragon), dans le royaume de Navarre dans les provinces vascondes (Biscaye, Guipuscoa et Alava) et dans le royaume de Galice.

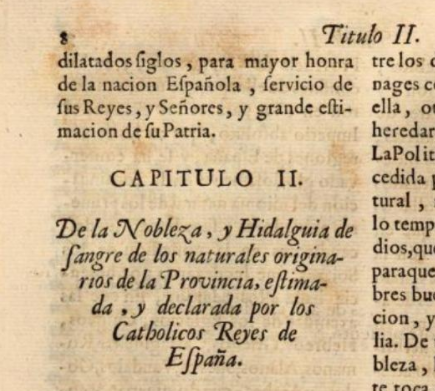
Fragment des fors de la province du Guipuscoa (1696), où l’on affirmait que ses habitants avaient conservé « leurs propriétés, langage et bonnes mœurs depuis de longs siècles, pour le plus grand honneur de la nation Espagnolem service de ses Rois et Seigneurs, et grand estime de sa Patrie ».

Ainsi, au cours des XVIe et XVIIe siècles se développa une identité prénationale « centrifuge », basée sur la fidélité aux divers royaumes et provinces qui composaient la monarchie, et une autre « centripète », basée sur la fidélité à la dynastie et à l’unité catholique, les deux sources fondamentales de légitimité du pouvoir monarchique,.

Armoiries de la Monarchie hispanique entre 1580 et 1668 avec l’incorporation du royaume du Portugal.

Dans le cas de la principauté de Catalogne, par exemple, « être ou devenir catalan signifiait, avant tout, vivre sous la juridiction des lois de portée catalane » et bénéficier des privilèges ou prérogatives que cela pouvait représenter. La véritable différence entre les Catalans et les habitants de n’importe quels autres royaumes ou provinces de la Monarchie hispanique n'était pas la langue, un caractère ou un quelconque autre trait « protonationaliste ». L’identité catalane de l’époque moderne résidait avant tout dans le Droit appliqué dans la principauté — les lois ou constitutions — plutôt que dans les particularités ethniques de la nation catalane. Le véritable « patriote » catalan — le terme le plus utilisé au cours de la révolte de 1640 est celui de patricien — était celui qui était prêt à mourir en défense des lois ou constitutions catalanes.
Ces identité prénationales sous-étatiques furent également présentes dans la guerre de succession espagnole, au début du XVIIIe siècle. « Dans des circonstances impérieuses de guerre civile et internationale, une série d’écrivains et d’hommes politiques de la Couronne d’Aragon, et en particulier de Catalogne, parlèrent de la patrie dans un sens ouvertement civil et constitutionnel, comme l’incarnation de leurs lois et privilèges privatifs, et affirmèrent avec une clarté inhabituelle que la patrie devait être aimée davantage que le roi et qu’ils étaient prêts à mourir en sa défense et celle de ses fors ».

### La naissance du «protonationalisme» espagnol sous la dynastie des Bourbons (XVIIIesiècle)
La victoire de la maison de Bourbon dans la guerre de succession espagnole mit fin à la monarchie composite (en) des Habsbourg d’Espagne à la suite de l’application des décrets de Nueva Planta (1707-1716) aux États qui formaient la Couronne d'Aragon, qui supprimèrent ses lois et institutions propres. La nouvelle dynastie mit en place un État centralisé qui suivait dans une large mesure le modèle de la monarchie absolue française de Louis XIV, accompagnée de la création d’institutions de portée étatique comme l’Académie royale espagnole (1713) ou l’Académie royale d’histoire (1738). On prétendait ainsi affermir l'autorité du roi et renforcer un « patriotisme intellectuel » basé sur l’identification avec la dynastie régnante et l'État absolutiste.
Ainsi, les réformes bourboniennes renforcèrent l’identité prénationale en atteignant un important degré d’homogénéité institutionnelle, marquant le passage d’« un roi, une foi et de nombreuses nations » de la monarchie des Habsbourg à « un roi, une foi et une loi et une unique nation légale ».. Simultanément, les identités prénationales « sous-étatiques » s’affaiblirent, loin de disparaître néanmoins, fondamentalement en raison de l’adoption par les élites de ces territoires de l’identité prénationale espagnole dans une certaine mesure, qui tirèrent bénéfice des changements économiques et intellectuels promus par la Monarchie et du commerce avec l'empire espagnol d’Amérique, notamment en Catalogne.

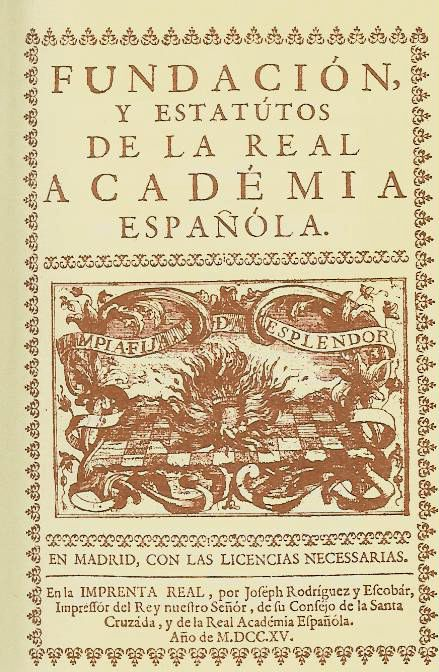
Couverture de la première edition de Fundación y estatutos de la Real Academia Española (Fondations et statuts de l’Académie royale espagnole, 1715).

Cependant, la conception « austrophile » de la Monarchie, selon laquelle les différents territoires maintenaient leurs usages et institutions, survécut dans certains territoires comme les provinces basques et le royaume de Navarre, dans lesquels ne furent pas appliqués les Décrets de Nueva Planta car ils s’étaient montrés partisans des Bourbon dans la guerre de Succession, mais aussi dans les anciens États de la Couronne d’Aragon, bien que de façon minoritaire.
Tout au long du XVIIIe siècle, avec la diffusion des idées des Lumières, les termes de « nation » et « patrie » acquirent une valeur de plus en plus rationaliste et contractuelle, et l’expression « nation politique », utilisée depuis le milieu du siècle, devint quelque peu redondante. Vers la même période, on commença à opposer le « droit de la patrie » ou « droit national » au droit romain ou « étranger ».

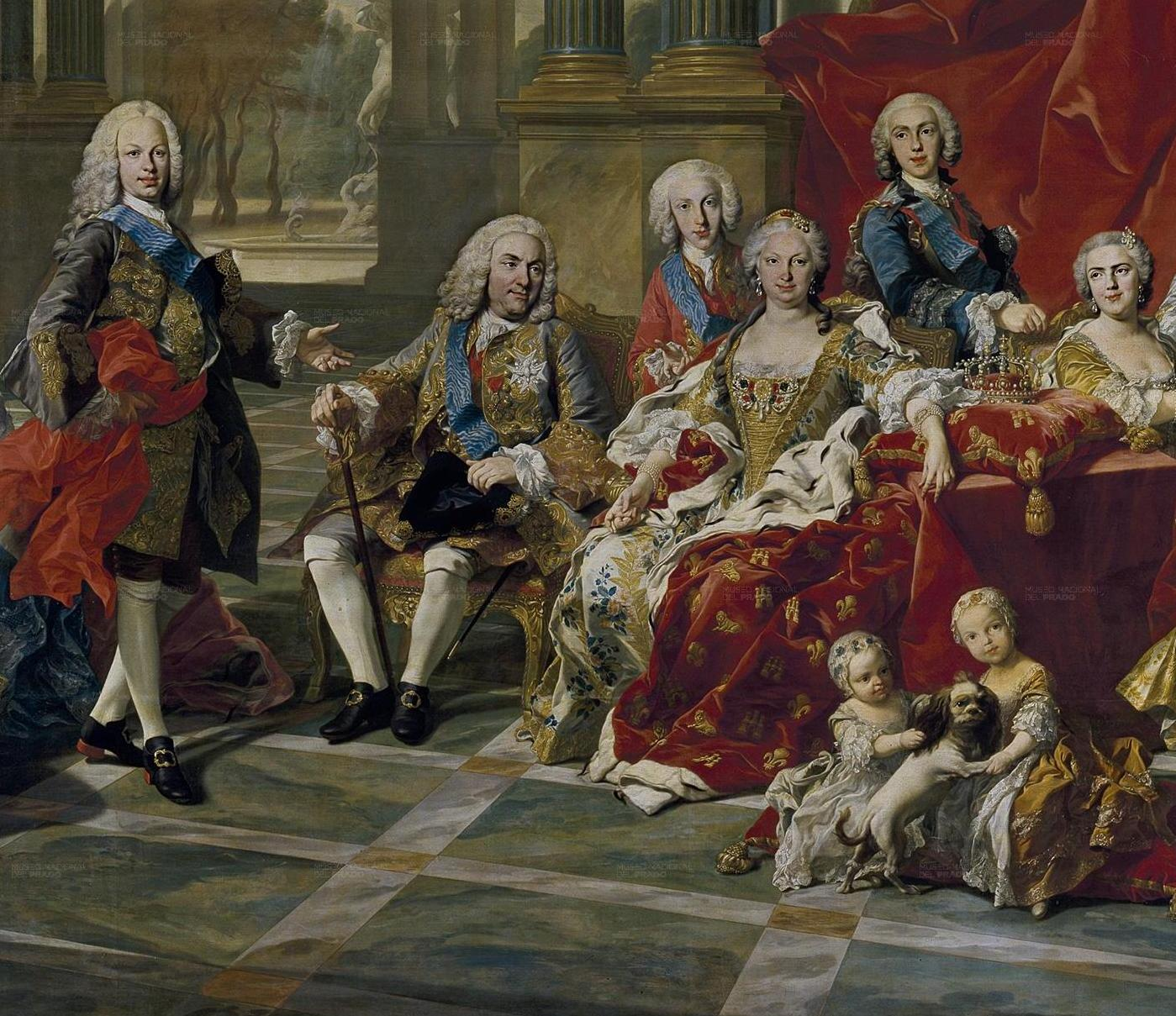
Détail du tableauLa Famille de Philippe V de Van Loo (1743).

Les termes de « patrie », « patriote » et apparentés devinrent des éléments essentiels du langage de l’Espagne des Lumières. Juan Bautista Pablo Forner (en) écrivit dans son essai Amor de la patria (« Amour de la patrie ») que l’amour pour la patrie signifiait « aimer son propre bonheur dans le bonheur de cette portion des hommes avec qui l’on vit, l’on communique, et avec qui l’on est lié par les mêmes lois, les mêmes coutumes, les mêmes intérêts et un lien de dépendance mutuelle, sans laquelle il ne serait pas possible d’exister ». Dans cette même œuvre, il définit la patrie comme « ce corps de l'État où, sous un gouvernement civil, nous sommes unis dans les mêmes lois ». D’autre part il mena une claire défense de la dynastie des Bourbons face aux trois derniers Habsbourg, les premiers permettant à la nation de « renaître de ses décombres » et ouvrit le chemin « vers la prospérité ». Cette attitude, qualifiée de « patriotisme officialiste » ou « dynastique », explique sa participation active à la polémique suscitée en 1792 par l'entrée « Espagne » de L'Encyclopédie, dans laquelle son auteur, Nicolas Masson de Morvillers, nia toute apport de l'Espagne à la culture européenne des siècles précédents. Il répondit par une Oración apologética por la España y su mérito literario (« Oration apologétique de l’Espagne et de son mérite littéraire »), critiquée par le secteur ilustrado opposé — le « patriotisme critique » —, qui défendait la reconnaissance du retard de l’Espagne comme une condition préalable nécessaire pour y remédier — le journal El Censor publia en 1787 Oración apologética por el África y su mérito literario, « Oration apologétique de l’Afrique et de son mérite littéraire », féroce satire de l’œuvre de Forner qui fut finalement interdite par les autorités —. Cet épisode met en avant l'existence de deux conceptions opposées de l’Espagne à la fin du XVIIIe siècle.
Avant Forner, d’autres ilustrados comme Gregorio Mayans, Juan Francisco Masdeu ou Benito Feijoo (Glorias de España, 1730) avaient répondu aux critiques faites à l'Espagne à l'étranger, donnant, dans les mots de Feijoo « une conception injurieuse de la nation espagnole ».
Certains auteurs affirment qu’un protonationalisme était né au XVIIIe siècle, considérant la nation comme « un sujet politique doté d’une identité propre » requérant la fidélité et le service de tous, y compris le monarque, mais qu’on ne peut pas encore qualifier de nationalisme car « il lui manque encore l’ingrédient fondamental [consistant à] nier la souveraineté du roi et affirmer l'alternative de la nation »,.
Dans le développement du protonationalisme espagnol, plusieurs penseurs, surtout des ilustrados, jouèrent un rôle important. Ils concevaient l’Espagne comme une communauté politique, comme l’ensemble des sujets du monarque, dont l’objet primordial serait d'apporter le « bonheur » du plus grand nombre. C'est ainsi que le concept de « nation » — entendu comme le corps politique de la monarchie, qui devait avoir une certaine uniformité juridique, linguistique et culturelle — commença à se séparer de celui de « patrie » — réservé au lieu d’origine, c’est-à-dire le sens originel de « nation » —.
Un représentant précoce du protonationalisme espagnol fut l´ilustrado Benito Jerónimo Feijoo, tel qu’il est reflété dans certains discours du Theatro Crítico — Amor a la patria y pasión nacional (1729) ou Glorias de España (1730) —. Il fut suivi par d’autres d’autres ilustrados comme José Cadalso (Defensa de la nación española…, 1771), Juan Bautista Pablo Forner (Oración Apologética por la España…, 1786) et Juan Francisco Masdeu (Historia crítica de España…, 1783-1805).
Le protonationalisme espagnol fut basé sur la culture castillane, transformée en « espagnole ». Ainsi, la monarchie prit une série de mesures pour imposer le castillan comme l’interdiction d’éditer des livres dans d’autres langues en 1766, l’obligation de réaliser l’intégralité de l’enseignement en castillan en 1768 ou celle de tenir les livres de comptabilité dans cette langue en 1772. Toutefois, ces mesures eurent un impact peu significatif sur la diffusion sociale des langues et cultures non castillanes. Les Habsbourg comme les Bourbons menèrent une tentative d’unification mais pas de véritable intégration les composants de l’État monarchique.

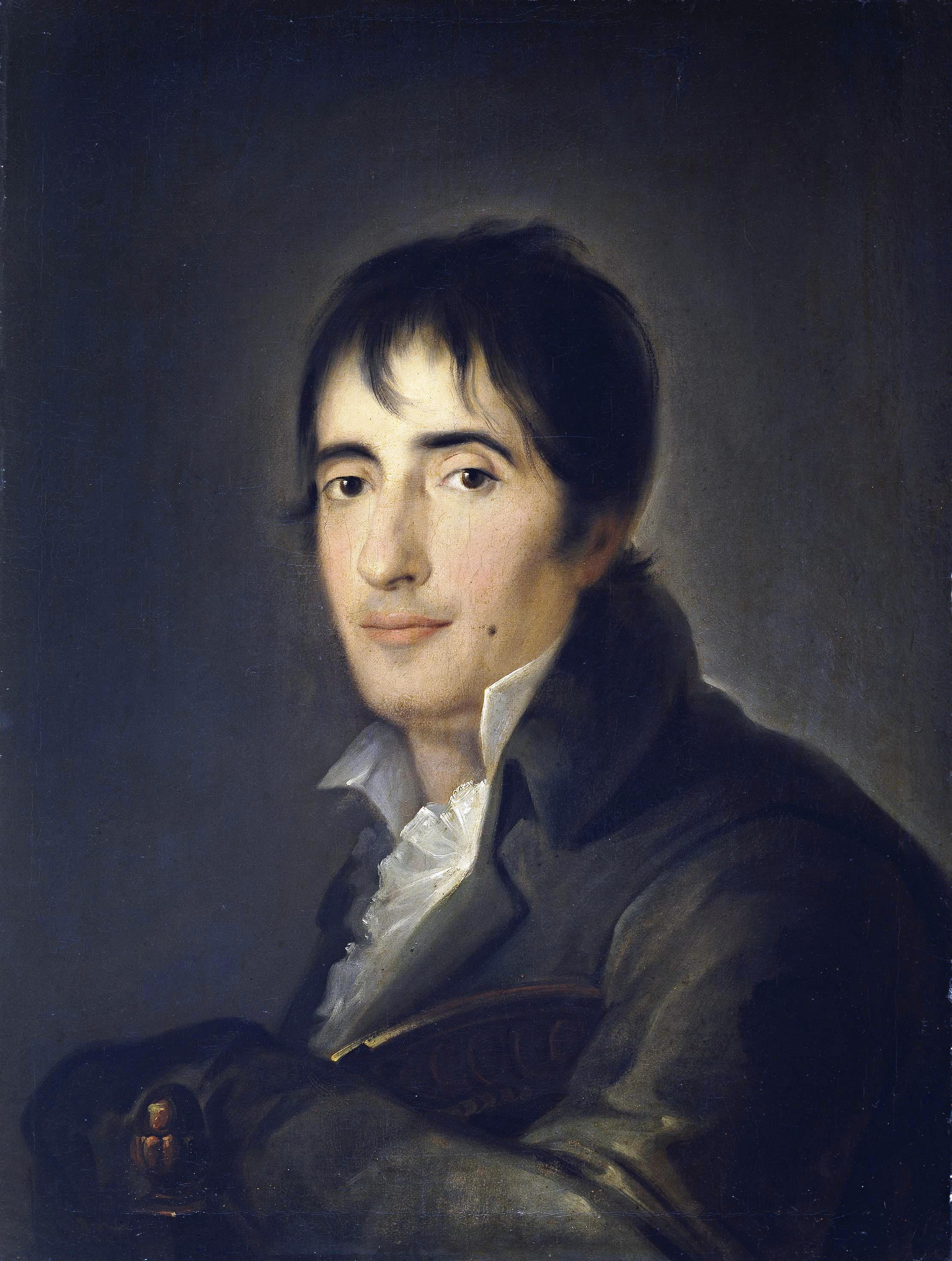
Portrait du poète Manuel José Quintana (1806). Il fut l’un des premiers à défendre le nouveau sens du terme de « nation » comme sujet de la souveraineté que lui avait donné la Révolution française. Il ne put publier ses Cartas patrióticas (« Lettres patriotique ») qu’après 1808.

Xosé M. Núñez Seixas affirme qu’aux XVIe et XVIIIe siècles cohabitaient « diverses conceptions sur le terme d’“Espagne” comme communauté politique, et à propos des “Espagnols” comme collectif […]. Néanmoins, […] aucune ne s’identifiait avec l’idée de nation moderne. La base théorique de l’idée d’Espagne comme communauté politique était toujours fondée sur l'allégeance dynastique, la religion catholique, le voisinage et l’identification avec l’institution monarchique (c’est-à-dire le corps social, juridique et politique situé sous l’autorité du monarque) ».
Avec le triomphe de la Révolution française et la guerre du Roussillon ultérieure, le terme de « nation », à présent porteur de la souveraineté, commença à être gênant pour les élites gouvernenantes. Ainsi, dans ses contacts diplomatiques avec le gouvernement révolutionnaire français, Charles IV refusa avec insistance que ses interlocuteurs fassent usage de l’expression « nation espagnole » car il considérait qu’elle remettait en cause son pouvoir absolu.
Au contraire, les ilustrados les plus critiques envers la Monarchie bourbonienne reprirent à leur compte les principes révolutionnaires et utilisèrent cette expression dans sa nouvelle acception. Ainsi, José Marchena, qui fut contraint à l’exil en France, y publia anonymement en 1792 un pamphlet intitulé A la Nación Española. Dans cette œuvre, il mit en avant la décadence de la « patrie », regrettant les anciennes gloires de Sénèque et Lucain, et réclama la convocation d’un parlement représentatif du peuple ainsi que l’abolition de l'Inquisition.
Pour les défenseurs de l’absolutisme, le mot « patrie » était jugé moins problématique face à la menace révolutionnaire. Ainsi, la propagande déployée par le régime et les autorités ecclésiastiques pendant la guerre du Roussillon parla de « patriotisme catholique » ou avec le trilemme « Dieu [ou religion], patrie et roi ».
Les nouvelles idées de la Révolution française et le nouveau sens donné à certains mots comme « nation » ou « patrie » furent l’objet de satire et de rejet de la part des secteurs traditionalistes — notamment Diccionario razonado, manual para inteligencia de algunos escritores que por equivocación han nacido en España (1811) attribué au « philosophe rance » Francisco Alvarado —, qui moquent la supposée vénalité des patriotes.

## Guerre d’indépendance et Cortes de Cadix (1808-1814): naissance du nationalisme espagnol. Triennat libéral (1820-1823)

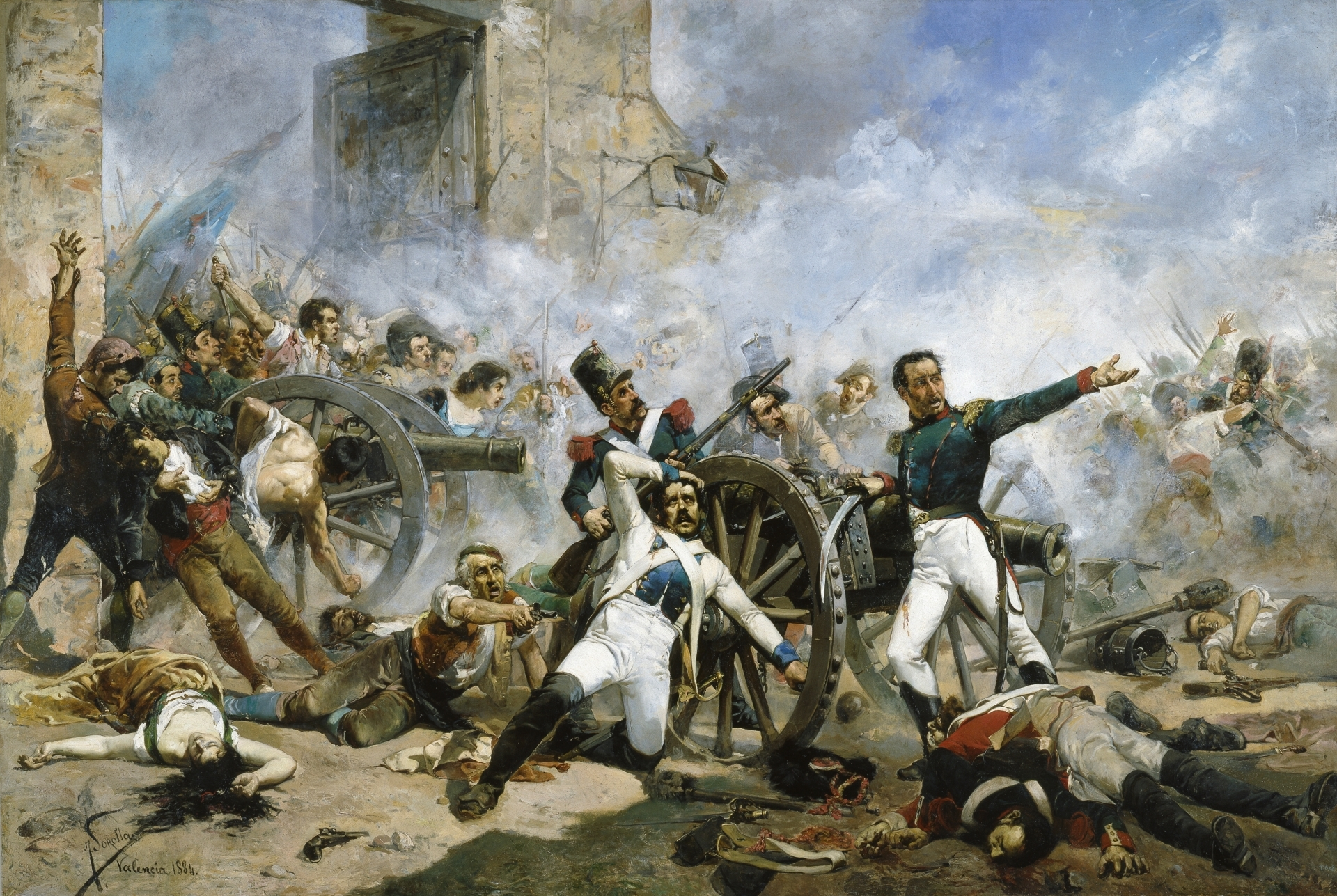
Défense du Parc d'artillerie de Montéléon (tableau de Joaquín Sorolla), lors du soulèvement du Dos de Mayo.

Il existe un large consensus historiographique pour situer la naissance du nationalisme espagnol dans la guerre d’indépendance espagnole — qui ne fut ainsi nommée que rétrospectivement —,,,. L’historiographie libérale postérieure transforma cette guerre en mythe fondateur de la nation espagnole.
Les libéraux furent les « inventeurs » de la nation espagnole, en opposant la souveraineté des citoyens — identifiés à la Nation — au pouvoir absolu du roi. La première formulation d’un nationalisme espagnol qui dépassa le protonationalisme antérieur se produisit aux Cortes de Cadix, en pleine résistance contre l’occupation napoléonienne et grâce au brusque effondrement des institutions politiques de la Monarchie absolue. Elle fut exprimée clairement dans la Constitution de 1812, qui déclarait dans son premier article que « la souveraineté réside essentiellement dans la Nation », cette dernière étant définie dans l’article 2 comme « la réunion de tous les Espagnols des deux hémisphères ». Ainsi, l’identité prénationale, fondamentalement traditionaliste, et le protonationalisme, réformisme influencé par l'esprit des Lumières, furent assemblés de façon cohérente, permettant de faire face avec succès au vide de pouvoir et à l’envahisseur français pour les six années à venir. Ainsi, entre 1808 et 1814, c’est la conception libérale de la patrie qui domine, identifiée à la nation, à la lutte pour l’indépendance et les libertés. Les libéraux furent eux-mêmes bien conscients de la rupture ainsi opérée.

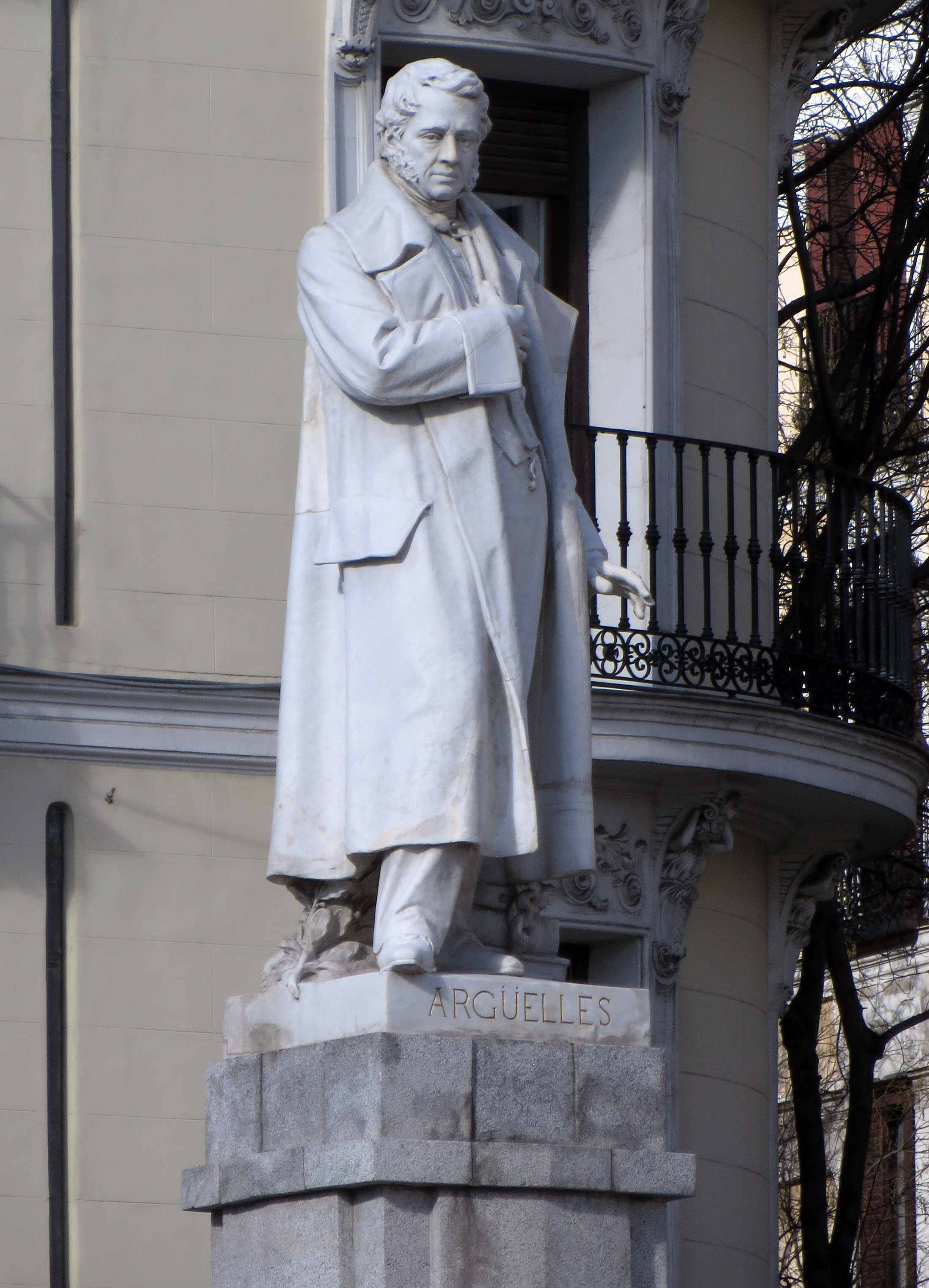
Monument en hommage à Agustín de Argüelles à Madrid, par José Alcoverro (inauguré en 1902). Lorsqu’Argüelles la nouvelle Constitution devant les Cortes de Cadix, il dit la célèbre phrase : Espagnols : vous avez à présent une patrie (Españoles: ya tenéis patria »).

Le terme de « nation », utilisé à profusion et bien plus qu’un siècle auparavant acquit sa pleine signification politique en étant associé à l’idée de souveraineté. La rupture avec le passé apparaît très clairement dans les articles 2 et 3 de la Constitution de 1812 : « La Nation espagnole est libre et indépendante, et elle n’est ni ne peut être patrimoine d’aucune famille ou personne » et « La souveraineté réside essentiellement dans la Nation, et, par cela-même, le droit d’établir ses lois fondamentales lui appartient exclusivement ». Auparavant, dans la déclaration des Cortes de 1810, elle avait été proclamée comme dépositaire de la « souveraineté nationale ».
La conception libérale de la nation espagnole n’était pas celle d’une pure « nation civique », mais incorporait des éléments historicistes influencés par le traditionalisme. L’Espagne était comprise comme une communauté formée par l’histoire et la culture, et dans laquelle la religion catholique jouait un rôle important — la Constitution de Cadix déclare la confessionnalisme de la nation —. Des références historiques furent mises à profit pour légitimer les nouvelles idées conférer une profondeur temporelle à la nouvelle nation, comme la révolte des comuneros castillans contre l’oppression monarchique au XVIe siècle. Le discours préliminaire de la Constitution de 1812 affirmait que « les Espagnols furent au temps des Goths une nation libre et indépendante, formant un seul et même empire ».

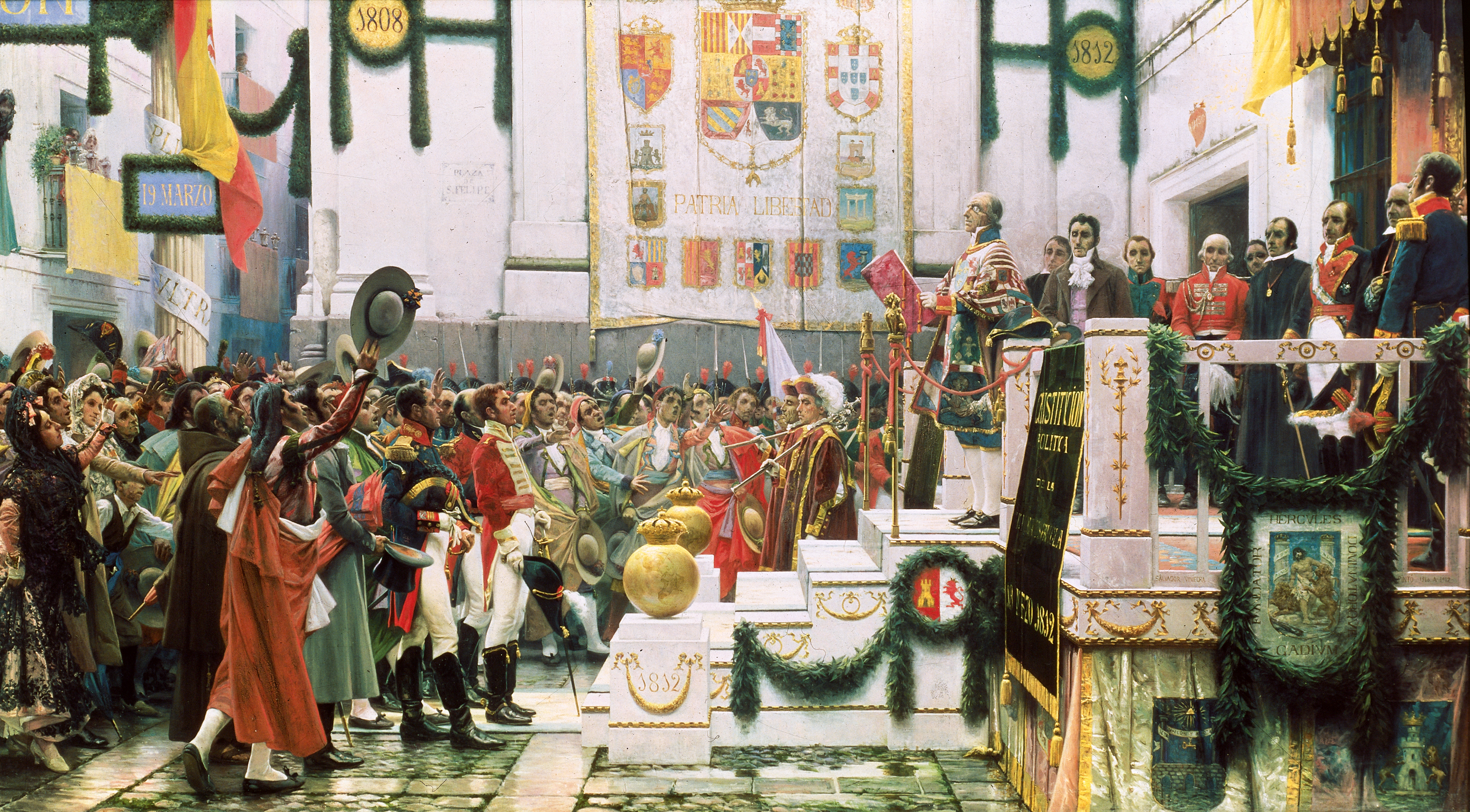
Tableau de Salvador Viniegra Promulgation de la Constitution de 1812.

Sur le plan de l’organisation territoriale, les libéraux, suivant les réformes bourboniennes entreprises au siècle précédent, avaient une vision uniformisante, centraliste et basiquement castillane. Ils rejetèrent le provincialisme comme un vestige du passé et défendirent l’unité et l’uniformité des lois, du gouvernement et de l’administration. Par exemple, un député libéral soutenait que l’Espagne était « une portion de provinces et royaumes aux noms, langues et coutumes distinctes et même opposées entre elles […] » et que ces différences s’opposaient à l’« unité de l’empire et au bonheur commun ». La Constitution de 1812 n’envisagea aucune possibilité de décentralisation territoriale : les provinces étaient des organes purement administratifs et entièrement subordonnés aux directives du gouvernement central .
Toutefois, lors du débat sur l'organisation territoriale, la conception austrophile de la monarchie composite perdura. Ainsi, Antoni de Capmany affirmait que la « grande Nation » espagnole était composée de « petites nations » et José María Blanco White considérait l’Espagne comme une « nation […] agrégée de nombreuses autres ». Ces postulats furent combattus par la majorité des libéraux, parmi eux le député Diego Muñoz Torrero (es), le comte de Toreno, qui affirma l’urgence de former une nation unique et de « corriger la tendance naturelle des provinces » qui tendent au « fédéralisme », ou Valentín de Foronda (es) qui défendit la suppression des noms historiques des « provinces » comme l’Andalousie, la Biscaye, etc.

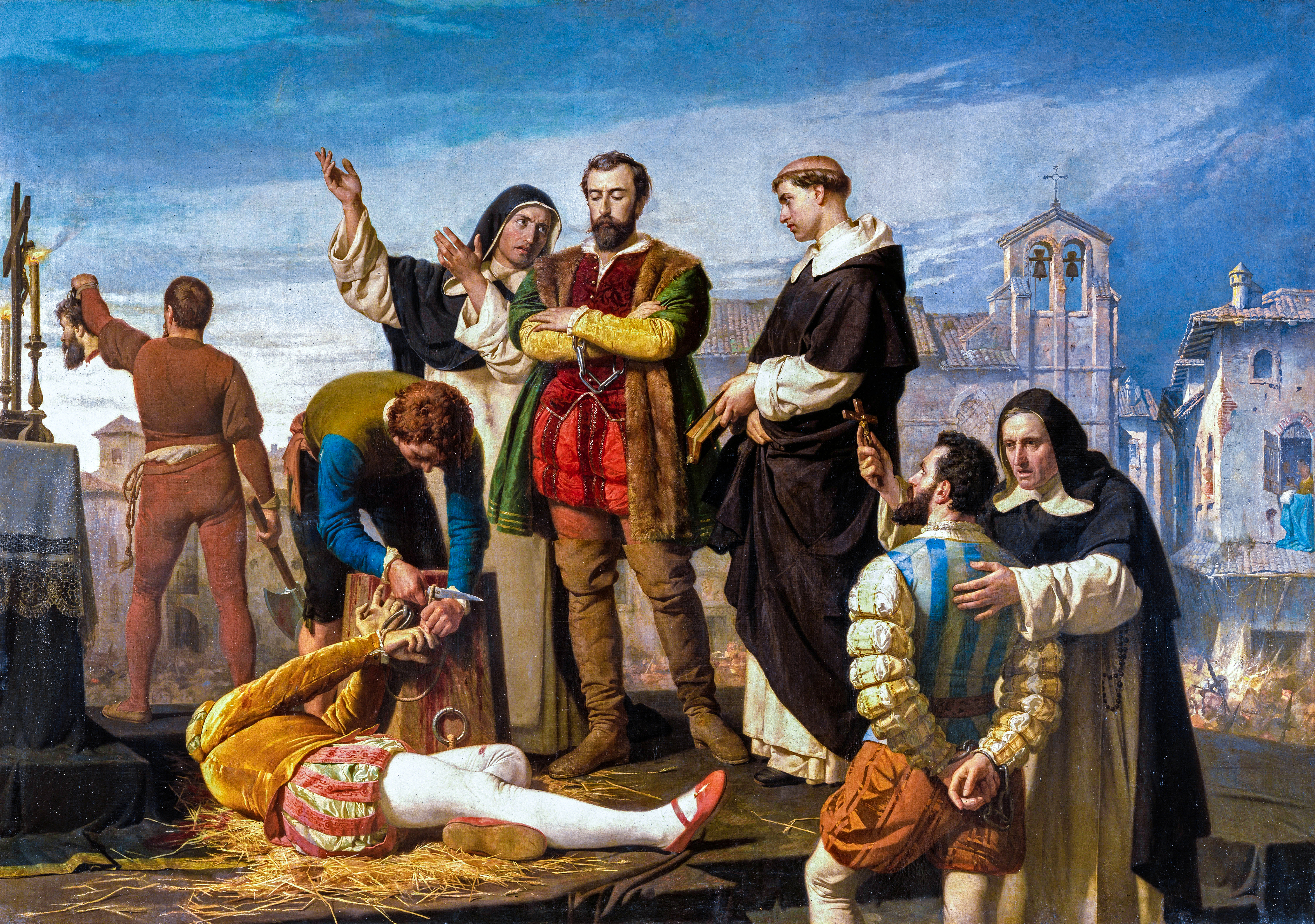
Tableau d’Antonio Gisbert Exécution des Comuneros de Castille (1860).

Sur la questions des colonies, la déclaration de principe de l’article 2 de la Constitution, définissant la nation comme — réunion de tous les Espagnols des deux hémisphères — ne fut pas respectée en pratique, les habitants des colonies ne disposant pas des mêmes droits politiques ni du même degré de représentation que les autres Espagnols, ce qui suscita un rejet des représentants américains, débouchant sur les guerres d'indépendance hispano-américaines. Il fallut attendre la Constitution espagnole de 1876 pour que les derniers vestiges de l’empire colonial — Cuba et Porto Rico — obtiennent des représentants parlementaires.

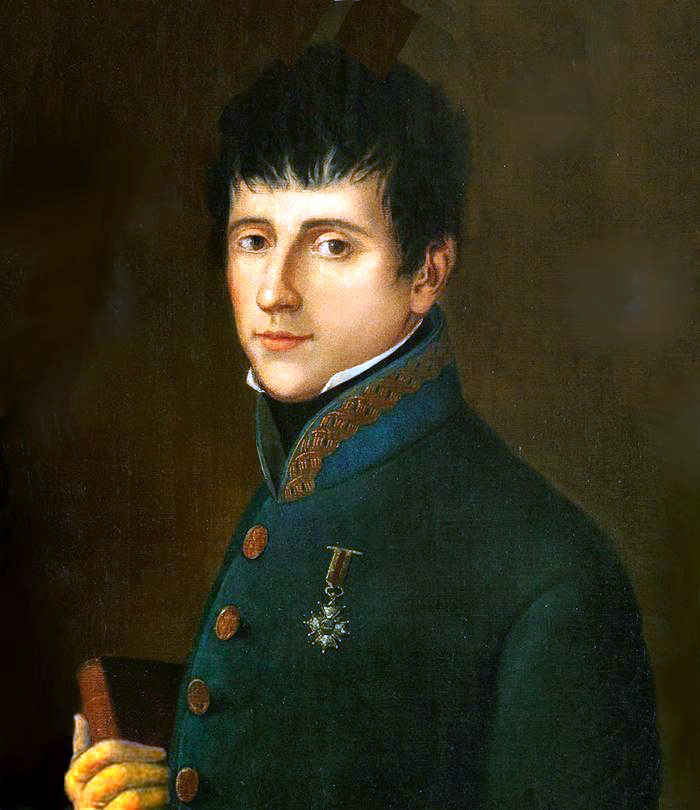
Portrait du général Rafael del Riego dont le pronunciamiento entraina la restauration de la Constitution de Cadix et le début du Triennat libéral.

Faisant face à la conception nationale des libéraux, celle des absolutistes fut le produit de la synthèse entre le protonationalisme austrophile et la première littérature romantique espagnole. Selon celle-ci, l'Espagne se trouve définie par des traits historiques essentiels et propres, remontant à de très lointaines époques. Cette conception, basée sur la monarchie et la religion catholique, admettait les stéréotypes élaborés par les voyageurs étrangers — spécialement les romantiques français et britanniques — sur le « caractère espagnol », rapportés dans des œuvres comme Carmen de Prosper Mérimée.
D’autre part, pour les absolutistes — et plus tard pour les carlistes — l’âge d’or de l’Espagne avait été celui du règne des Rois catholiques et de l’empire espagnol ; ils rejetaient les règnes des derniers Habsbourg et des Bourbons « étrangers » et pensaient que le Moyen Âge, avec ses Cortes d’ancien régime et ses fors, étaient une période de progrès national. Selon les libéraux au contraire, l’époque médiévale était vue comme une période obscurantiste marquée par un climat inquisitorial, et la répression de la guerre des communautés de Castille avait marqué une amorce de la décadence des libertés.
Selon Juan Francisco Fuentes, le Triennat libéral (1820-1823) « marqua l’apogée d’un puissant imaginaire libéral associé à la nation et à la patrie ». Le général Rafael del Riego, qui devint la figure d’un culte civique, justifia son soulèvement en affirmant qu’il l'avait fait pour « restaurer la Nation dans ses anciens droits » — la Constitution de Cadix —. L’identification des libéraux avec l’idée nationale l’amena à dire à un député qu’ils n’étaient pas un parti, comme les « serviles » — les absolutistes — ou les « afrancesados », mais qu’ils étaient en réalité « toute la Nation ».

## Règne d’Isabelle II (1833-1868)
Au cours du règne d’Isabelle II la conception organico-historiciste s’imposa de la nation contre celle de la nation politique. Ainsi, la Constitution de 1945 ne reconnut pas la souveraineté nationale et la nation se trouve seulement mentionnée à l’article 11, pour réaffirmer le confessionnalisme catholique : « La religion de la Nation espagnole est la Catholique, Apostolique et Romaine ».

Drapeau de l’Espagne institué par deux décrets royaux de 1841 et 1843.

D'autre part, lors de cette même période, les deux termes de « nation » et « patrie », jusqu’alors utilisés presque indifféremment, avec quelques nuances, tendent à se différencier : la nation, associée à l’idée de souveraineté, se situe dans la sphère lointaine du politique, tandis que la patrie acquiert un sens plus familier, rattaché au champ des sentiments, des traditions et des identités. C’est ce que semble exprimer une phrase apparue dans Lo verdader catalá, premier périodique entièrement écrit en langue catalane : « L’Espagne est notre nation, mais la Catalogne est notre patrie ». En conséquence, le patriotisme cesse d’être un « synonyme d'activité révolutionnaire pour devenir un mot sans frontières idéologiques ». D’autre part, « la plus grande charge sentimentale et identitaire de “patrie” rendra plus facile sa transition tout au long du XIXe siècle vers d’autres registres sémantiques, de la part du carlisme et ses succédanés comme du romantisme ou d’un protonationalisme d’inspiration catholique, qu’il soit espagnol, catalan ou basque ».
L’usage réitéré de mots et concepts comme « patrie », « nation » ou « patriote » par les libéraux provoqua une trivialisation de ceux-ci, dont la satire costumbrista tira parti. Dans Los españoles pintados por sí mismos (1843-1844), le « patriote » était caractérisé par sa cupidité et son goût pour les phrases vides de sens « d’autant plus applaudies qu’elles sont mal comprises ». Dans un dictionnaire satirique publié en 1855, les « politiques » étaient définis comme « des faux bourdons de ruche qui s’alimentent uniquement du miel de la patrie ».
Dans les années 1830, on commença à utiliser en castillan le terme de « nationalisme », comme synonyme de « patriotisme », un terme largement diffusé de longue date. L’usage du mot « nationalisme » resta néanmoins très réduit tout au long du XIXe siècle.

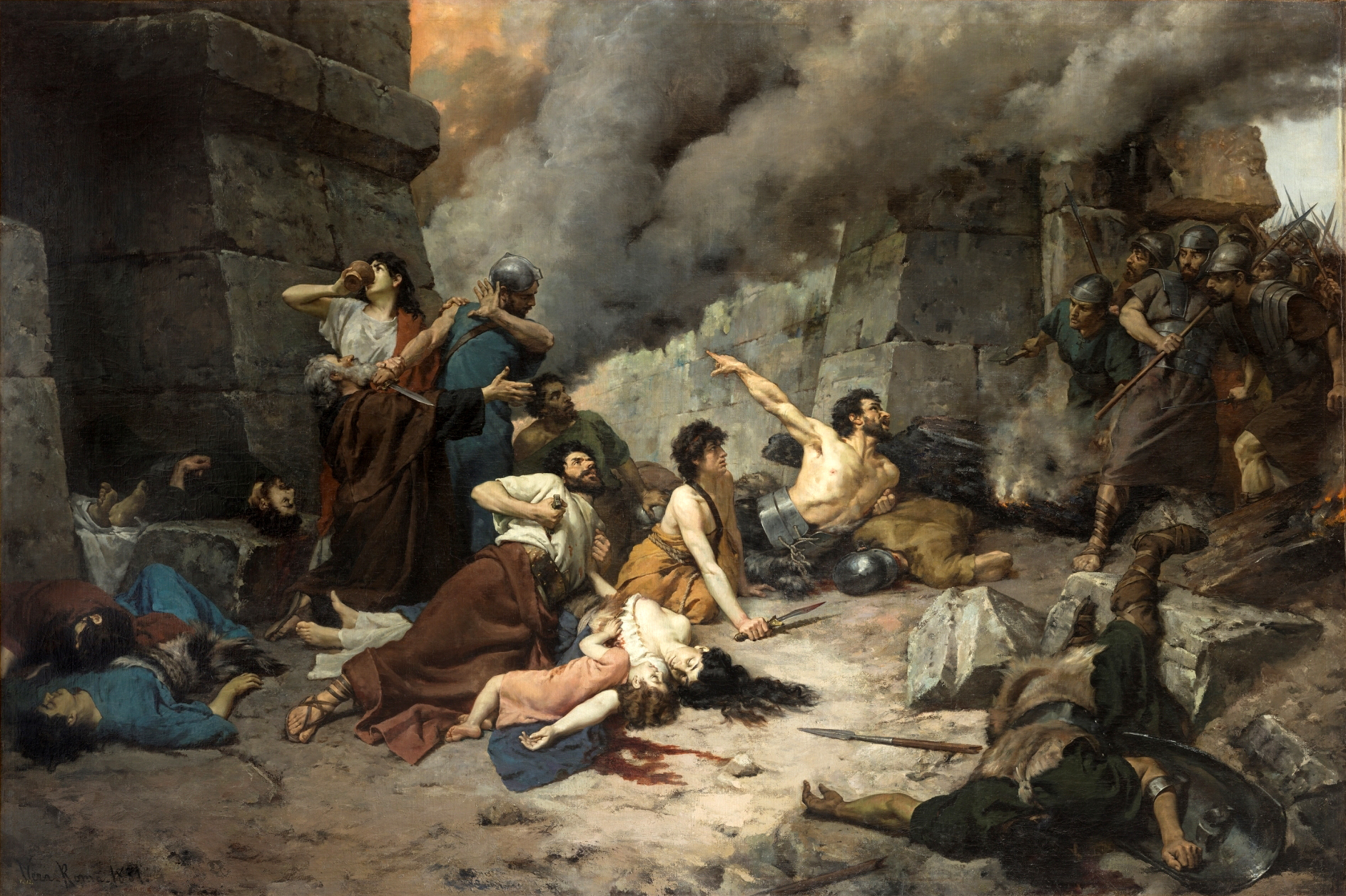
Numancia d’Alejo Vera y Estaca (1881). Les libéraux tentèrent de « nationaliser » et rélégitimer le nouvel État libéral qu’ils prétendaient construire. Ainsi, les élites intellectures élaborèrent un récit historique et littéraire de l’identité espagnole, qui commençait avec le mythe de Numance.

Les libéraux, spécialement ceux qui avaient vécu l'exil à Paris et à Londres durant les deux périodes absolutistes de Ferdinand VII, furent conscients qu’il était nécessaire de « nationaliser » et relégitimer le nouvel État libéral qu'ils se proposaient de construire. L’œuvre des écrivains romantiques comme José de Espronceda, le duc de Rivas ou, dans une moindre mesure, Mariano José de Larra, ainsi que les histoires nationales — notamment Historia general de España de Modesto Lafuente éditée en plusieurs volumes entre 1850 et 1867 — y contribuèrent : « les élites intellectuelles codifièrent un récit historique et littéraire de l'identité nationale, depuis les mythes de Numance et de Sagonte, jusqu'à l'idéalisation du royaume wisigoth de Tolède en tant que premier royaume espagnol, en passant par des figures comme Don Pelayo, Le Cid ou une vision providentialiste, téléologique et uniforme de la Reconquista, et la récupération des archétypes littéraires comme Don Quichotte dans une perspective nationale ».
Une partie de l'historiographie a développé la thèse de la « faible nationalisation » produite durant ces années, c’est-à-dire « la faiblesse relative de la diffusion sociale d’un sentiment plus ou moins articulé d'appartenance à une nation politique identifiée avec l'État ». Selon De la Granja, Beramendi et Anguera, le processus de nationalisation échoue sur un point crucial : « associer le patriotisme et l'identité à un processus modernisateur, dans le domaine politique et ailleurs, suffisamment efficace pour affirmer et élargir la base sociale de la nation espagnole et en même temps, erradiquer ou réduire les autres fidélités », ce qui explique le maintien ou même la renaissance des « ethnicités sous-étatiques », avec leurs langues, leurs mouvements culturels et historiographiques propres qui jettent des bases pour de « possibles discours alternatifs ».

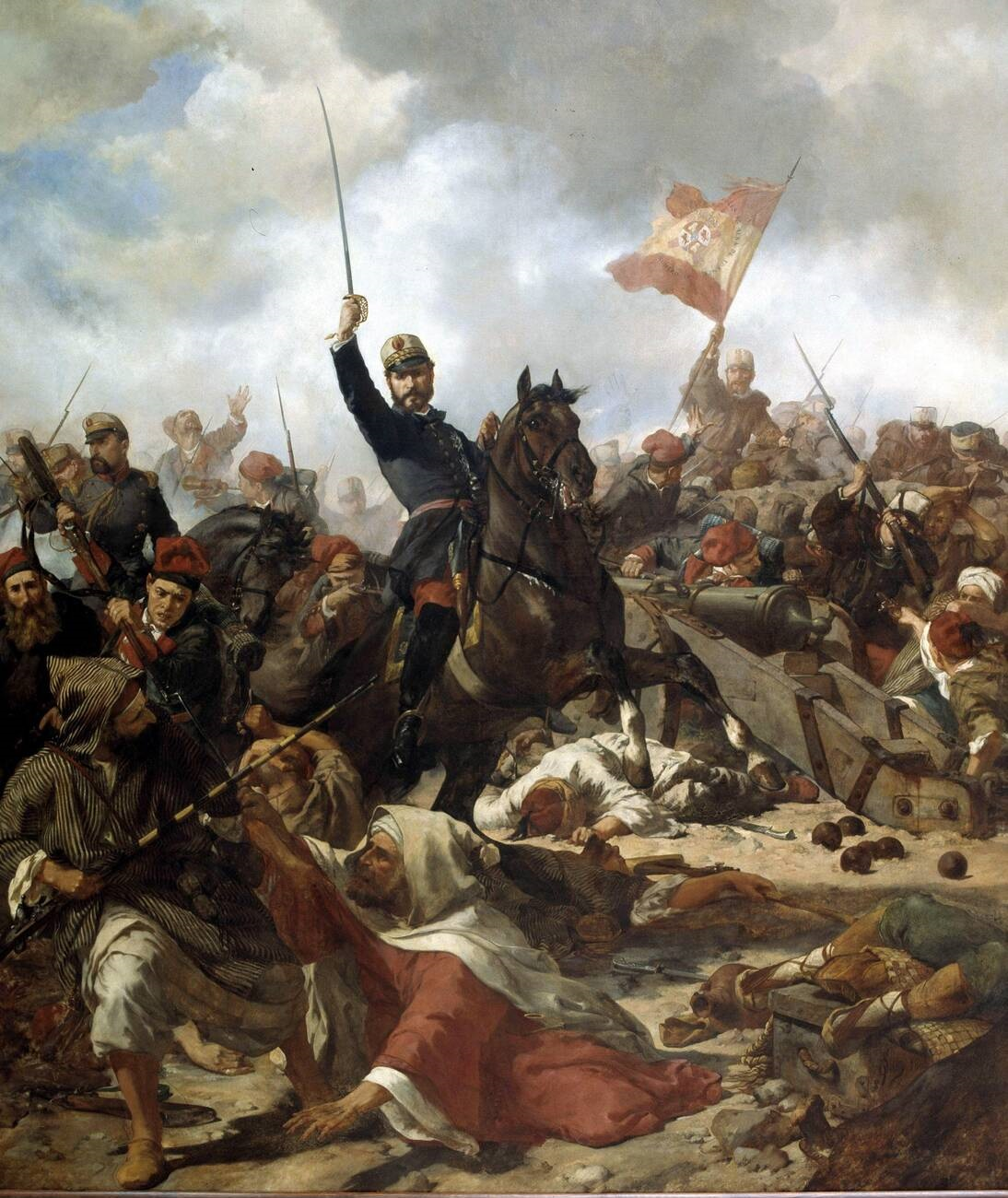
Le général Prim dans la Bataille de Tétouan de Francisco Sans Cabot (1864). La Guerre hispano-marocaine (1859-1860) parvint à concilier enthousiasme patriotique tout aussi bien dans las élites que dans les secteurs populaires, et dans tous les territoires péninsulaires, y compris la Catalogne.

Núñez Seixas explique cette faible nationalisation par quatre facteurs. Premièrement, un développement industriel inégal, qui fit que les zones les plus développées n’ont pas coïncidé avec les centres de décision. En second lieu, le monopole du pouvoir par le Parti modéré, défenseur à outrance d’un État centralisé, qui entraîna en réaction son rival, le Parti progressiste, vers une défense plus grande du « provincialisme ». Il en fut de même du carlisme, qui défendit les fors des provinces basques, de la Navarre, et plus tard de la Catalogne, des formes « traditionnelles » d’autogouvernement qui trouvaient leurs racines dans les anciens Habsbourg. En troisième lieu, l’efficacité discutable des instruments utilisés par l’État libéral pour mener à terme la nationalisation : un système politique qui impliquait très peu l’ensemble de la population étant donné son caractère oligarchique et caciquiste ; un investissement financier insuffisant dans le système éducatif qui s’avéra incapable d’alphabétiser dans une unique langue nationale et de diffuser les valeurs patriotiques et les symboles nationaux — eux-mêmes imparfaitement unifiés —, et de contrer le poids considérable de l’église catholique, opposée à ces valeurs, dans ce même système ; une armée classiste incapable d’endoctriner les recrues. Et en dernier lieu, l’absence d’un ennemi extérieur clairement défini contre duquel aurait pu naître un sentiment d’union cohérente au sein de la population, ainsi que l’inexistence d’un projet impérialiste. Une exception fut a Guerre hispano-marocaine (1859-1860), qui parvint à « concilier enthousiasme patriotique tout aussi bien dans las élites que dans les secteurs populaires, et dans tous les territoires péninsulaires, y compris la Catalogne ». Les batailles de Wad-Ras et de Tétouan donnèrent leurs noms à des rues des principales villes.
Un autre élément qui expliquerait la faible nationalisation est l’absence d’une capitale monumentale, étant donné que Madrid, jusqu’au début du XXe siècle était une ville sombre et de caractère provincial, qui « manquait des ensembles urbains et des complexes monuments caractéristiques de Paris ou Londres ».
La nouvelle division provinciale élaborée par Javier de Burgos en 1833 tarda à manifester son influence par rapport aux anciens cadres territoriaux médiévaux. À la différence des départements français qui démantelèrent en grande partie les unités territoriales préexistantes, la division provinciale espagnole se basa essentiellement sur les anciens royaumes et provinces de l’Ancien Régime, et ne fit que s’y superposer. De plus, les droits foraux furent maintenus dans certains territoires — Navarre et provinces basques —.
Selon Núñez Seixas, en dépit du fait que les multiples études réalisées lors des dernières décennies ont partiellement questionné cette thèse de la « faible nationalisation » — en particulier sur l’important rôle qu’eurent la société civile et les pouvoirs locaux dans la construction d’une identité nationale espagnole —, « on n’a pas encore opposé une explication globale et capable d’appréhender la complexité de la construction des identités territoriales dans l'Espagne du XIXe siècle et le premier tiers du XXe siècle ».
Quant aux symboles formels de la Nation, ils furent hérités de l’étape antérieure, tant le drapeau, créé pour la Marine de Guerre par le roi Charles III en 1785, comme l’hymne — la Marcha Real —, une marche militaire dont l’usage fut instauré par le même monarque en 1768. Si le drapeau connut une large diffusion — le drapeau républicain tricolore qui incorporait le violet des comuneros fut utilisé comme étendard des républicains et non comme une enseigne nationale —, il n’en fut pas de même de l’hymne, fondamentalement car il n’avait pas de paroles associées, et qu’il devait de plus rivaliser avec l’Hymne de Riego, qui eut la préférence des libéraux progressistes, des démocrates et républicains.
En ce qui concerne le carlisme, après sa défaite dans la première guerre carliste, il continua de nier le concept de souveraineté nationale et de défendre l’origine divine du pouvoir. Par exemple, Ramón Nocedal affirmait que ni « la nation ni l’État ne sont l’origine de l’autorité, car toute l’autorité provient de Dieu ». Néanmoins, le mot « nation » fut toujours présent dans les discours des carlistes, qui pensaient obtenir grâce à son usage l’appui d’une bonne partie de la population. María Teresa de Braganza en arriva à affirmer en 1864 que son défunt mari, le prétendant carliste Charles de Bourbon (1788-1855), avait eu en sa faveur l’« immense majorité de la nation », dont les essences principales étaient l’unité de la foi catholique et la Monarchie elle-même. L’historien Stanley Payne considère que, par son espagnolisme accentué, et en dépit de son emphase régionaliste, « le carlisme représenta l’unique mouvement de nationalisme espagnol au XIXe siècle ».
Selon De la Granja, Beramendi et Anguera, durant cette période et la suivante, « le nationalisme espagnol […] règne sans rivaux internes et, par conséquent, en manquant de plus de forts stimulateurs exogènes en raison de l’isolement international de l’Espagne, il n’a pas besoin de trop se manifester en tant que tel. Mais cela ne veut pas dire qu’il manque de toute manifestation ni qu’il n’inspire pas un processus de nationalisation qui, malgré toutes ses déficiences, il sert au moins à générer dans les secteurs sociaux politiquement actifs une identité nationale assez consistance et très jalouse de son unité ».

## LeSexenio Democráticoet l’échec du fédéralisme (1868-1874)

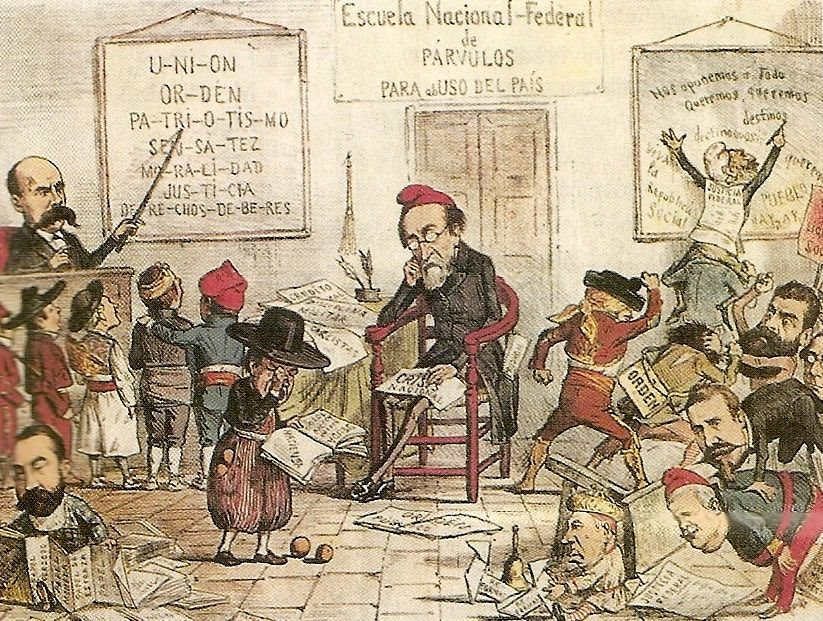
Caricature de la revue La Flaca (1873) représentant Francisco Pi y Margall (au centre) débordé par des figures enfantines vêtues de costumes régionaux, et Emilio Castelar (à gauche), tentant de remettre de l’ordre.

À partir des années 1839, le libéralisme le plus radical d’idéologie démocrate-républicaine défendit le modèle fédéral pour l’État-nation espagnol, allant parfois jusqu’à l’ibérisme, sous la forme d’une république fédérale qui engloberait l’Espagne et le Portugal. Des antécédents de défense du fédéralisme espagnol, relativement confidentiels, peuvent être trouvés entre la fin du XVIIIe siècle et le premier tiers du XIXe siècle dans l'œuvre de libéraux exilés — le « protofédéralisme de l’exil », selon Juan Francisco Fuentes —, par exemple celle de José Marchena — qui défend une république ibérique —, de Juan de Olabarría — probable auteur en 1819 d’un projet de Constitution affirmant que « les provinces sont naturellement fédérées » et que « les intérêtrs communs à une province relèvent de la compétence provinciale » —, de José Canga Argüelles — Cartas de un americano sobre las ventajas de los gobiernos republicanos federativos (« Lettre d’un Américain sur les avantages des gouvernements républicains fédéraux »), publié de façon anonyme à Londres en 1826 — ou de Ramón Xaudaró (es) — Bases d’une constitution politique ou principes fondamentaux d’un système républicain, publié à Limoges en 1832 —. Entre 1840 et 1841, Xaudaró est l’auteur de textes publiés dans l’hebdomadaire El Huracán (es), présentant les États-Unis d'Amérique comme un modèle de « démocratie », ou d'un poème défendant le fédéralisme et l’ibérisme,.

Carte des États fédérés d’Espagne selon le Projet de Constitution fédérale de 1873 (Cuba et Porto Rico n’apparaissent pas sur l’image).

Le fédéralisme se basa sur les anciens territoires médiévaux pour définir les États qui formeraient la République fédérale espagnole. En ce sens, le modèle national défendu était imprégné d’un fort historicisme. Son grand théoricien fut le républicain catalan Francesc Pi i Margall, auteur de Las Nacionalidades (« Les Nationalités »), publié en 1877, peu après l’échec de l’expérience fédérale de la Première République. Si les afrancesados et les modérés « firent de l’État la pierre angulaire du projet modernisateur, au détriment de la nation souveraine », les fédéralistes soutenaient au contraire que « la nation n’atteindrait la plénitude de son existence qu’une fois que l’État unitaire et centraliste — impôts, quintas [mobilisations militaires], forces de l’ordre, bureaucratie, monarchie — serait démantelé », proposant ainsi une « nation sans État ».
Juan Francisco Fuentes définit la représentation nationale des fédéralistes comme une « nation pluri-étatique qui rendrait libres de la même manière les citoyens et les territoires », un « étrange hybride » entre fédéralisme et jacobinisme. Par exemple, un document publié à Barcelone en 1842 par les insurgés de la bullangues (es), après avoir réaffirmé « le pur espagnolisme de tous les Catalans libres » et dénoncé « la tyranie et la perfidie du pouvoir qui a conduit la Nation à l’état le plus déplorable », déclarait l’« indépendance de la Catalogne, par rapport à la Cour, jusqu’à ce que soit rétabli un gouvernement juste ». Elle refit son apparition dans les Bases para la Constitución federal de la Nación española y para la del Estado de Cataluña (« Bases pour la Constitution fédérale de la Nation espagnole et pour celle de l'État de Catalogne ») de Valentí Almirall et le Projet de Constitution fédérale de 1873 (es), dont l’article premier déclarait « les États de Haute Andalousie, Basse Andalousie, Aragon, Asturies, Baléares, Canaries, Vieille Castille, Nouvelle Castille, Catalogne, Cuba, Estrémadure, Galice, Murcie, Navarre, Porto Rico, Valence, Régions Basques [vascongadas] composent la Nation espagnole »,.
Selon De la Granja, Beramendi et Anguera, l'échec du Sexenio et, en particulier, de la proposition fédérale de la Première République espagnole bloqua le processus d’élargissement de la base sociale de la nation espagnole et l’affaiblissement des fidélités sous-étatiques, ce qui « contribua à créer les conditions pour que, lorsque d’autres facteurs agiraient, l’unicité nationale espagnole finisse par se briser », en dépit du fait que personne ne la mettait en doute en 1875.

## Première étape de la Restauration (1875-1898)
L’échec du Sexenio eut un double effet sur le processus d’édification de la nation, car il renforça dans quelques cas le nationalisme espagnol uniformiste, mais dans d’autres cas il fut rejeté et donna naissance aux « nationalismes périphériques ». Ainsi, « l’opposition à l’État centraliste n’était déjà plus l’exclusivité des traditionalistes et des fédéralistes espagnols ; à présent ce qui se sentaient de patries distinctes le professaient également, qui pour le moment s’appelaient des régions ou au plus des nationalités. Mais certains osaient déjà dire que l'Espagne n’était pas une nation mais seulement un État formé de plusieurs nations ». Ces postures « nationalistes » ou « régionalistes » furent très contestées depuis Madrid par la majorité des périodiques et par des intellectuels comme Gaspar Núñez de Arce, Antonio Sánchez Moguel (es) ou Juan Valera,.

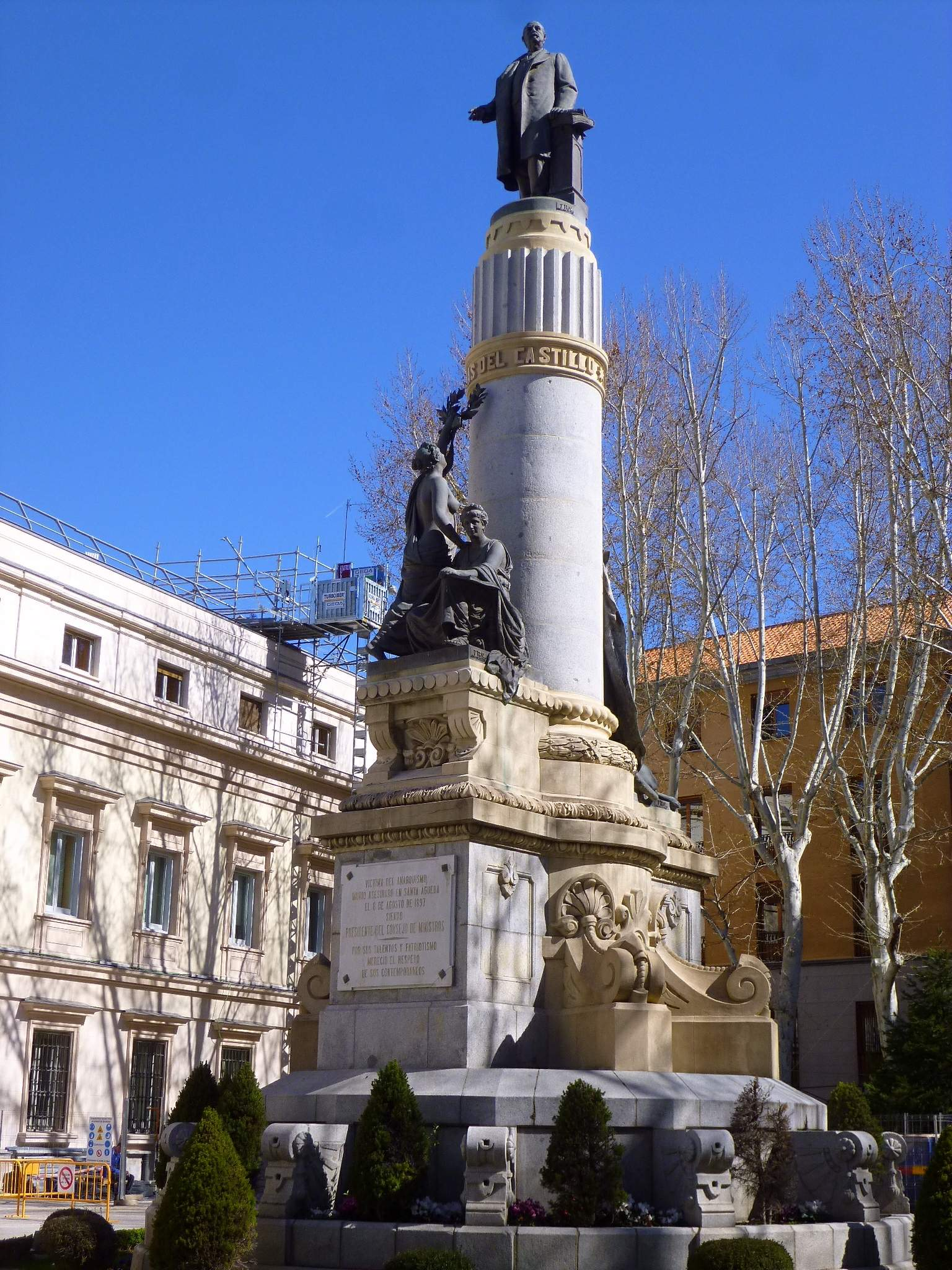
Monument à Antonio Cánovas del Castillo à Madrid, en face du Senado (1901). La conception conservatrice du nationalisme espagnol se nourrit fondamentalemente de la vision historiciste de Cánovas, l'artisan du régime de la Restauration.

### Un nationalisme d'État à dominante traditionaliste et centraliste
Au cours de la Restauration, l'organisation centraliste de l'État fut renforcée avec l’abolution des fors basques en 1876 — bien que le concert économique (es), accord de régularisation des finances publiques différencié des provinces basques — et l’accroissement du contrôle du gouvernement central sur les administrations provinciale et locale — la loi provinciale e 1882 établit que les gouverneurs civils nommés par le gouvernement présideraient les députations provinciales —. Au cours de cette période, le processus de construction de la nation espagnole se poursuivit depuis sa version la plus conservatrice, en se centrant sur l’idée de l’« Espagne » dans son « être de l'Espagne (es) » et non dans la libre volonté des citoyens — la Constitution de 1876, tout comme celle de 1845, n’émane pas de la « nation espagnole » mais est décrétée par « Don Alphonse XII, par la grâce de Dieu, Roi constitutionnel de l’Espagne » « en union et en accord avec les Cortes du royaume » —. Cet « être de l’Espagne » apparaît indissociablement uni à l’héritage historique, avec le catholicisme — la Constitution de 1876 proclame à nouveau le confessionnalisme de l'État —, la monarchie et la langue castillane, comme principaux éléments.
Cette conception conservatrice du nationalisme espagnol se manifeste dans la vision historiciste d’Antonio Cánovas del Castillo, l'architecte de la Restauration. Dans la conférence qu’il prononça à l’Athénée de Madrid le 6 novembre 1882, il affirmait ainsi que « […] les nations sont l'œuvre de Dieu ou, si quelques uns ou un beaucoup d’entre vous le préfèrez, de la nature ».

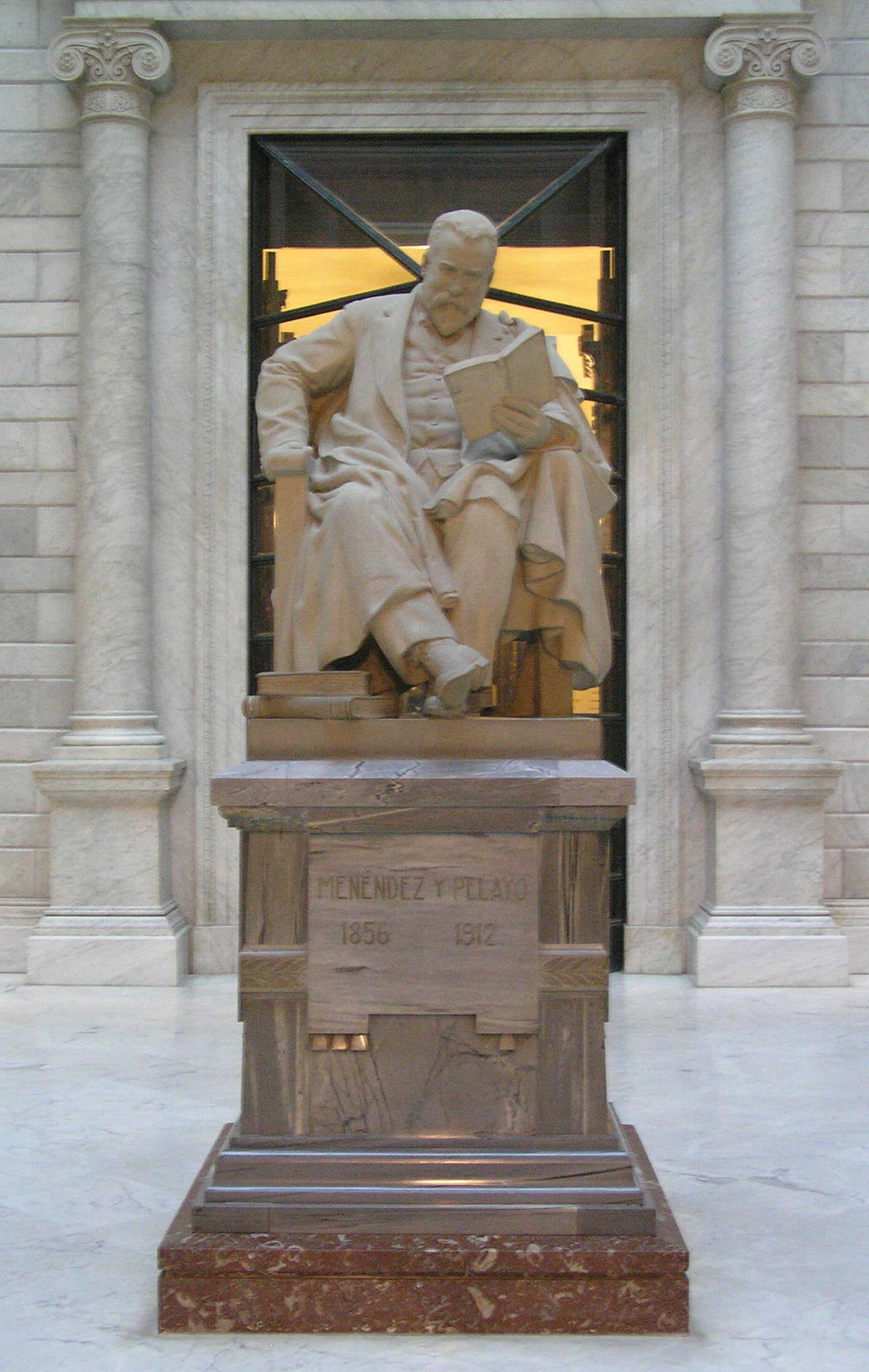
Statue de Marcelino Menéndez Pelayo dans le vestibule de la Bibliotèque nationale d’Espagne. Le nationalisme espagnol conservateur se nourrit surtout de l’œuvre de Menéndez Pelayo avec sa proposition d’un nationalisme catholique, traditionaliste, fortement historiciste et un enracinement foral et corporatif.

Le nationalisme espagnol conservateur se nourrit surtout de l’œuvre de Marcelino Menéndez Pelayo avec sa proposition d’un « nationalisme catholique, traditionaliste, fortement historiciste et un enracinement foral et corporatif ». Selon Menéndez Pelayo, la nation avait été configurée historiquement par la monarchie et de la religion historique. Il devint ainsi le principal porte-parole de la conception « organico-historique » de la nation espagnoles qui s’opposait à celle libérale et républicaine avec son identification à l’esprit catholique.
À la fin du XIXe siècle, le nationalisme espagnol conservateur fut également très influencé par la pensée autoritaire et monarchique-traditionaliste du français Charles Maurras, fondateur de l’Action française.
Pour sa part, le nationalisme espagnol libéral-démocratique se vit très influencé par le krausisme, avec sa conception organiciste et l’importance qu’il accorde à l’éducation comme instrument fondamental dans la réforme de l’individu et de la société.
Malgré le renforcement du centralisme dans l’organisation de l’État, le processus d’élaboration nationaliste en Espagne eut une intensité moindre que dans d’autres pays européens, à cause de la faiblesse de l’État lui-même. Ainsi, ni l’école — qui ne parvint pas à atteindre l’ensemble du pays et des classes sociales à cause du manque de moyens accordés — ni le service militaire obligatoire — qui suscitait un grand rejet des classes populaires en raison des exemptions dont bénéficiaient largement les fils des familles aisées par des versements numéraires — ne accomplirent la fonction nationalisatrice qu’ils eurent dans d’autres pays, où ils aboutirent à la quasi-disparition des identités « régionales » et « locales ». Par exemple en France, le français s’imposa comme langue largement dominante et les autres langues — qualifiées péjorativement de « dialectes » — connurent un déclin important, leur usage étant considéré comme un signe d'« inculture ». En Espagne, l'usage des langues différentes du castillan — catalan, galicien et basque — se maintint à un niveau élevé dans leurs territoires respectifs, surtout dans les milieux populaires.
Durant la Restauration, le processus de construction nationale fut également contrarié par la monopolisation du pouvoir par les deux partis « dynastiques » et la fraude électorale massive constituant la clé de la stabilité du système, excluant de fait non seulement les autres forces politiques, mais aussi la grande majorité de la population de toute possibilité de contribuer significativement au projet politique espagnol. Les organisations socialistes et anarchistes, populaires au sein des classes laborieuses, défendaient l’internationalisme et non le nationalisme. Il y eut néanmoins un certain progrès de l’espagnolisme ou du sentiment patriotique, au moins dans les villes, comme le démontrèrent les manifestations d’exaltation nationaliste en 1883 — en soutien au roi Alphonse XII, au retour d’un voyage en France où il avait reçu un accueil hostile à cause de ces déclarations pro-germanistes —, en 1885 — lors du conflit avec l’Allemagne autour des îles Carolines —, en 1890 — autour d’Isaac Peral et son invention du sous-marin — ou en 1893 — en raison de la première guerre du Rif (es) —.
Les militaires sont utilisés pour tenter de maintenir l’ordre public et, avec le temps, finiront par se considérer comme le gardien de l’identité nationale contre le désordre social et les protestations contre le régime. Le politologue et historien britannique Samuel Finer dresse le tableau suivant de l'armée espagnole de la Restauration « il ne s’agit pas d’une force opérationnelle mais d’une machine bureaucratique, elle ne recherche pas l’expansion ou la puissance extérieure mais l’unité et l’ordre. Son idéal […] est celui d’une Espagne hors du temps, centralisée, castillane et catholique ; mais il pourrait être aussi défini partiellement à partir de ce qu'elle hait : le syndicalisme, le socialisme le séparatisme catalan et basque et même… l’intelligence. Par ailleurs, moyen traditionnel de mobilité sociale dans une société rigidement stratifiée, elle attire les hommes médiocres qui cherchent à faire carrière ; quand ils n’y réussissent pas, ils ont recours à des moyens exceptionnels. Traditionnellement aussi, l’armée — au moins depuis la Restauration — est la force de police de l’oligarchie dominante. Ainsi la neutralité militaire mélange brutalement le nationalisme (la Hispanidad), la haine de classe et le carriérisme individuel ».

### Disparités et tensions régionales
Ce période voit un accroissement notable des disparités territoriales sur le plan du développement économique. Tandis que la Castille et l’Andalousie demeurent des régions dominées par la ruralité et une économie traditionnelle basée sur le secteur primaire — production céréalière et lainière —, avec une classe dirigeante formée de propriétaires terriens, le Pays basque et la Catalogne voient l’essor d’une bourgeoisie industrielle et entrepreneuriale moderne, et l'apparition d’un prolétariat urbain et ouvrier. Ces deux régions concentrent désormais une grande partie du pouvoir économique, mais le pouvoir politique reste aux mains des classes dirigeantes castillanes, « qui prétend[ent] pourtant incarner toujours l’essence nationale ».
Cette disparité se traduit dans un conflit au sujet du rôle de l’État et de la politique économique, les bourgeoisies catalane et basque étant favorable au protectionnisme pour favoriser le marché intérieur, en opposition avec celle des zones centrales, qui bénéficient des exportations. L’État espagnol est perçu comme un obstacle dans les régions périphériques, alors qu’il est pourvoyeur d’emplois — certes précaires — ailleurs : « bien que la population catalane ne représente que le huitième de celle de toute l’Espagne, elle paie un quart des impôts, alors qu’un dixième seulement du budget revient à la province ».
De plus, alors qu’auparavant « le castillan reléguait peu à peu les langues locales au rang de patois abandonnés aux paysans », un mouvement culturel de dignification des langues propres émerge sous l’influence de la pensée romantique, notamment la Renaixença — la « renaissance » de la langue catalane — amorcée dans les années 1830. La culture régionale promue par la bourgeoisie catalane « véhicule […] une autre façon de penser, […] s’éloigne de plus en plus de la matrice nationale et […] devient […] plus européenne et moderniste qu’ibérique et traditionaliste ».
La deuxième moitié du XIXe siècle est marquée par une volonté des milieux politiques catalans de participer aux décisions du pouvoir central, « de s’introduire au sein de l'État pour gouverner et entraîner les Espagnols dans le sillage de la Catalogne. En 1873, par exemple, le président du gouvernement et deux ministres furent catalans, et c’est un Catalan, Pi i Margall, qui rédigea un premier projet de constitution, fédéraliste, pour la nouvelle République […]. Leur but était alors de transformer l’État espagnol, de desserrer les liens entre le centre et les régions périphériques, mais certainement pas de rompre ». C’est cette idée qui reste dominante dans le mouvement du régionalisme politique catalan qui émerge au début du XXe siècle avec la fondation de la Lliga Regionalista (« Ligue régionaliste ») en 1901, notamment dans la figure d’un de ses leaders, Francesc Cambó, proche confident du roi Alphonse XIII, et sa proposition de « régénérer » l’Espagne, de la « catalaniser », c’est-à-dire une « Grande Catalogne dans la Grande Espagne »,. « Ces efforts furent néanmoins déçus car le centralisme de la monarchie et le sentiment anti-catalaniste dominant à Madrid freinèrent cette intégration à l’État ».
Au Pays basque, le nationalisme régional apparaît lui aussi vers la même période, mais dans un contexte et avec une base sociale différents : « L’industrialisation rapide de la Biscaye (et dans une moindre mesure, plus tardivement, de Guipuzcoa) provoqua une immigration massive de travailleurs de toute l'Espagne, beaucoup plus importante en nombre que pour la Catalogne car il s’agissait d’industries qui avaient besoin d’une main d'œuvre nombreuse. Entre 1840 et 1910, la population de Biscaye fut multipliée par trois et celle de la ville de Bilbao, par exemple, passa de 15 000 habitants en 1875 à 100 000 en 1900 ». Le nationalisme basque apparaît comme une réaction de secteurs pauvres ou modestes de la population, ancrés dans un mode de vie traditionnel et rural, qui vivent cette situation comme une invasion et se sentent marginalisés au sein de la société moderne pilotée par la bourgeoisie industrielle. C’est donc un mouvement aux racines foncièrement conservatrices, qui rassemble d’ailleurs dès ses origines d’anciens carlistes convertis,,.
Au tournant du XXe siècle, le nationalisme basque obtient ses premiers succès électoraux, notamment en Biscaye, et prétend explicitement rivaliser avec les partis du turno pilotés par le régime. Le Parti nationaliste basque (PNV) est interdit en raison de ses prétentions indépendantistes. En septembre 1899, l’état d'exception est décrété en Biscaye au motif allégué de lutte « contre les séparatistes, dont les manifestations sont déjà intolérables ».

### La question des colonies
Selon Núñez Seixas, les revendications d’un gouvernement autonome à Cuba et Porto Rico furent ignorées par les gouvernements de la Restauration car « elles obligeaient à reconsidérer le concept basique de la nation espagnole qui servait de fondement légitimateur à la Monarchie de la Restauration. Si l’Espagne était une unité organique, forgée par une histoire commune, la religion catholique et le rôle de la Monarchie, dans laquelle la diversité ethno-territoriale était seulement tolérée à un niveau prépolitique, la concession d’un régime d'autonomie spécifique aux îles caribéennes, considérées comme une partie de la nation, pourrait avoir des conséquences insoupçonnées dans les territoires non castillans de la métropole elle-même ». Seule une partie des républicains fédéralistes, menés par  Pi y Margall, se montrèrent partisans de la concession de l’autonomie. « La défense de l’ordre colonial s’identifia avec l’intégrité de la patrie, une cause qui devait unir les Espagnols de toute origine sociale ou géographique ».
La concession de l’autonomie politique à Cuba et Porto Rico arriva trop tard et l’intervention des États-Unis ne permit pas sa mise en place effective,.

## «Désastre de 98» et période constitutionnelle du règne d´Alfonse XIII (1898-1923)

Prisonniers de guerre aux mains des Nord-Américains à Manille après la capitulation de la capitale philippine. Le virage pessimiste après la défaite dans la guerre hispano-américaine poussa la génération de 98 à poser le « problème de l’Espagne » sous une forme essentialiste et métaphysique à partir d’une conception oraganico-historiciste de la nation.

La guerre hispano-américaine contre les États-Unis entraîna une vague d’exaltation patriotique espagnole mais la défaite céda le pas à un climat de stupeur et de pessimisme. D’autre part, la guerre d'indépendance cubaine accrut l’antimilitarisme des classes populaires en raison du classisme du service militaire obligatoire qui permettait l’exemption des enfants des familles aisées, et du coup très élevé que représenta ce conflit pour les premiers, avec un nombre élevé de morts et de mutilés. Cet antimilitarisme populaire se traduisit, de façon plus ou moins explicite, dans un rejet du nationalisme espagnol.
Le sentiment antimilitariste s’accrut après la défaite, lorsqu’un connut le nombre élevé de morts dans les combats et que revinrent dans leurs foyers les anciens combattants blessés et mutilés.
Le virage pessimiste après la défaite dans la guerre hispano-américaine poussa la génération de 98 à poser le « problème de l’Espagne » sous une forme essentialiste et métaphysique à partir d’une conception oraganico-historiciste de la nation. Les membres de cette génération d’écrivains et d’intellectuels cherchèrent l’identité espagnole authentique en Castille — comme dans le cas d’Azorín qui publia en 1900 el alma castellana (« L’Âme Castillane) » — ou dans le casticisme — comme l'avait déjà fait Miguel de Unamuno plusieurs années auparavant en 1895 —. L’objet de cette réflexion était de définir le « caractère espagnol » en soulignant ses qualités, en suivant les pas d’Ángel Ganivet et de son Idearium español publié en 1897,. Elle aboutit à un conception de l’Espagne « comme un organisme historique de substance ethnoculturelle basiquement castillane, qui avait été générée tout au long des siècles, et qui est, par conséquent, une réalité objective et irréversible ».
Le « désastre de 98 » fut suivi d’une obsession pour l’« ennemi intérieur » qui avait surgi peu auparavant, le catalanisme politique. et qui s’étendit plus tard aux nationalismes basque et galicien.
Les militaires se sentirent de plus en plus isolés dans une société souvent hostile, avec un régime qui les a instaurés comme garants de l’ordre public, eux-mêmes finissant par se considérer comme les gardiens de la patrie. À Barcelone en particulier, certains officiers assimilent le catalanisme aux mouvements séparatistes qu’ils avaient affrontés dans les colonies. Galvanisés par l’anticatalanisme de la presse militaire, ils réagirent à une caricature antimilitariste publiée en novembre 1905 par une revue catalaniste en saccageant ses locaux. Les coupables ne furent pas punis et reçurent a posteriori le soutien de leur hiérarchie et même du roi. Cet épisode, connu comme les Incidents du ¡Cu-Cut! « représenta le premier choc entre pouvoir politique et pouvoir militaire du XXe siècle ainsi qu'une montée notable de la température du conflit nationaliste » avec la Catalogne,. À la suite des évènements et sous la pression militaire est approuvée la Ley de Jurisdicciones, qui plaçait sous juridiction militaire les offenses faites oralement ou par écrit à l'unité de la patrie. Cette loi « sera à l’origine […] de l'affrontement direct entre l’armée et les nationalismes périphériques. Par ce biais, elle deviendra juge et partie d’un conflit où l’on débattait le sens même du concept de « Nation espagnole ». C’est à partir de ce moment-là que l’institution militaire s’érige en seul défenseur et unique interprète de ce qu’elle considère comme la véritable essence de la Nation et de la Patrie espagnoles. […] l'armée devient de facto l'ennemi déclarée de tous les nationalismes qui, par le fait de l'être, mettaient en cause le fondement même de « la Nation » ».
La vague de pessimisme provoquée par la défaite de 1898 déboucha sur le régénérationnisme, courant idéologique basé sur — dans les mots de Núñez Seixas — « la réexaltation de la valeur rédemptrice du peuple, défini comme la partie saine de la Nation ». Il trouvait ses racines dans des réflexions antérieures menée par Lucas Mallada dans son œuvre, notamment Los males de la patria y la futura revolución española (« Les Maux de la patrie et la future révolution espagnole ») publié en 1890. Les idées du régénératonisme furent adoptées par une large part des élites intellectuelles et politiques et le mouvement se trouva dilué dans un ensemble très hétérogène et disparate quant aux formulations concrètes de solutions de régénération de l’Espagne. Il fut assimilé aussi bien par le nationalisme conservateur — dont l'expression la plus achevée fut le maurisme, avec son élitisme autoritaire de la révolution « d’en haut » — comme par le nationalisme libéral et les divers régionalismes qui prétendaient régénérer la nation en partant des municipalités et des régions qui constituaient ses parties les plus « saines »,,.
Une autre conséquence du « désastre de 98 » fut le renforcement du nationalisme espagnol autoritaire par l’influence des « espagnolistes », tant civils que militaires, qui avaient lutté pour que Cuba et Porto Rico restent dans le giron de l’Espagne et étaient rentrés des colonies après l’indépendance.

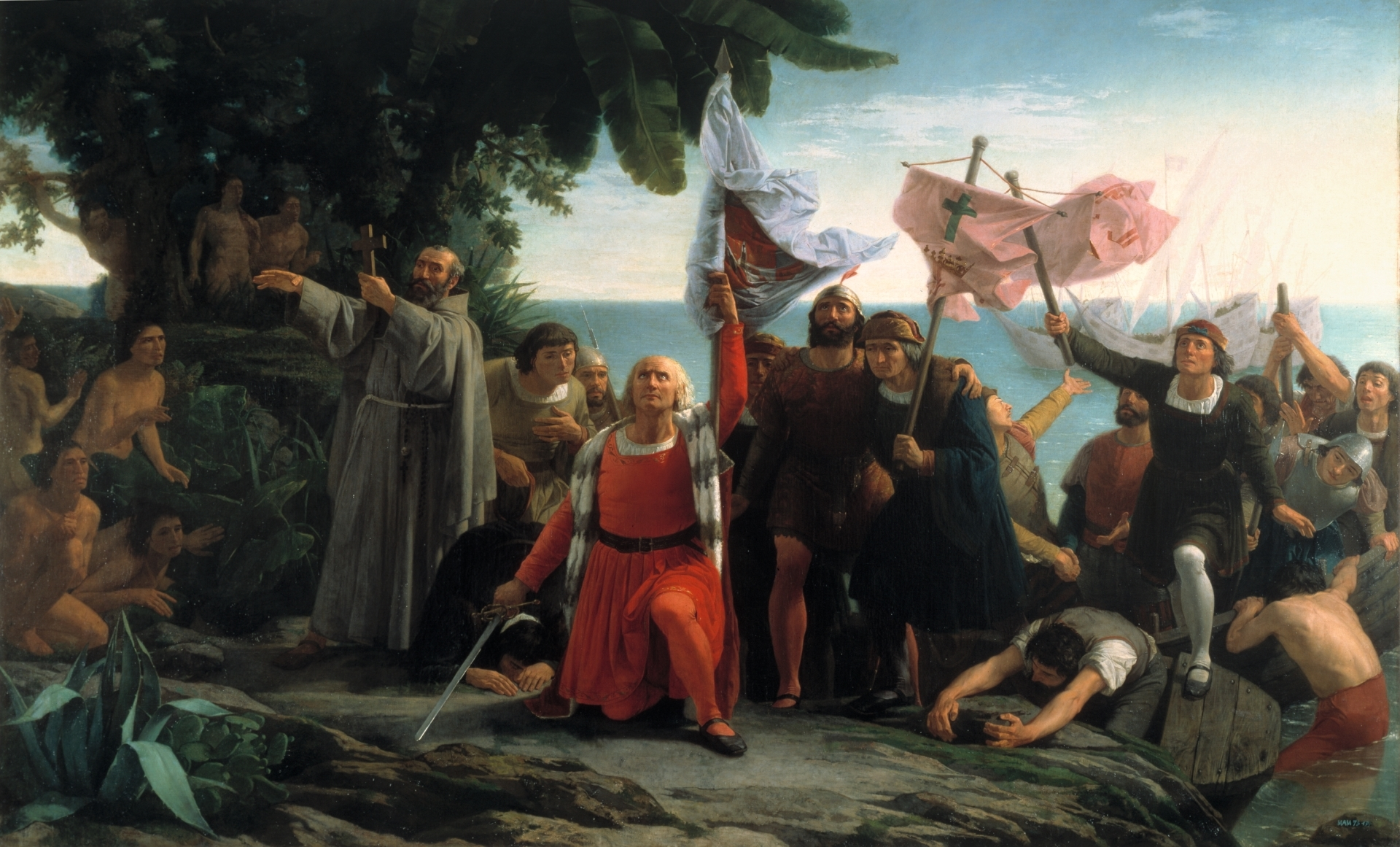
Premier débarquement de Christophe Colomb en Amérique, œuvre de Dióscoro Puebla. L’hispanoaméricanisme fut une réaction du nationalisme espagnol à la perte des colonies sous forme d'impérialisme culturel. Une étape importante dans l’influence de ce mouvement fut la célébration à partir de 1918 du Jour de Christophe Colomb (Día de la Raza, Jour de la Race en espagnol).

D’autre part, durant le règne d'Alphonse XIII le nationalisme espagnol libéral-démocratique fut très influencé par l’œuvre du philosophe José Ortega y Gasset qui publia en 1932 España invertebrada (« L’Espagne invertébrée »). Pour Ortega, la nation espagnole était un « projet historique » et une communauté de destin définie essentiellement par la Castille. La pensée d’Ortega eut un grand impact sur les hommes politiques et penseurs libéraux-démocrates et républicains comme Manuel Azaña.
Le nationalisme espagnol républicain, dont la version la plus extrême fut le lerrouxisme, adopta une optique populiste, en considérant le peuple idéalisé comme le principal dépositaire des qualités essentielles de la nation.
Outre les versions conservatrice et libérale-démocratique, une troisième version du nationalisme espagnol fut celle représentée par la gauche ouvrière. Bien que socialistes comme anarchistes se déclarent ouvertement internationalistes et marquent leur opposition ave le « nationalisme bourgeois », ils considéraient l’Espagne comme le cadre de solidarité dans lequel développer leur activité politique et atteindre leurs objectifs révolutionnaires. Ils défendaient ainsi, avec plus ou moins de vigueur, une structure fédérale pour le pays, bien qu’ils s’opposent aux nationalismes périphériques en raison de leur caractère majoritairement conservateur à l’époque, particulièrement le nationalisme basque en raison de son cléricalisme affirmé.

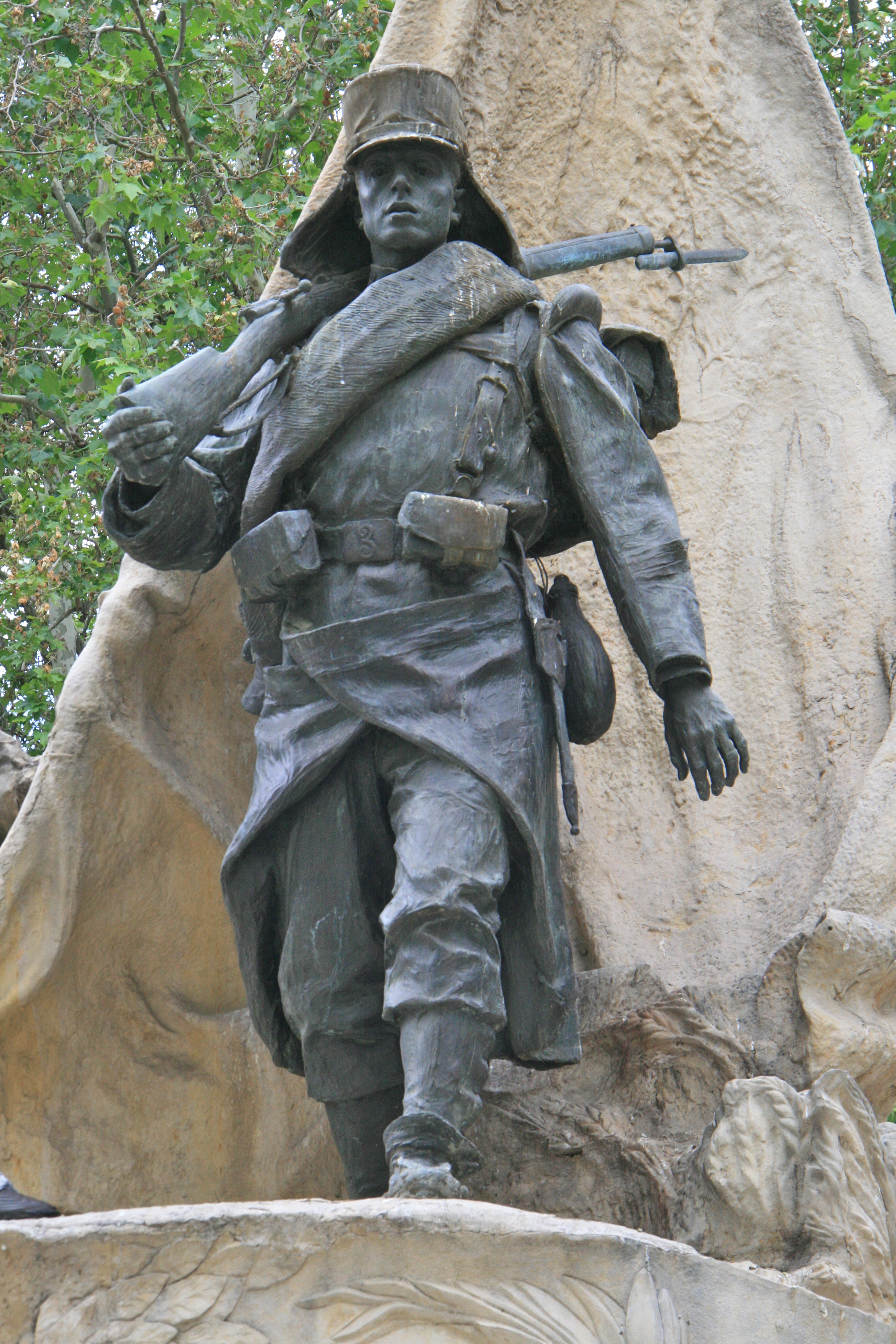
Monument au caporal Noval à Madrid, par Mariano Benlliure. La guerre du Rif, à la différence de la Guerre hispano-marocaine de 1859-1860 soixante ans auparavant, ne réveilla pas de vague d’enthousiasme patriotique, à l’exception de l’exaltation de quelques héros, comme le caporal Noval.

Une quatrième variante fut le nationalisme espagnol autoritaire, qui oscilla entre la droite radicale et le fascisme, qui naît au début des années 1920 sous l’influence du fascisme italien. Sa première expression fut l’Union patriotique, parti unique de la dictature de Primo de Rivera, et la première clairement fasciste fut celle proposée par l’intellectuel avant-gardiste Ernesto Giménez Caballero.
Cette période connut l’essor de l’hispanoaméricanisme (es), dont l’origine se trouvait chez Menéndez Pelayo et qui fut développé par Ramiro de Maeztu, Zacarías de Vizcarra et Manuel García Morente. Une étape importante dans l’influence de ce mouvement fut la célébration à partir de 1918 du Jour de Christophe Colomb (Día de la Raza, « Jour de la Race » en espagnol). Ce courant eut également un versant libéral diffusé en Espagne et en Amérique par Rafael Altamira, Adolfo G. Posada y Rafael María de Labra.
Une autre preuve de la « projection extérieure » du nationalisme espagnol fut la guerre du Rif mais celle-ci, à la différence de la Guerre hispano-marocaine de 1859-1860 soixante ans auparavant, ne réveilla pas de vague d’enthousiasme patriotique — à l’exception de l’exaltation de quelques héros, comme le caporal Noval — mais suscita au contraire un rejet croissant auprès des classes populaires. Au contraire, pour leur part, les militaires se sentirent les « ultime[s] dépositaire[s] du nationalisme espagnol conquérant ».
L'apparition du catalanisme politique ainsi que le développement de l’hispanoaméricanisme concédèrent une importance de plus en plus grande à la langue castillane dans la définition de la nation espagnole comme élément clé dans la détermination de l’« esprit national ». La langue était « l’expression vive de cette conscience de la Patrie, que les séparatistes catalans s’emploient à troubler », dit-on alors. Parler la « langue de l’Espagne » était la « condition nécessaire et indispensable pour être espagnol », disait le journal conservateur ABC en 1919. Pour sa part, l’historien Rafael Altamira voyait dans la langue l’« esprit d’un peuple » et l'écrivain Miguel de Unamuno écrivait en 1910 les vers suivants : « La sangre de mi espíritu es mi lengua / y mi patria es allí donde resuene / (…) pues ella abarca/ legión de razas » (« Le sang de mon esprit est ma langue et ma patrie est là où elle résonnera […] car elle englobe une légion de races »). D’autre part le Centre d'études historiques fondé en 1910 et dirigé par Ramón Menéndez Pidal — qui publia en 1925 Orígenes del español (« Origines de l’espagnol »), ouvrage de référence sur des études diachroniques hispaniques — se fixa comme objectif de fonder historiquement le lien entre nation, race et langue espagnoles.
La thèse centrale de Menéndez Pidal était que « le castillan[,] guidé par une entreprise unificatrice (la Reconquista) et sa progressive instauration comme langue de culture, avait affirmé son hégémonie sur les langues de la péninsule au cours du Moyen Âge, en incorporant des éléments de chacune d’entre elles et en devant la langue espagnole. L’intercommunication entre les langues ibériques dans le passé cimenterait la propension à l’unité politique postérieure, en raison de la similitude d’un même caractère national ». Un autre travail effectué par Menéndez Pidal fut de compiler le romancero populaire, guidé par l’idée de prouver l’« existence d’une conscience nationale espagnole intrahistorique et avec une base populaire : la traditionnalité ». « L’introduction de manuels scolaires de littérature espagnole, matière introduite en 1926 dans le cursus scolaire, contribua à populariser ses postulats » jusqu’à la fin du siècle.
L’essor des nationalismes catalan et basque, ainsi que les premiers temps du nationalisme galicien, provoquèrent une vive réaction du nationalisme espagnol, en particulier le premier, qui obtint sa première grande réussite, la Mancomunitat en 1814, et déploya en 1918-1919 une campagne pour l’autonomie (es). La réponse la plus dure fut celle des députations castillanes qui, réunies à Burgos le 2 décembre 1918, approuvèrent le Mensaje de Castilla (es) (« Message de Castille ») qui fut transmis au gouvernement. Le lendemain, la une du journal El Norte de Castilla était « Devant le problème présenté par le nationalisme catalan, la Castille affirme la nation espagnole ». Pour sa part, la députation de Saragosse réclama un certain degré d’autonomie administrative pour l’Aragon mais en précisant clairement que ses aspirations ne devaient pas se confondre avec celles des catalanistes, car l’« Aragon a proclamé avant tout l’intangibilité de la patrie ».

## Dictature de Primo de Rivera (1923-1930)

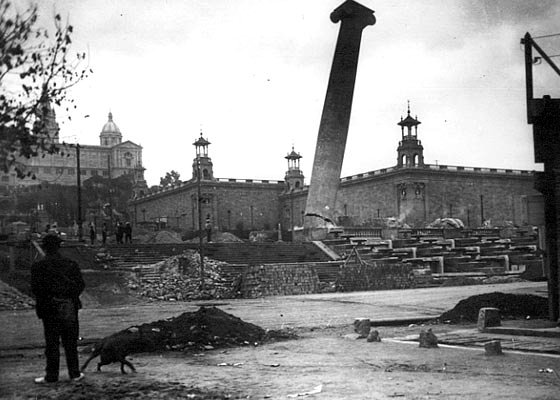
Destruction sur ordre de Primo de Rivera des Quatre colonnes qui représentaient les quatre bandes du drapeau catalan, œuvre de l’architecte Josep Puig i Cadafalch construite pour l’Exposition internationale de 1929.

Plusieurs auteurs ont défini la dictature de Primo de Rivera comme « le premier essai d’institutionnalisation consciente du nationalisme espagnol autoritaire » et belligérant,. Son instrument fut l’Armée, marquée par son corporatisme, son militarisme et son nationalisme espagnol. Toutefois, son projet de « renationalisation » espagnole — ou d’« espagnolisation d’en haut » — échoua en grande partie. Certains auteurs indiquent qu’il produisit en réalité un effet contraire à celui escompté : une « nationalisation négative » au sens où il « défit » plus d’Espagnols qu’il n’en « fit », une revitalisation des nationalismes périphériques et l’identification des symboles nationaux espagnols avec les courants les plus réactionnaires du nationalisme d’État.
Dès ses débuts, la dictature mit en place une politique contraire aux nationalismes périphériques, notamment le catalanisme. L’usage officiel de langues différentes du castillan fut interdit, ainsi que l’enseignement du catalan et de l’histoire de la Catalogne, et la présence de drapeaux régionaux dans les bâtiments officiels. Le régime encouragea le clergé à prêcher exclusivement en castillan. D’autre part, la présence de symboles nationaux comme la Marcha Real ou le drapeau bicolore dans les actes officiels et semi-officiels comme les processions fut renforcée, et les programmes d’enseignement incorporèrent des contenus « patriotiques », le tout accompagné d’une certaine militarisation de certaines activités sociales. Dans l’ensemble, cela constituait un ambitieux « programme d’espagnolisation d’en haut [qui] à travers de cérémonies publiques et rituelles […] tentait de promouvoir le sentiment national [bien qu’il] fût loin de la mystique séculière irrationnelle et vitaliste du fascisme italien. […] En Espagne, on n’érigea pas une nouvelle religion de la patrie, mais, à la façon national-catholique, on associa patrie et religion établie »
Cette politique est massivement rejetée en Catalogne. La dictature marque une étape de radicalisation et un virage à gauche pour le mouvement catalaniste. « Si avant 1928 l’Espagne, pour les Catalans, était la Nation et la Catalogne la Patrie, après cette date se produit un important saut qualitatif et l’on proclame à Barcelone : « l’Espagne est l’État et la Catalogne la Nation » ». Les premières élections après la dictature (les municipales et les générales de 1931) marquent le triomphe du nouveau parti nationaliste catalan Esquerra Republicana de Catalunya, et le déclin des régionalistes de la Lliga.
Au cours de la dictature se produisit « le triomphe transitoire de l’espagnolisme centraliste et uniformisé sur les nationalismes sous-étatiques, mais aussi sur les autres tendances du nationalisme espagnol lui-même ». Ainsi, dans le projet de Constitution de 1929 (es), l’Espagne était définie comme « une nation constituée en État politiquement unitaire », pour la première fois on établissait que le castillan était de façon exclusive la « langue officielle de la nation espagnole », le catholicisme était proclamé comme la religion de l’État et l’on instituait que le drapeau et les armoiries étaient ses « uniques emblèmes »,.

## Seconde République (1931-1936)

Le patriotisme cívique républicain incluait de nouveaux symboles pour la nation : le drapeau et l’hymne de Riego comme nouvel hymne national.

La Constitution espagnole de 1931 établit un modèle territorial à mi-chemin entre le fédéralisme — qui n’était plus défendu avec autant de vigueur par les partis républicains en raison notamment de l’influence du régénérationnisme et de l’échec de l’expérience fédérale de la Première République — et le centralisme — par exemple, l’Union républicaine concevait l'État comme « une interaction d’autonomies municipales et régionales à l’intérieur d’une unité indestructible de l’Espagne » —. Cette nouvelle formule fut nommée « État intégral ». Néanmoins, on ne s’accorda pas sur le fait que le régime d’autonomie soit pour toutes les régions, en exigeant un soutien très large de la population — les deux tiers des électeurs inscrits — dans les « régions » qui demanderaient à y avoir accès — de ce fait, seuls la Catalogne, le Pays Basque et la Galice entreprirent le processus —.

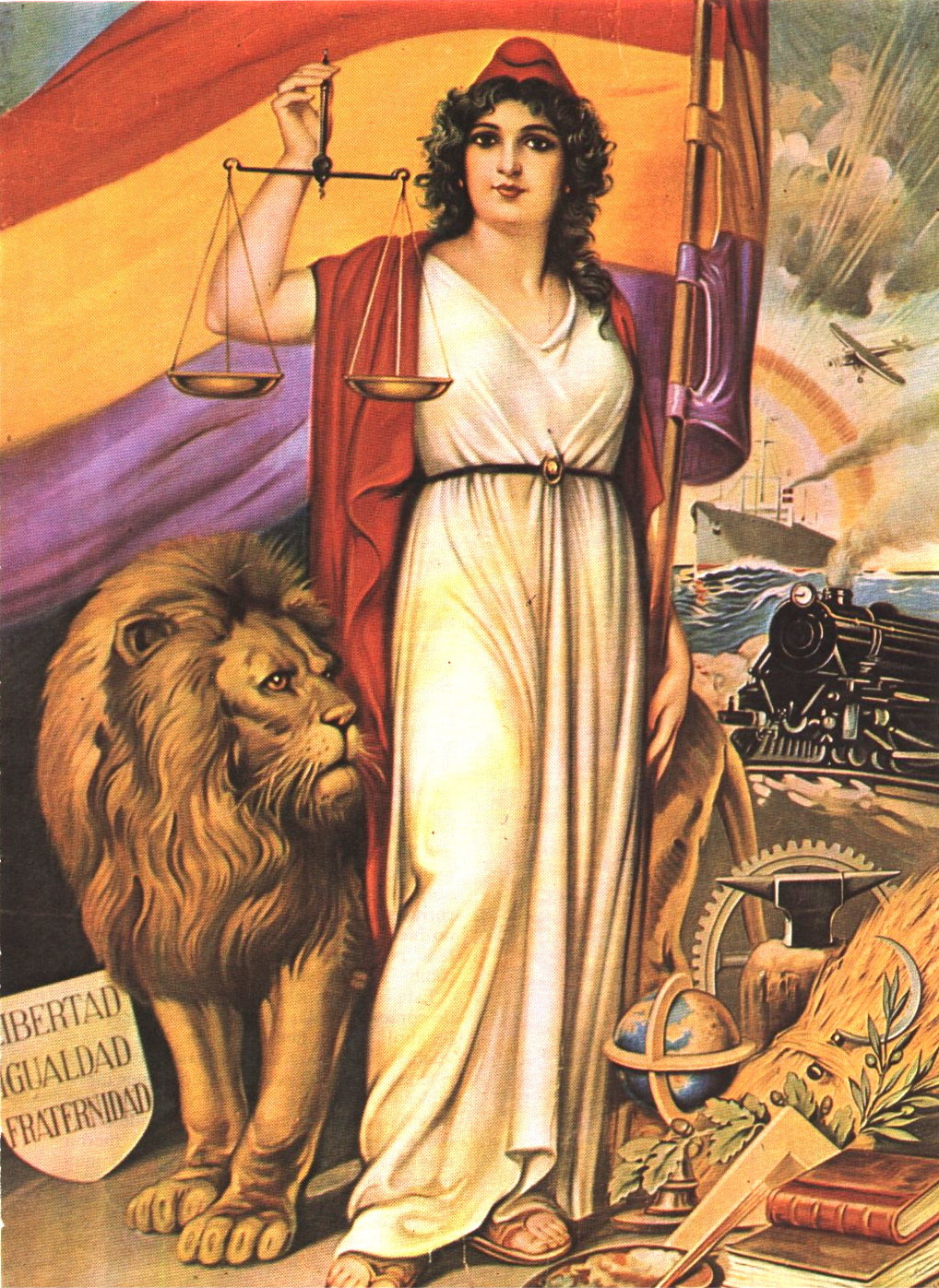
Allégorie de la République espagnole dans laquelle on voit le lion hispanique, d’autres symboles faisant référence au progrès de la science, des techniques et des lettres, la balance symbolisant la justice et le trilemme Liberté, égalité, fraternité, valeurs civiques revendiquées par la république, et qui conditionnèrent son projet de nationalisation.

Peut-être pour éviter le rejet des nationalismes périphériques, la Constitution ne contient par l’expression de « nation espagnole » pour désigner le sujet de la souveraineté et utilise à sa place « le peuple », duquel émanent tous les pouvoirs. Le titulaire de la souveraineté est « l'Espagne » qui, usant de sa souveraineté, décide de s’organiser comme « République démocratique de travailleurs de toute classe ». La Constitution établit également que le castillan est la langue officielle.
La conjonction républicaine et socialiste qui gouverna durant le Premier biennat de la Seconde République espagnole (es) mit en marche dès ses débuts un projet nationaliste libéral-démocratique qui trouvait dans une certaine mesure ses racines dans l’Institution libre d'enseignement et du régénérationnisme. Il fut basé sur les valeurs républicaines de liberté, égalité, fraternité et justice sociale et dans l’assomption, bien qu’avec certaines réticences, de la pluralité identitaire que défendaient le catalanisme et le galéguisme — le nationalisme basque était plus difficile à assimiler en raison de son cléricalisme affirmé, qui contredisait le laïcisme du nouvel État —,.
Le principal instrument du nouveau programme de nationalisation fut l’éducation — non seulement à travers l'école mais aussi grâce aux Missions pédagogiques dirigées au peuple sain —, basée sur les valeurs républicaines et démocratiques, ainsi que les nouveaux rituels publics associés à ces valeurs,.
Le patriotisme civique républicain introduisit de nouveaux symboles nationaux — le drapeau et l’hymne de Riego comme nouvel hymne national — qui rencontrèrent des difficultés pour s’enraciner non seulement à cause du rejet des monarchistes mais aussi parce que la gauche ouvrières et les nationalismes périphériques arboraient leurs symboles propres. Il n’eut que peu de temps pour fructifier car les groupes de droite, opposés à ce programme de nationalisation, furent au pouvoir dès la fin de 1933, la gauche ne le récupérant qu’en février 1936, moins de six moins avant qu’éclate la guerre civile.
Face au nationalisme espagnol démocratique, réformiste et ouvert au dialogue avec les autres nationalismes de gauche, la droite espagnole fut partisane d’un espagnolisme centraliste et autoritaire, spécialement celles qui s’opposaient le plus à la République. Cet conception antidémocratique du nationalisme espagnol devint même le principal facteur de cohésion de la coalition opposée au Front populaire — le dénommé Bloque Nacional (es), « Bloc national » — aux élections générales de 1936.

### Naissance du nationalisme fasciste espagnol
En relation étroite avec le nationalisme espagnol autoritaire naquit le nationalisme espagnol fasciste grâce à Ernesto Giménez Caballero, introducteur du fascisme en Espagne en 1928, Ramiro Ledesma Ramos et Onésimo Redondo, fondateurs des Juntas de Ofensiva Nacional-Sindicalista (JONS), et José Antonio Primo de Rivera, fils du général dictateur et fondateur de la Phalange espagnole. En 1930, peu avant la proclamation de la République, l'avocat José María Albiñana avait fondé le Parti nationaliste espagnol (es), qui est généralement considéré comme un « groupe ultramonarchiste radicalisé de filiation catholico-traditionaliste » plutôt que fasciste.
Selon Núñez Seixas, « les conceptions nationalistes des fascistes espagnols étaient fortement redevables de l’empreinte catholico-traditionaliste, noventayochista et régénérationniste — interprétée dans sa variante autoritaire, mais dont elle incorporait le populisme — ». La pensée de José Antonio Primo de Rivera porte également l’influence de l’idée essentialiste et historiciste de la « communauté de destin » de José Ortega y Gasset ainsi que d’Eugenio d'Ors. Dans la conception nationale de José Antonio Primo de Rivera, « ce qui était fondamental n’était pas le sang, les morts et l’ethnicité, mais l’histoire passée et le projet à partager dans le futur, qui s’exprimerait sur un mode impérial ». Pour sa part Ramiro Ledesma Ramos incarnait un fascisme plus authentique, héritier des courants nationalistes autoritaires surgis au début du XXe siècle, résolument totalitaire et étatiste, et accordant peu de place à la religion — réduite à un simple composant parmi d’autres de la tradition hispanique — dans sa conception nationale. Il s’opposait aux valeurs des Lumières et de la Révolution française, qu’il dénonçait comme faisant appel « à un peuple abstrait face à un système politique faux, il faisait de la nation le nord de tout projet politique. Ce furent ces nationalistes qui combattirent avec le plus de force le mythe de la décadence et dégénération des patries et inaugurèrent la lamentation essentiellement nationaliste au sujet du […] faible patriotisme de leurs compatriotes. Pour cette raison, ils voulurent fonder ce patriotisme sur des instances plus profondes, intrahistoriques et essentialistes : sur la terre et sur les morts, sur le paysage et dans le peuple [paisanaje], dans la langue et dans les esprits nationaux ».

## Guerre civile (1936-1939)
Durant la guerre civile, les deux camps eurent recours au nationalisme espagnol — suivant deux variantes antagonistes — dans leurs discours et leurs propagandes respectives.
Le camp des insurgés utilisa le nationalisme espagnol comme principal élément légitimateur de son action : il nomma Alzamiento Nacional (es) (« soulèvement national ») le coup d’État de juillet 1936 et ses partisans se nommèrent eux-mêmes bando nacional (« camp national »). Ce nationalisme espagnol centraliste, autoritaire, et avec des composants fascistes de la droite espagnole antirépublicaine, combiné avec l’Église catholique, constituait le principal soutien civil du soulèvement. Les factieux « nationaux » affirmaient « lutte[r] pour le salut de la Patrie, ainsi que pour la cause de la civilisation » « avec l’assistance fervente de la Nation ».

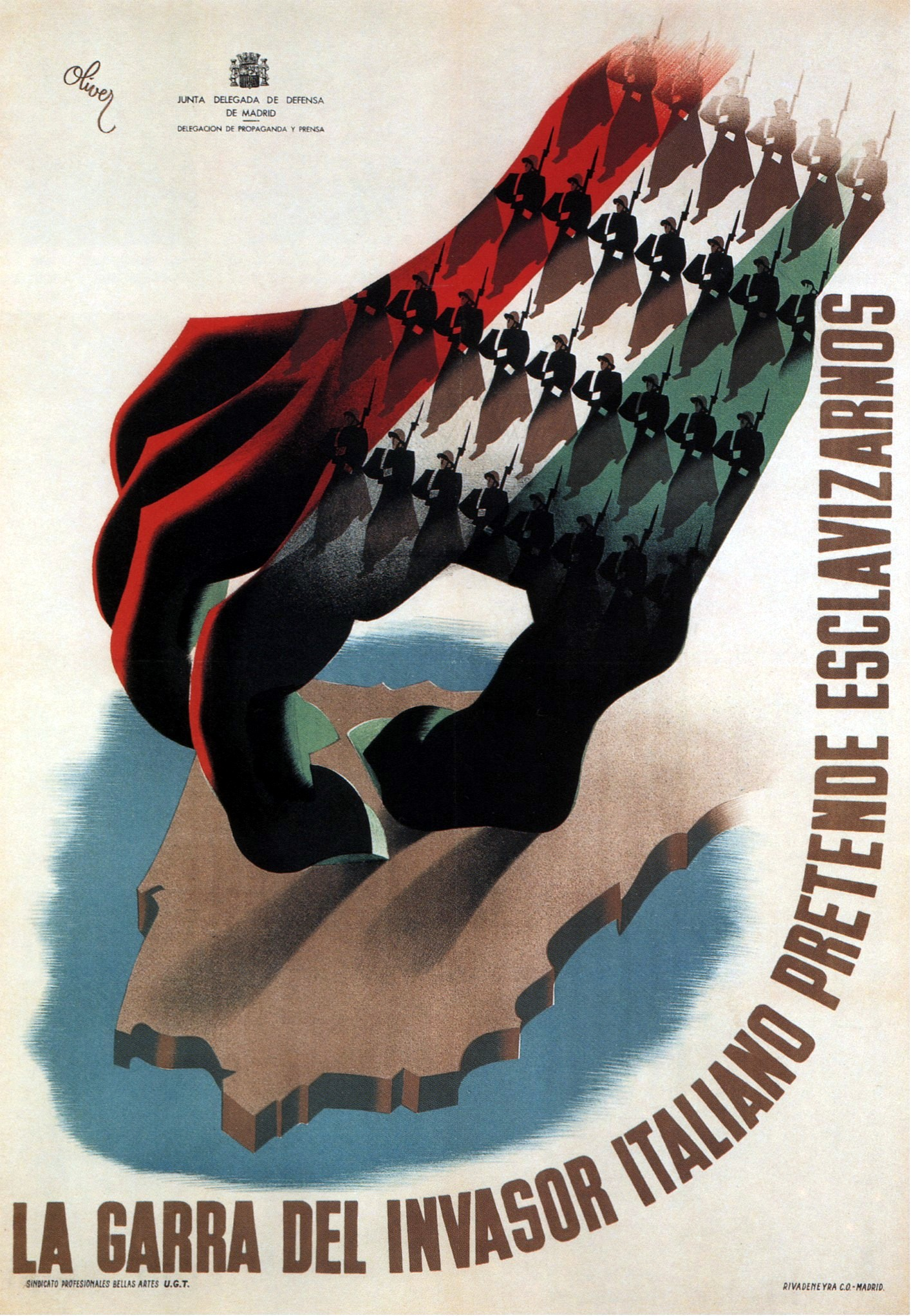
Affiche de propagande du camp républicain présentant la guerre comme une lutte contre l’envahisseur italien.

Les deux camps eurent recours aux stéréotypes, images et slogans nationalistes espagnols élaborés par l’historiographie du XIXe siècle et se présentèrent comme les défenseurs de l’Espagne contre l’« envahisseur » — pour les rebelles, il s’agissait du communisme international, la franc-maçonnerie et le judaïsme ; pour les républicains, le fascisme et le nazisme soutenus par les Maures —. De cette façon, la condition d’« espagnol » était niée à l'opposant et chaque camp affirmait être le seul représentant légitime de la nation — le prolétariat et le peuple pour les républicains ; les « bons Espagnols » qui s’opposaient à l’anti-Espagne (es) pour les rebelles —.
Dans cette rhétorique de lutte contre un supposé envahisseur étranger, les deux camps utilisèrent la guerre d'indépendance espagnole de 1808-1814 contre Napoléon comme un référent historique. Ainsi, Mundo Obrero (es), organe de presse du Parti communiste espagnol (PCE) affirmait en 1937 que « le génie héroïque de Daoíz et Velarde, du lieutenant Ruiz (es), de Malasaña, s’incarne dans les soldats des tranchées ». Pour sa part, le général Franco faisait fréquemment allusion dans ses discours à « notre autre guerre d’indépendance », niant ainsi que le conflit en cours était une guerre civile. Les républicains eurent également recours à d’autres épisodes historiques antérieurs, comme la lutte des Communautés de Castille ou celles des celtibères face à Rome à Numance. Federica Montseny, ministre anarchiste, compara les miliciens avec les bergers de Viriate, et Viriate lui-même avec le militant anarchiste assassiné Buenaventura Durruti, soulignant ainsi un prétendu « caractère insoumis » de « la race ».
Dans le camp républicain, les forces ouvrières — particulièrement les communistes — firent un usage extensif du nationalisme espagnol dans leur propagande de guerre. « Tous coïncidaient dans l’idée que le peuple espagnol, authentique dépositaire des vertus de la nations face à une minorité de capitalistes, propriétaires terriens, prêtres et militaires traîtres de la patrie, se levait contre un envahisseur étranger (Italiens, Allemands et Maures) comme cela s’était passé en 1808 ».
Dans le camp rebelle, le nationalisme fut un composant essentiel de la propagande de guerre et permit de justifier le soulèvement, alléguant que l'Espagne avait couru le danger de tomber dans les mains du communisme, instrument du complot judéo-maçonnique. Si l’espagnolisme, principalement défendu par la FET y de las JONS, fut un composant de la propagande des insurgés, son autre élément essentiel était le catholicisme, ce qui entraîna une lutte entre phalangistes et catholiques pour le contrôle de la propagande et de l’éducation dans le « nouvel État ». Pour les phalangistes, le concept central était celui de « nation », qui se définissait par sa fonction « missionnaire » et impérialiste, dont la religion était un élément historique, consubstantiel mais non préalable. Ceci entrait en contradiction avec les idées de certains écrivains catholiques comme José Pemartín et José María Pemán, selon qui « Dieu précédait la nation », qui lui était nécessairement inférieure hiérarchiquement.
D’autre part, le nationalisme espagnol des rebelles fut fortement imprégné de l’idée impériale phalangiste et de valeurs militaristes, avec de constants appels à l'obéissance, la discipline, le sacrifice et la générosité, qui non seulement devaient guider les combattants au front mais aussi à l'arrière-garde.
Les insurgés concevaient la nation espagnole comme un tout homogène d’un point de vue ethnoculturel qu’ils identifiaient avec la Castille, ses valeurs, sa langue et sa culture. En ce sens, la guerre était également pour eux un combat contre les « séparatismes » — les statuts d’autonomie approuvés par la République furent dérogés — et la propagande la qualifia à l’occasion de reconquête (« reconquista ») de l’Espagne par la Castille. Gardant à l’esprit la célèbre phrase du « protomartyr de la Croisade », José Calvo Sotelo, « Je préfère une Espagne rouge à une Espagne brisée », ils déclarèrent les nationalismes périphériques « ennemis de l’Espagne » et menèrent une brutale répression contre les nationalismes catalan, basque et galicien au fil de leur occupation croissante du territoire espagnol : « Les exécutions de Lluís Companys, Blas Infante, Alexandre Bóveda (es) et de nombreux autres sont accompagnées de l’emprisonnement des moins connus, la liquidation des partis et associations et l'interdiction de l'usage public des langues non castillanes ».
La victoire des insurgés dans la guerre civile impliqua le triomphe durable du nationalisme espagnol dans sa version « parafasciste » sur les nationalismes alternatifs.

## Le franquisme (1939-1975)

Drapeau de l’Espagne franquiste. Le nationalisme espagnol autoritaire et centraliste constitua l’une des bases de la dictature de Franco.

Selon l’historien Jordi Bonells, le régime franquiste opère une identification totale entre l’État et une nation espagnole monolingue et catholique. Dès ses origines, le franquisme se caractérise par sa « pauvreté doctrinale », l’absence de « densité idéologique », sa « rhétorique kitsch » et sa conception manichéenne  d’une lutte entre la « nation » et ses « ennemis ». « Le franquisme apparait comme l’institutionnalisation de la version autoritaire et traditionaliste du discours espagnoliste, légitimée par la victoire de 1939 ». Cette « carence idéologique […] limite sa capacité de mobilisation collective […] mais […] a deux avantages considérables » : elle limite les conflits internes au franquisme et « facilite une adhésion a minima sans obligation doctrinale, sur la base d’un apolitisme national ». « La négation de la politique a été la clé de voûte de l’édifice idéologique franquiste en tant que triomphe de l’unité nationale face à la fragmentation partisane de l’« anti-Espagne » »
Le régime franquiste repose sur la convergence de différents courants idéologiques. Tous se rassemblent auteur d’une idée « nationaliste organiciste » et centraliste, qui sert également de base aux institutions du système. Dans la Loi des principes du Mouvement national de 1958 déclare « intangible » l’« unité entre les hommes et les terres d’Espagne » et la Loi organique de l'État de 1967, en définissant l’« État national », établit que la « souveraineté nationale est une et indivisible, sans qu’elle soit susceptible de délégation ou de cession ».

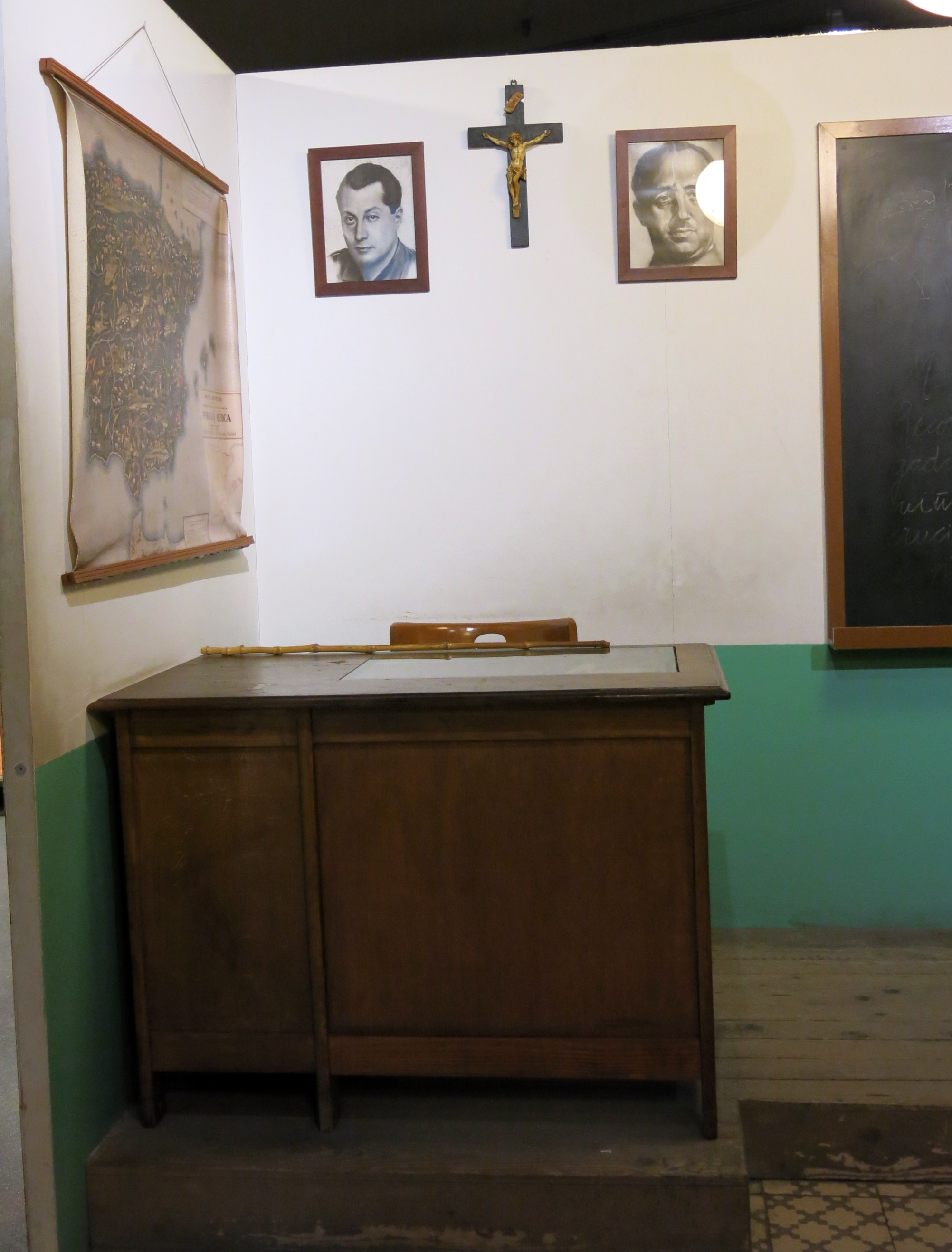
Reconstitution d’une salle de classe typique du franquisme, avec un crucifix et les portraits de Francisco Franco (à sa droite) et de José Antonio Primo de Rivera (à sa gauche), au Musée d’Histoire de la Catalogne. Le régime franquiste développa une politique de renationalisation autoritaire afin de parvenir à l’uniformisation culturelle et idéologique du pays.

La base du nationalisme espagnol promu par le franquisme fut le nationalisme catholique et traditionaliste inspiré par Menéndez y Pelayo, promu à travers la revue Acción Española et de « théoriciens » du régime comme le carliste Víctor Pradera, uni à la « rhétorique impériale phalangiste, le mythe de l’hispanité et l’autoritarisme qui avait germé dans l'Armée, et se refléta dans les idées, simples mais fermes de Franco lui-même : nationalisme autoritaire, catholique et corporativiste, dont les ennemis intérieurs étaient la franc-maçonnerie, le libéralisme, le communisme et le séparatisme »,.
Partant de cette conception du nationalisme espagnol, le régime franquiste développa une politique qui a été qualifiée de « renationalisation autoritaire » — expression désignant aussi bien ses réussites que ses échecs —, visant à l’uniformisation culturelle et idéologique du pays — avec le slogan explicite España una y grande, « l’Espagne une et grande » —, facilitée par l'exil d'une grande partie des élites intellectuelles et des militants de gauche. Un de ses principaux éléments fut l’imposition du castillan « seule langue officielle dans l’enseignement et dans l’administration à tous les niveaux » dans tous les territoires — en 1963 encore, le ministre de l’Information et du Tourisme, Manuel Fraga Iribarne, soulignait que « l’unité de la patrie […] ne peut pas se voir menacée par l’usage de la langue vernaculaire » —, l'édition d'ouvrages dans d'autres langues que le castillan étant sévèrement contrôlée et censurée — avec plus de tolérance dans les régions où les particularismes étaient considérés comme les plus inoffensifs, comme au Pays valencien, —. Au-delà de la répression féroce que le régime mène contre les nationalismes périphériques, notamment le catalanisme, il prétendit désactiver les aspirations identitaires alternatives à son centralisme en défendant un modèle qui a été désigné dans l’historiographie sous l’expression péjorative de regionalismo bien entendido (« régionalisme bien compris »), basé sur l’exaltation du folklore, les particularismes se trouvant réduits à la condition de composants secondaires et d'expressions locales d’une identité espagnole supérieure,. Par exemple à Alicante, le régime faisait la promotion des fêtes de Moros y Cristianos, dans lesquelles il identifiait Franco à saint Georges. D'autre part, comme celui de la Restauration, le régime base toute sa politique intérieure sur l’échelon provincial et contribue à la « provincialisation » des esprits.
Un deuxième élément de la politique d’uniformisation fut la diffusion du révisionnisme national-catholique de l’histoire de l’Espagne à travers l’école et les moyens de communication, par exemple les productions cinématographiques de Cifesa. Un troisième fut la célébration de certaines éphémérides — comme celle du 18 juillet, date du « soulèvement national » — et l'érection de lieux de commémoration comme les monuments à ceux « tombés pour Dieu et pour l'Espagne ».
La politique de « renationalisation » espagnole eut un succès relatif dans les territoires où existait un nationalisme périphérique significatif avant à la guerre : « le message nationaliste espagnol promu par le franquisme fut incapable d’éradiquer l’appui social aux nationalismes périphériques, qui subsistèrent à l'état latent, réfugés dans les familles et les réseaux sociaux informels ». Ce fait fut même reconnu, bien que très tardivement, par une partie de l'élite franquiste, comme le prouva la demande conjointe faite à l’État, formulée par les délégués provinciaux du Ministère de l’Éducation et de la Science du Pays basque, de Navarre, de Catalogne et de Galice, de faciliter la pratique des langues vernaculaires aux locuteurs natifs, justifiée par le fait que dans chacun de ces territoires on avait assisté à l’« éveil d’une nouvelle conscience de la langue propre ».
Cette politique de « renationalisation » eut un effet contraire à celui escompté à moyen et long termes au sein des secteurs insatisfaits du régime :  la délégitimation sociale du nationalisme espagnol tout entier, identifié avec le régime. Cela fut spécialement évident au sein de l'opposition au franquisme, qui en prenant ses distances avec l'espagnolisme, en vint à assumer une grande part des postulats et revendications des nationalismes sous-étatiques,. Ainsi, à titre d'exemple, lors du Congrès de Suresnes (es), le PSOE approuva la reconnaissance du « droit à l'autodétermination » de toutes les « nationalités ibériques ». Le PCE fit de même l'année suivante, en reconnaissant dans son Manifeste-Programme l’« inaliénable droit des peuples à décider librement de leurs destins », « le caractère multinational de l’État espagnol » et « le droit à l'autodétermination pour la Catalogne, Euskadi [le Pays Basque] et la Galice, garantissant l’usage effectif de ce droit pour les peuples ».

## Depuis 1975: Transition et démocratie
Après la fin du franquisme, pratiquement aucune des forces politiques démocratiques d’extension étatique n’accepta le qualificatif de « nationaliste », l’idée du nationalisme espagnol étant dans les esprits identifiée à l’ancien régime, largement délégitimé dans l'opinion, et sa propagande,. L’Espagne sur ce point ne constitue néanmoins pas une exception : il est assez commun dans les nationalismes des États-nations de recourir à l’étiquette plus neutre et positive de « patriotisme ». Au contraire de l’espagnolisme, au cours de la dictature les nationalismes périphériques acquirent une connotation positive au sein du mouvement d’opposition à la dictature. De plus, la transition se caractérise par l’absence d’« un consensus antifasciste qui agisse comme un mythe relégitimateur, voire refondateur, de la nouvelle communauté démocratique », à la différence de ce qui s’était produit dans d'autres pays d’Europe après la fin du second conflit mondial — après 1975 il n’y eut pas de consensus collectif sur ce qu’avait été la période de la guere civile et de la dictature franquiste —, ce qui empêcha la formation d’un véritable « patriotisme constitutionnel » espagnol basé sur la critique et le dépassement du passé récent.
Ainsi, le nationalisme espagnol dut affronter un quadruple défi durant la transition démocratique : « recomposer sa légitimité historique », « accepter la réalité ethnoculturelle » et « contrecarrer le permanent défi des nationalismes sous-étatiques », tout en le faisant sur un mode compatible avec l’intégration européenne,.
Le résultat fut une profonde mutation du nationalisme espagnol dans son ensemble, qui « est passé de sa propre négation à la reconnaissance des conséquences politiques de la pluralité identitaire du pays, et de sa propre identification avec un État centraliste à une assomption plus ou moins bonne de cette pluralité et son autoidentification avec un État décentralisé, autonomique ou fédéral. […] Ceci n’empêche pas qu’il s’affronte au nationalismes sous-étatiques lorsque ces derniers tentent de transgresser les limites décentralisatrices marqués par la Constitution actuelle ». Toutefois, la question du « problème national » apparu au début du XXe siècle reste en suspens et n’est toujours pas résolue.
D’autre part, si pour ses détracteurs — les partisans des nationalismes périphériques —, qui ne voient généralement pas de problèmes à se définir eux-mêmes ou être définis comme nationalistes, le nationalisme espagnol est une réalité évidente, pour un grand nombre de ses défenseurs, et comme tous les nationalismes d’État, il serait inexistant ou se confondrait avec la loyauté constitutionnelle envers l’État constitué — « un patriotisme civique et vertueux » —.

### Le modèle territorial de l’«État des autonomies»

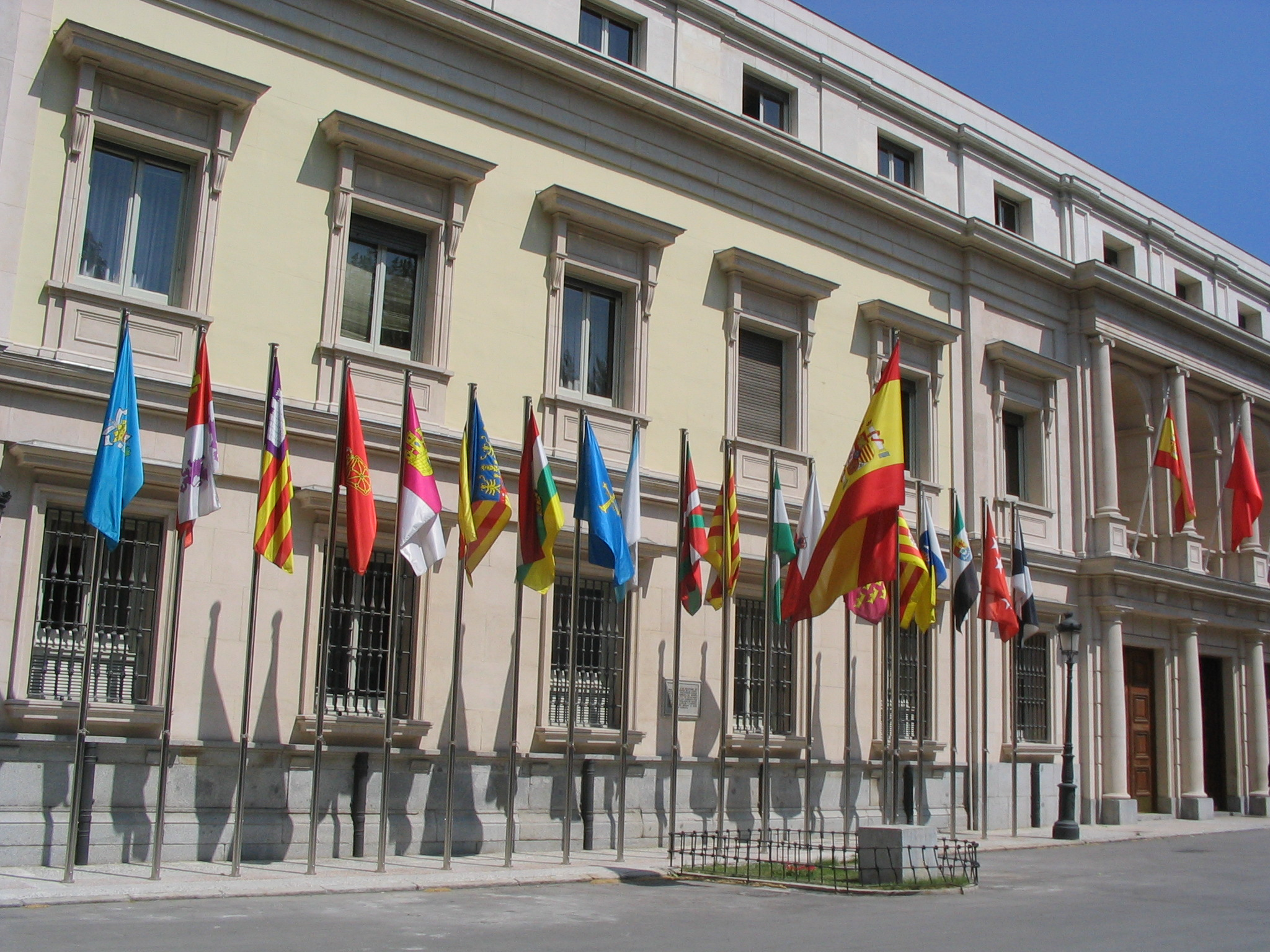
Drapeaux de l’Espagne, des 17 communautés autonomes et des deux villes autonomes sur la façade du bâtiment du Sénat à Madrid. L’État des autonomies n’a pas atteint son objectif principal : que les divers nationalismes existant en Espagne se mettent d’accord sur le type d’État acceptable pour tous.

Durant la Transition fut finalement adopté avec quelques variations le modèle territorial hybride — ni centraliste ni fédéraliste — de l’« État intégral » de la Seconde République. Une des clés pour parvenir à cet accord résida dans le fait que les partis de gauche modérèrent la position favorable au droit à l’autodétermination qu’ils avaient défendue au cours du franquisme tardif.
À droite, la transition a été accompagnée de la marginalisation des discours d'extrême-droite autoritaristes défenseurs de l'ancien centralisme franquiste. Ainsi, l’Espagne s’est différenciée pendant longtemps d’une grande partie des pays d’Europe, qui ont vu au cours de la même période l’essor de mouvements populistes d'ultradroite. Selon José Álvarez Junco, historien spécialiste de l’étude des nationalismes, cela peut s’expliquer par le fait que le Parti populaire est parvenu à rassembler un large spectre de votants, du centre droit à l’extrême droite. L'émergence du parti Vox en 2018 marque un changement important dans ce panorama.

#### Neutralisation des aspirations fédérales de la gauche durant la Transition
Le PSOE, dans son 27e Congrès (es), célébré en Espagne en 1976 après plusieurs décennies d’exil, défendit l’objectif de l’« instauration d’une République fédérale intégrée par tous les peuples de l’État espagnol », mais changea le « droit à l’autodétermination » des « nationalités ibériques » approuvé au Congrès de Suresnes (es) en 1974 pour la promesse d’assumer « pleinement les revendications d’autonomie, les considérant indispensables pour la libération du peuple travailleur »,. D’autre part, il fallut vaincre la résistance du « franquisme sociologique (es) » — la persistence dans une part de l’opinion des valeurs de la dictature — représenté par Alianza Popular, qui se présentait comme un ferme défenseur de l’unité de la patrie, et qui ne se montrait pas disposé à aller au-delà d’une simple décentralisation administrative,,.
La légalisation du PCE n'intervint que tardivement, le 9 avril 1977, et fut le fruit d’âpres négociations, à l’issue desquelles son président Santiago Carrillo affirma dans ses premières déclarations à la presse : « Dorénavant le drapeau espagnol figurera toujours à côté de celui du parti communiste ». Le parti ne renonça pas formellement à la reconnaissance du droit à l’autodétermination des régions, mais les débats de son IXe congrès tenu en avril 1978 tournèrent autour de décentralisation et d’autonomie, ce qui contrastait avec son manifeste-programme de 1975, qui revendiquait ouvertement ce droit, plaidait pour une Espagne plurinationale et la constitution d’un État fédéral, montrant ainsi que ses aspirations en matière territoriales se conformaient avec le projet de Constitution en gestation.
Dans les deux partis, cette inflexion était la conséquence de négociations menées à Madrid par les élites dirigeantes et non d’un changement d’opinion de l’électorat. Ce fut critiqué par certains médias comme El País et peut-être perçu comme une trahison de la part des partisans de gauche, entraînant une possible désaffection au bénéfice des nationalismes régionaux.
En contrepartie, il est probable que la marginalisation de la posture rigidement centraliste traditionnelle du nationalisme espagnol de droite se traduisît dans une modération des revendications des nationalismes périphériques.

#### Dans la constitution
Le nouveau modèle d’organisation territoriale trouva son expression dans la Constitution de 1978. Celle-ci institua que la « nation espagnole » — un terme absent de la Constitution républicaine de 1931 — était celle qui, faisant « usage de sa souveraineté », établissait le nouveau système démocratique. Dans son article 1.2, elle affirme que la « souveraineté nationale » réside « dans le peuple espagnol, duquel émane tous les pouvoirs de l’État ». Son article 2 introduit le nouveau modèle territorial — non sans proclamer au préalable que « la Constitution se fonde sur l’indissoluble unité de la Nation espagnole, patrie commune et indivisible de tous les Espagnols » — ; il affirme que la Constitution « reconnaît et garantit le droit à l’autonomie des nationalités et des régions », introduisant ainsi le nouveau terme de « nationalité », jusqu'alors inédit dans l’histoire du constitutionnalisme espagnol, et dont le sens concret ne se trouve spécifié dans aucun des articles suivants,. Il s’agissait de prendre en compte à la fois « la trajectoire historique de l'Espagne ainsi qu’une attitude pragmatique face à la réalité présente », donnant « une réponse à la fois culturelle et politique aux revendications nationalistes » afin de « trouver une formule constitutionnelle qui aille au-delà de la simple décentralisation administrative prônée par la droite, car elle escamotait la dimension identitaire du problème, sans légitimer pour autant à travers la reconnaissance du pluralisme identitaire de l'Espagne les thèses souverainistes développées par les nationalismes radicaux ».

##### L’article 2 de la constitution
Les versions successives de l’article 2 de la Constitution donnent un bon aperçu des débats et négociations qui eurent lieu autour de la représentation nationale de l'Espagne.
La première version, publiée le 22 novembre 1977 dans la revue Cuadernos para el Diálogo se limitait à « La Constitution reconnaît et la Monarchie garantit le droit à l’autonomie des différentes nationalités et régions qui intègrent l’Espagne, l’unité de l’État et la solidarité entre ses peuples ». Une version très proche fut publiée le 5 janvier 1978.
Ces formulations rencontrèrent l'opposition de la droite néo-franquiste incarnée par Alianza Popular, en raison de l’absence de mention de la qualité « nationale » de l'Espagne et de l’accent qu’elle mettait sur la diversité au sein de celle-ci.
La version définitive faisait ainsi référence à l’« indissoluble unité de la nation espagnole », donna lieu à la nouvelle idée de l’Espagne comme une « nation de nations », qui peut s’interpréter comme une articulation des concepts de « nation politique » — l’Espagne comme État-nation — et de « nation culturelle » — ses composants régionaux, les « nationalités » —.
À travers Manuel Fraga, Alianza Popular se manifesta rigoureusement contre la mention de « nationalités » lors de l’examen de l'avant-projet de Constitution.
Selon Jordi Solé Tura — l'un des « pères de la Constitution » —, l'article 2 « était la base conceptuelle de l'État des autonomies et sa charge politique était énorme dans la mesure où elle signifiait une nouvelle définition de l'Espagne comme nation ». En effet, selon le Francisco Campuzano, il « donnait au signifiant « nation espagnole » un contenu polysémique qui tranche avec les significations univoques que lui donnent aussi bien le nationalisme espagnol (pour affirmer que la nation espagnole constitue une entité unique) que les nationalismes périphériques radicaux (pour nier leur appartenance à cette nation). À l'arrivée, on trouve les concepts « nation plurielle », auquel la droite modérée va donner sa préférence, ou celui de « nation de nations », qui va être retenue par la gauche et la plupart des nationalistes catalans ».
Selon Guy Hermet, l’introduction du concept de nationalités dans la Constitution donna lieu à une « brocante juridique » et un « double langage […] prémédité ».
Le texte fut refusé par les nationalistes basques du PNV. Les nationalistes catalans firent preuve d’un esprit de conciliation qui s'avéra décisif pour l'adoption et la future légitimité du nouveau texte constitutionnel.

##### Le modèle territorial
Le modèle territorial est développé dans le Titre VIII de la Constitution, « De l’organisation territoriale de l’État » et présente deux différences importantes par rapport à la conception de l’État « intégral » de la Seconde République. La première est que l’on prévoyait que tous les territoires pourraient accéder à l’autonomie (ce qu’on appela le café para todos, « café pour tous »,) et qu’on établissait des conditions beaucoup moins exigeantes, surtout en ce qui concerne la proportion de la population demandée pour commencer et mener à terme le processus d’autonomisation. La deuxième était que la Constitution instituait deux types d’autonomies — via deux voies d’accès à l’autonomie — très différentes, tant sur le niveau d’autogouvernement concédé que de la difficulté pour accéder à l’une ou l'autre : l’autonomie « ordinaire » de l’article 143 et l’autonomie élargie définie dans l’article 151 — la « voie d’accès rapide » —, cette dernière étant destinée spécialement aux « territoires qui dans le passé eurent plébiscité affirmativement des projets de Statut d’autonomie », c’est-à-dire la Catalogne, le Pays basque et la Galice. Ainsi, tout au long de la période comprise entre décembre 1979 et février 1983, les Cortes generales approuvèrent les différents statuts d’autonomie des 17 Communautés autonomes qui se constituèrent ; seule l’Andalousie rejoignit la Catalogne, le Pays basque et la Galice dans l’obtention de l’autonomie par la « voie rapide » de l’article 151,.
La généralisation des autonomies — le « café pour tous » — constitua une tentative de la droite néo-franquiste de diluer et neutraliser les revendications des « nationalités historiques », et c’est bien ainsi qu’elle fut perçue par de nombreux nationalistes basques et catalans.

#### Mise en pratique et problématiques du nouveau modèle
L’« État des autonomies » finit par se constituer en égalisant progressivement les compétences et l’architecture institutionnelle de l’ensemble des communautés autonomes, indépendamment de la voie d’accès initialement suivie, et n’a pas atteint pas son objectif principal : l’obtention d’un accord sur un modèle d’État acceptable par l’ensemble des divers nationalismes existants en Espagne. Les partisans des nationalismes sous-étatiques s’avérèrent insatisfaits de la solution autonomique généralisée qui finit par s’imposer et continuèrent de revendiquer un modèle confédéral, voire l’indépendance,.
Ainsi, si la transition a souvent été représentée dans l'historiographie comme un modèle de conciliation, un « habile compromis », permettant la cohabitation de conceptions antagonistes de l’Espagne — en 1973, « L'Espagne est un État pour tous les Espagnols, un État-nation pour une grande partie de la population, et c'est seulement un État, et pas une nation, pour des minorités importantes » —, l’historiographie a porté un regard critique sur cette étape et, surtout à partir des années 2000, elle fait l’objet de contestations ouvertes dans les rangs de la gauche et des nationalismes périphériques,,,,,.
Les principales difficultés posées par le nouveau modèle territorial sont attribuées au manque de définition des rapports entre les communautés autonomes et l’État central, qui débouche sur une double logique, d’une part de surenchère entre les communautés autonomes elles-mêmes, et d’autre part de « bras de fer » entre les communautés autonomes et l'État central. Ainsi, selon l'historien britannique Sebastian Balfour, :

« Toutes les autonomies créées après 1978, y compris celles que l’on pourrait considérer sans « identité » ou « sentiments régionaux » (en contraposition à des traditions provinciales) comme la Cantabrie, Madrid ou La Rioja, ont la possibilité d'accéder aux compétences qu'a Galeuscat [le trio Galice / Euskadi / Catalogne des nationalités « historiques »], hormis le régime foral. Cette potentialité a dilué le fait différentiel, le supposé exceptionnalisme des communautés historiques.
De plus, le modèle territorial de la Constitution se base dans la pratique sur une contradiction, et non une complémentarité, entre gouvernement régional et étatique. Il articule non tant le principe de subsidiarité que la recherche d’une plus grande autonomie et de davantage de ressources, et la résistance de la part de l’État à les concéder. Cette conception a donné lieu à une dynamique d’un quasi-fédéralisme compétitif, et non pas coopératif, basé en partie sur le préjudice comparatif. Le préjudice initial dont souffrait la Catalogne était de ne pas jouir du régime spécial d’Euskadi et de la Navarre, autrement dit, dès le début on a créé une asymétrie entre les communautés historiques et pas seulement entre celles-ci et le régime commun [la voie d’accès « lente » par l’article 143]. L’effet du « café pour tous » a augmenté ce sentiment de préjudice. La dynamique compétitive entre les autonomies n'affecte pas seulement les ressources et les compétences, mais aussi les questions culturelles, sociales, économiques. Par exemple, la légitimité historique — le droit de se nommer nationalité ou communauté historique —. Tout comme le contrôle ou la propriété de l’eau — auparavant un problème de concurrence entre ou à l'intérieur des communes — de fleuves comme l'Èbre, le Júcar et le Segura.
Le processus a forgé de nouveaux nationalismes politiques d’une part et des quasi nationalismes régionaux d’autre part […] ; il a favorisé la tendance à découvrir des raisons historiques pour un traitement différentiel […] comme la redécouverte de fors […] ou de langues régionaux. La ligne de division entre région et nation sous-étatique s’est progressivement diluée. »

Le fait que les demandes des « nationalismes historiques » n’aient pas reçu, au moment de la Transition, le traitement différencié qu’ils revendiquaient constituent l’un des éléments explicatifs des processus de la radicalisation de ces derniers vers l’indépendantisme que l’on a observé au cours des décennies suivantes.
En 2018, l'historien Núñez Seixas faisait le bilan suivant du nationalisme espagnol : « Le nationalisme espagnol est loin d'avoir trouvé la formule idoine pour affronter les défis qui se présentent à lui dans la deuxième décennie du XXe siècle. Ancré dans ses vieux dilemmes hérités de la Transition, il a également été incapable depuis des lustres de donner des réponses théoriques imaginatives. Si quelque chose semble dominer dans les principales variantes du discours patriotique espagnol dans l'actualité, c'est une recherche du futur dans le passé. Un futur qui, pour certains, est le status quo garanti par la Constitution de 1978. [...] Pour d'autres, ce futur se trouve dans un fédéralisme jamais réalisé de façon explicite, prisonnier des dilemme entre symétrie et dissymétrie, entre république et monarchie, et entre fédéralisme d'en haut ou d'en bas par le biais d'un processus constituant ».

### Diversité du nationalisme espagnol

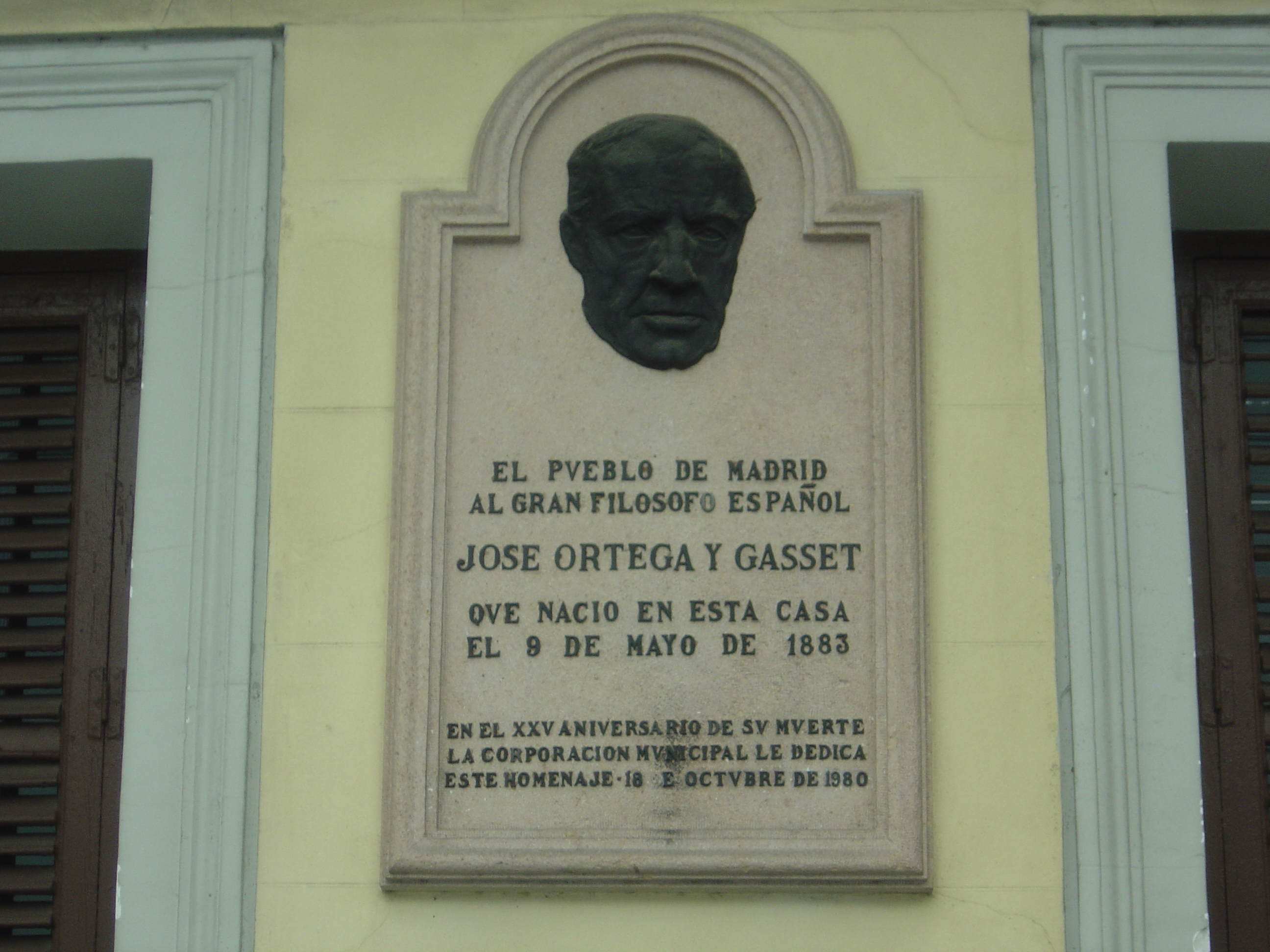
Plaque commémorative du lieu de naissance de José Ortega y Gasset à Madrid datant de 1980. Parmi ses doctrines fondamentales, le nationalisme espagnol a eu recours à l’idée de projet commun d’Ortega y Gasset et à son déterminisme historique concevant l’Espagne comme un produit de l’Histoire, hérité et inquestionnable.

Le nationalisme espagnol développé à partir de la transition présente une grande variété interne, selon le poids qu’il accorde aux éléments ethnoculturels ou aux considérations civiques : « il constitue depuis 1975 et jusqu’à l’actualité une réalité discursive et culturelle aux marges diffuses et aux contenus divers ».
Néanmoins, les forces démocratiques présentes au niveau de l’État, de droite comme de gauche, partagent l’idée que l’Espagne est une nation — dont la souveraineté est inaliénable et indivisible, comme l’établit la Constitution de 1978 —, forgée « objectivement » par l’Histoire, au moins depuis l’époque moderne, malgré l’existence en son sein de pluralités ethnoculturelle, institutionnelle et juridique.
D’autre part, les défis posés par les nationalismes sous-étatiques ont amené le nationalisme espagnol à récupérer les vieux débats de la Génération de 98 et de l’exil républicain sur la question de l’existence ou non d’un « problème » ou d’une « anomalie » espagnols. Comme fondement doctrinal, il a eu recours, de façon pas toujours explicite néanmoins, à  l’idée de « projet commun » d’Ortega y Gasset et à son déterminisme historique concevant l’Espagne comme un produit de l’Histoire, hérité et inquestionnable. Une version radicale de cette conception serait l’idée que la nation espagnole, dans les mots de Santiago Abascal, futur leader de Vox, et de Gustavo Bueno exprimés en 2008, « ne désigne pas seulement le peuple qui vit en elle, mais aussi les morts qui l’ont constituée et l’ont maintenue, et aux descendants qui n’ont pas encore commencé à vivre (ou même ceux qui sont déjà nés mais n'ont pas encore le droit de vote), mais qui sont déjà, néanmoins, considérés dans les plans actuels destinés au maintien de la Nation », si bien que « le Peuple ne peut pas décider, et encore moins une de ses parties, sur la Nation espagnole ».
Dans le discours du nationalisme espagnol postérieur à 1975 peuvent être distinguées deux grandes tendances : droite et gauche. Dans l’ensemble de l’Espagne, on constate un certain équilibre entre, d’une part, les partisans d’une conception libérale de la nation espagnole, et d’autre part ceux qui se rapprochent d’une conception traditionnelle et d’inspiration catholique.

#### Nationalisme espagnol de droite
Le nationalisme espagnol de droite peut lui-même être différencié en deux tendances : l’une, minoritaire, qui continue de défendre les postulats de l’espagnolisme franquiste et le national-catholicisme — et qui se serait imposé si le coup d'État du 23-F avait triomphé en 1981, mais qui devint dès lors marginal —, et une deuxième, majoritaire, défendue par la droite démocratique — ou libérale-démocratique —, « qui a commencé à modifier son discours sur les autonomies justement lorsqu’elle a pris conscience de tous les bénéfices qu’elle pouvait en tirer en termes d’occupation d’espaces de pouvoir et de rétribution de ses cadres en postes officiels »,. Le nationalisme passe de la sorte « d’une nature basiquement excluante (dont la traduction politique serait le centralisme) à une autre basiquement dualiste (autonomiste ou fédéralisante) », un processus qui s’est vu renforcé par l’adhésion de l’Espagne à la Communauté européenne.

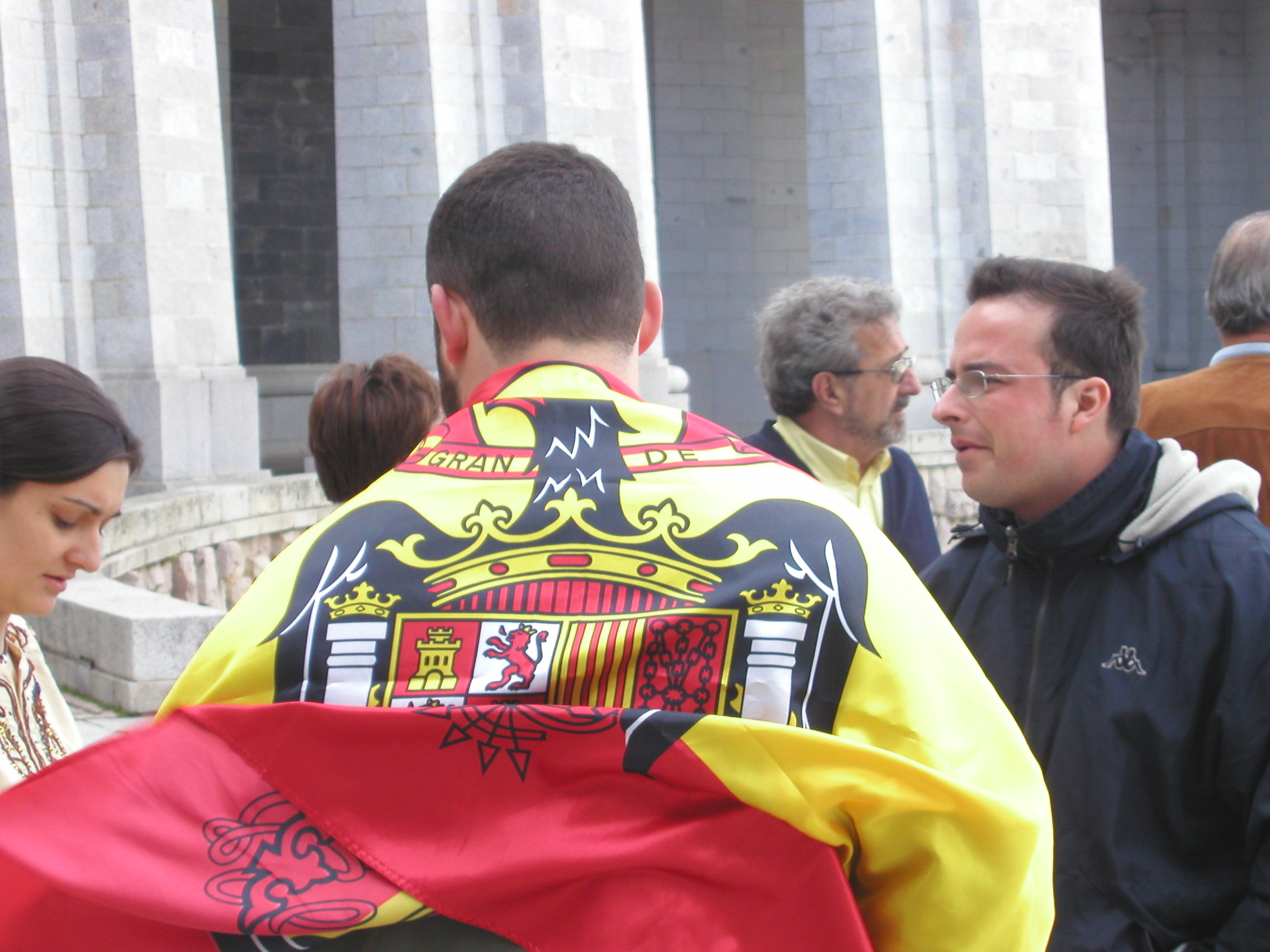
Visiteur du Valle de los Caídos portant un drapeau franquiste. Une tendance minoritaire du nationalisme espagnol de droite défend les postulats du nationalisme franquiste.

Parmi les premiers on peut citer Fuerza Nueva — dissout en 1982 — et les divers courants phalangistes héritiers du parti unique du franquisme, FET y de las JONS. Il y eut également des groupes comme CEDADE, ouvertement néonazis qui réclamaient l’héritage doctrinaire de Ramiro Ledesma. Leurs principaux éléments communs sont la nostalgie de la dictature franquiste, l'opposition radicale aux nationalismes sous-étatiques — l´« antiséparatisme » — et le rejet de l’État des autonomies établi dans la Constitution de 1978, notamment le terme de « nationalités » consacré dans cette dernière. L'ancien ministre franquiste — et député d’Alianza Popular au Cortès de 1977 — Gonzalo Fernández de la Mora déclara en 2003 que l’Espagne était entrée depuis 1975 dans un processus de « dénationalisation » à cause de l’influence des nationalismes périphériques, des cessions de souveraineté à l’Union européenne à partir de 2000 et de l’arrivée d’immigrants. Concernant le dernier point sur les « dangers de l’immigration », il a été défendu par d’autres groupes d’extrême droite comme les Bases autonomes (es), Plateforme pour la Catalogne ou plus récemment Vox.

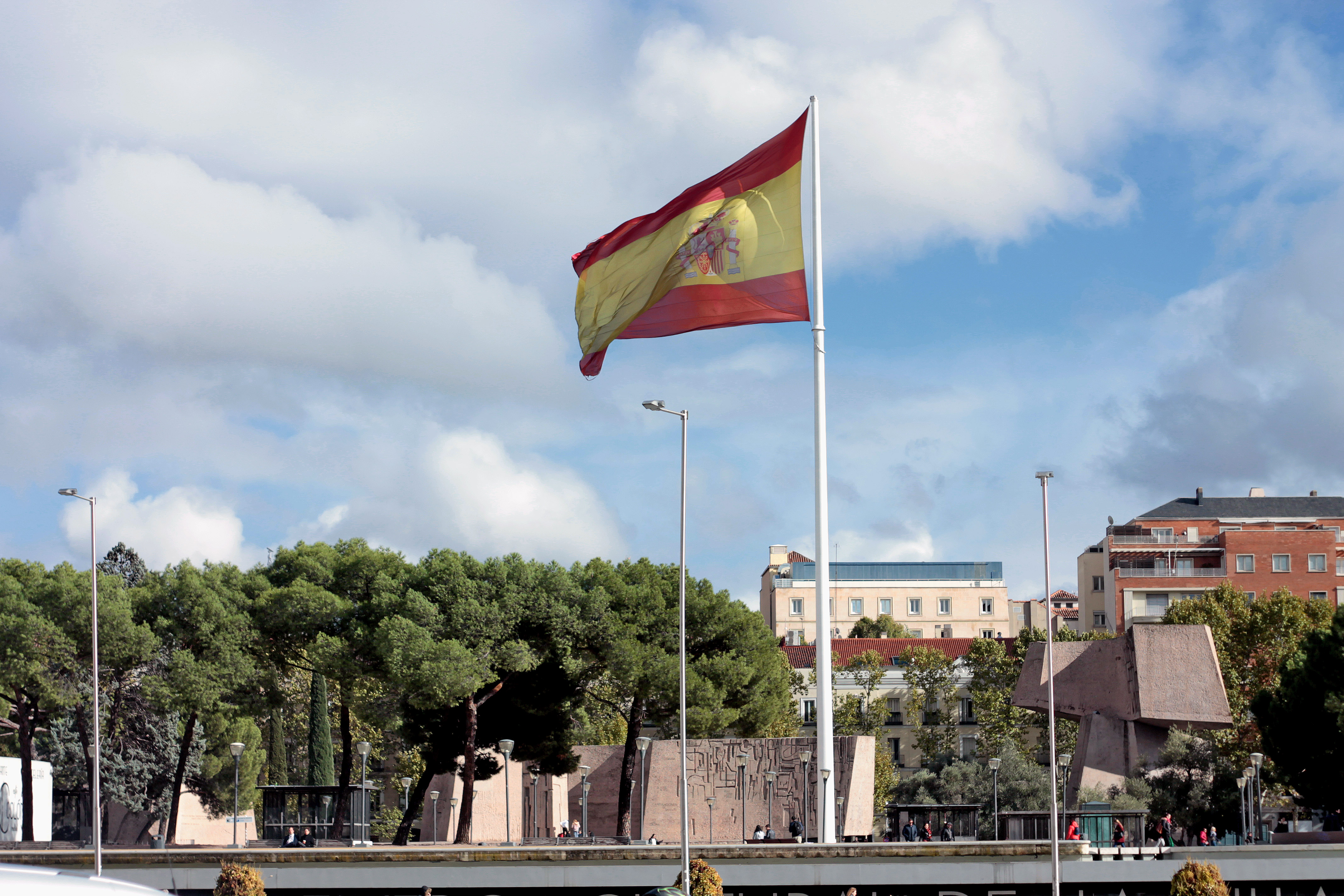
Dans le cadre du programme de renationalisation des gouvernements du Parti populaire (PP) fut installé un gigantesque drapeau espagnol sur la Place Colomb de Madrid, initiative qui fut suivie par de nombreuses autres mairies dirigées par le PP.

Le Parti populaire (PP) est la force hégémonique de la droite démocratique espagnole depuis la disparition de l’Union du centre démocratique et n’a pas développé de discours national homogène jusqu’aux années 2010, en raison de la diversité des groupes politiques qui le composaient.
Une des sources de l'élaboration du discours national de la droite démocratique a été l’Église catholique, qui s’est positionnée à diverses occasions contre les nationalismes sous-étatiques « séparatistes ». Un exemple, fut l’instruction pastorale de la Conférence épiscopale espagnole intitulée Valoración moral del terrorismo en España, de sus causas y de sus consecuencias (« Considération morale du terrorisme en Espagne, de ses causes et de ses conséquences »), rendue publique en décembre 2002 et qui affirmait, en défense de l’unité de la nation espagnole : « Mettre en danger la cohabitation des Espagnols, en niant unilatéralement la souveraineté de l'Espagne, sans tenir compte des graves conséquences que cette négation pourrait provoquer, ne serait pas prudent ni moralement acceptable. Prétendre unilatéralement altérer cette ordonnancement juridique en fonction d’une volonté déterminée de pouvoir local, ou de tout autre type, est inadmissible. Il est nécessaire de respecter et de soutenir le bien commun d’une société pluricentenaire ».
Trois ans plus tard, le cardinal Antonio Cañizares déclarait : « l’unité de l’Espagne est un bien moral ». En novembre 2006, une autre instruction pastorale intitulée Orientaciones morales ante la situación actual de España (« Orientations morales face à la situation actuelle de l'Espagne ») évoquait l’« unité ancienne, spirituelle et culturelle, de tous les peuples de l'Espagne » qui avait commencé avec la romanisation et la christianisation.

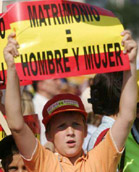
Manifestant contre le mariage homosexuel montrant une pancarte avec le drapeau espagnol en fond. Le PP et ses sympathisants ont utilisé à profusion le drapeau bicolore dans les manifestations et actes publics contre les politiques des gouvernements socialistes (2004-2011).

Núñez Seixas signale trois caractéristiques du nationalisme espagnol conservateur. La première est le rejet des nationalismes périphériques — souvent qualifiés sans nuance de « totalitaires » —, avec une emphase particulière sur la dénonciation des politiques linguistiques de « persécution » du castillan, car pour le nationalisme espagnol — pas seulement celui de droite —, la « langue espagnole », considérée comme la « langue naturelle » de tous les habitants de l’Espagne, constitue « le marqueur culturel déterminant de l'identité nationale espagnole ». La deuxième est la réécriture révisionniste de l'histoire de l'Espagne dans une perspective téléologique, visant à démotrer que son existence est inquestionnable et irréfutable. Ainsi, par exemple Gabriel Cisneros Laborda, l’un des « pères » de la Constitution de 1978, affirma en 2002 que la « vigoureuse réalité historique de la nation espagnole » était indiscutable car l'Espagne est une « vieille nation […] sédimentée après de nombreux siècles ». Le président du PP Mariano Rajoy, entre autres, la qualifia de « nation la plus ancienne de l’Europe » avec plus de 500 ans d'existence. D’autres situent sa naissance bien avant, dans l’Hispanie visigothe, voire dans l'Hispanie romaine. La troisième caractéristique est une conception régionaliste fondée sur l’État des autonomie. L’exemple le plus achevé, avec l'apparition de partis régionalistes dans différents territoires, pourrait être celui du « régionalisme sain » — c’est-à-dire qui ne questionne pas l’unité de l'Espagne — développé par le PP en Galice au cours des longues années pendant lesquelles il a gouverné cette communauté autonome. Une variante du régionalisme serait le « nationalisme néoforaliste », très minoritaire, dont le meilleur représentant serait le juriste Miguel Herrero Rodríguez de Miñón, qui propose l’extension aux territoires avec des identités nationales propres, comme la Catalogne, de la première disposition additionnelle de la Constitution dans laquelle sont reconnus les droits historiques basques, mais qui n’a rencontré aucun écho.

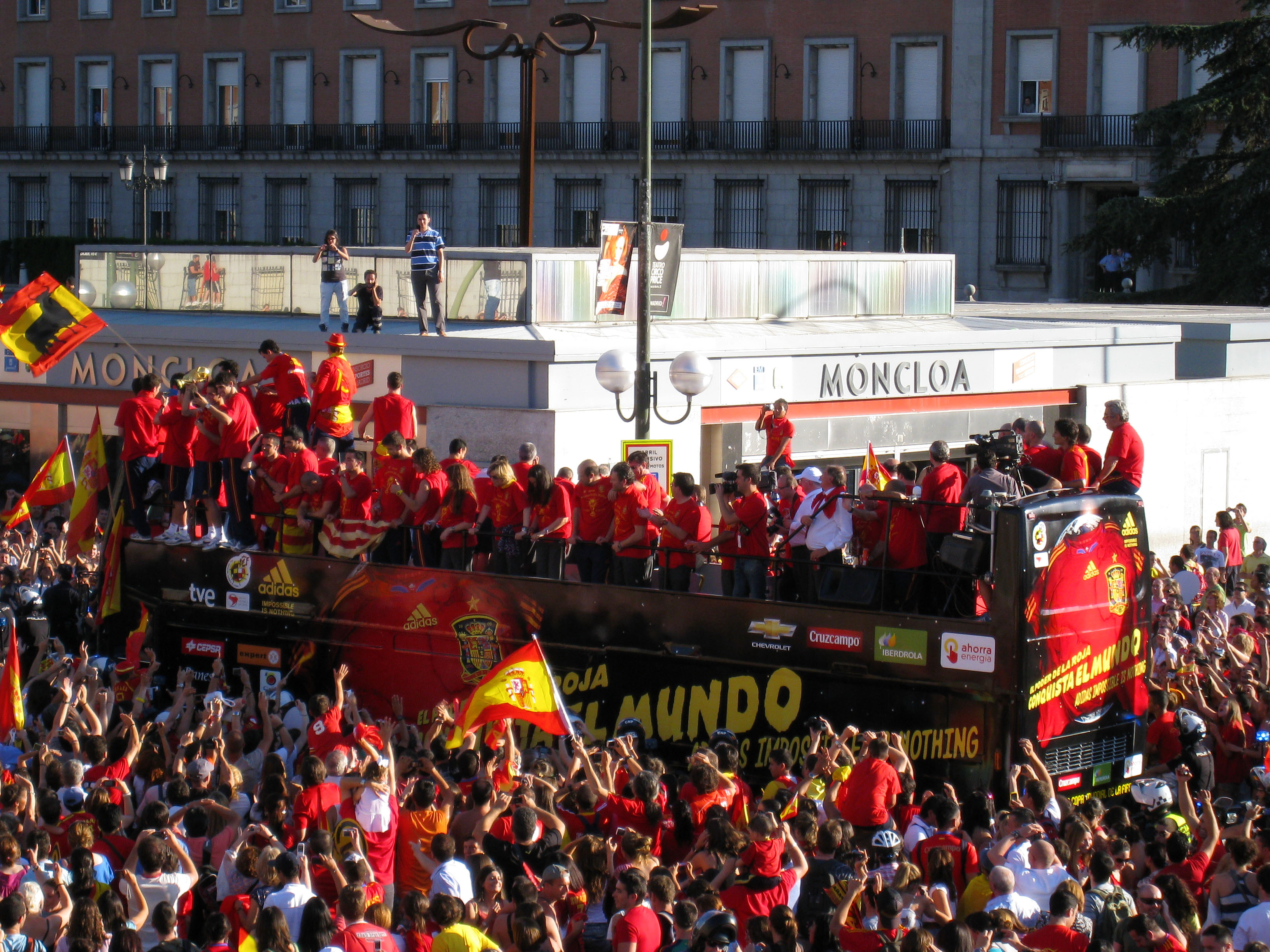
Célébration de la victoire de la sélection espagnole de football lors de la Coupe du monde 2010 dans les rues de Madrid. L’usage du drapeau de l’Espagne constitutionnelle s’est étendu durant le XXIe siècle et a cessé d’être l’exclusivité de la droite et de l’extrême droite, à l'occasion des succès du sport espagnol, singulièrement le football.

Lorsque le PP arriva au pouvoir en 1996, il mit en marche un programme de renationalisation, dont l’un des axes fut le renforcement des symboles et fêtes « nationales ». Ainsi, la prééminence de l’hymne espagnol, la Marcha Real (« Marche royale »), sur les hymnes des Communautés autonomes fut immédiatement instaurée, ainsi que l’obligation de son exécution lors des actes présidés par le roi ou par le président du gouvernement. Peu après, un gigantesque drapeau espagnol fut installé sur la Place Colomb de Madrid, initiative qui fut suivie par de nombreuses autres municipalités dirigées par le PP. En réponse, on observa une résurgence de l’usage du drapeau républicain tricolore — qui n'avait cependant pas entièrement disparu au cours des années 1980 et 1990 —, de la part des groupes de gauche politiques et syndicaux dans les manifestations, au cours du second mandat de José María Aznar (2000-2004). À son tour, le PP utilisa profusément le drapeau bicolore dans les manifestations et actes publics contre les politiques des gouvernements socialistes de Rodríguez Zapatero (2004-2011). Ainsi, au cours de la première décennie du XXIe siècle, « les drapeaux nationaux espagnols, de l’un et l'autre signe, redevinrent des armes politiques hissées par les partis majoritaires, ce qui n’était pas arrivé depuis les années 1970 ». Cette dichotomie dans l’utilisation des drapeaux entre droite et gauche se poursuivit dans la décennie suivante, particulièrement après l’irruption en 2014 du nouveau parti Podemos, partisan de la République. Toutefois, l’usage du drapeau constitutionnel s’est étendu durant ces mêmes années et a cessé d’être l’exclusivité de la droite et de l’extrême droite, à l'occasion des succès du sport espagnol, singulièrement le football, donnant lieu à une forme nouvelle de nationalisme banal,,.

#### Nationalisme espagnol de gauche
Durant ses périodes de gouvernement — entre 1982 et 1996, entre 2004 et 2011, et depuis 2018 —, le PSOE a tenté de développer « une forme de discours patriotique espagnol qui, en évitant à tout prix l’étiquette de nationaliste, s’oriente vers la réactualisation de l’héritage réformiste, républicain et démocratique de l’histoire récente de l’Espagne et de ses propositions pour l’articulation d’une nation démocratique ». Tout juste arrivé au pouvoir à la fin de 1982, le leader socialiste Felipe González déclara : « je crois nécessaire de récupérer le sentiment national espagnol ».

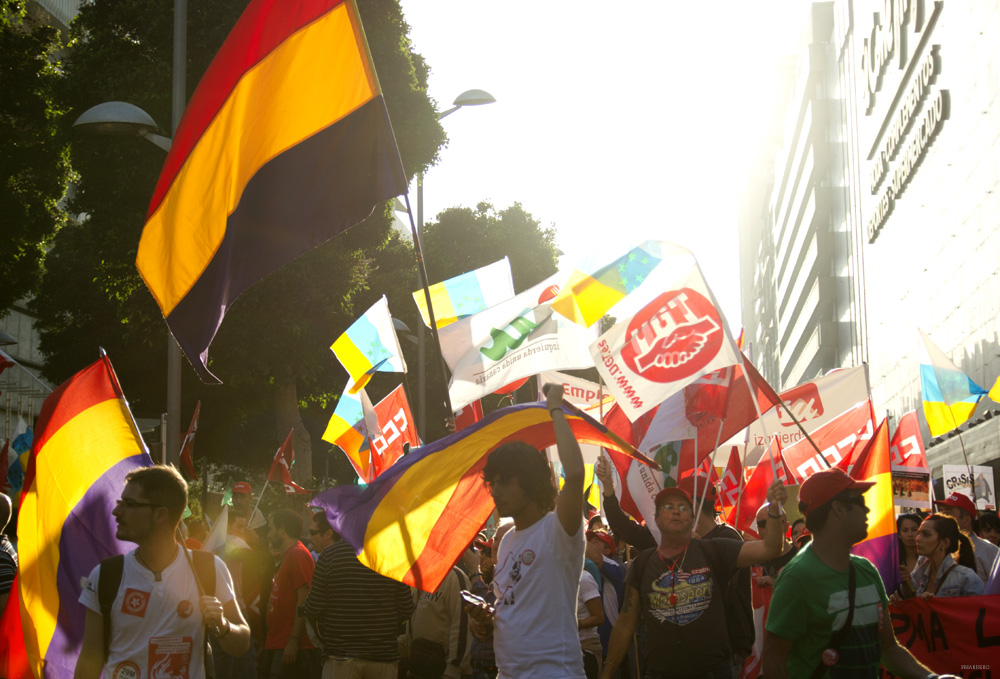
Manifestation contre la réforme du travail du gouvernement de Mariano Rajoy de 2012 avec une profusion de drapeaux républicains. En réponse au programme de renationalisation espagnol des gouvernements du PP, on assista à une résurgence de l’usage du drapeau républicain tricolore de la part des groupes de gauche, politique ou syndicaux.

Le PSOE — comme le PCE — abandonna la revendication de la reconnaissance du droit à l’autodétermination des « peuples d'Espagne » qu’il avait défendue dans les années 1960 et 1970, à laquelle il substitua la défense d’un modèle d’État fédéral. L’assomption de la thèse du socialiste exilé Anselmo Carretero (es), selon qui l’Espagne était une « nation de nations » joua un rôle fondamental dans ce changement ; cette idée fut défendue par les représentants socialistes — Gregorio Peces Barba et Eduardo Martín Toval — dans la commission qui élabora l’avant-projet de Constitution. Comme le reconnut Peces Barba lui-même, des années après l’approbation de la Constitution, la distinction que celle-ci opère entre « nationalités » et « régions » était inspirée par l’idée de la « nation de nations ». Particulièrement après la Tentative de coup d'État de février 1981, les socialistes s’approprièrent l’idée que l’Espagne était la « nation » et que les « nationalités » étaient dépourvues de souveraineté et de la possibilité d’y accéder.
Lorsqu’il parvint au pouvoir en 1982, le PSOE diffusa un discours « néopatriotique » qui eut un impact limité, basé sur deux éléments principaux : l’appel à la modernité et à l’européisme, et le reconnaissance de l’existence de nations « culturelles » au sein de la nation « politique » espagnole — dérivée de l’idée de l’Espagne comme « nation de nations » —, accompagnant le tout d’une sorte de « patriotisme de la pluralité », plus tard appuyé par l’incorporation de la proposition de « patriotisme constitutionnel » de Jürgen Habermas. Toutefois, « la délégitimation de toute forme de nationalisme espagnol pesait encore sur le discours patriotique de la gauche ». D’autre part, les socialistes catalans du PSC, ainsi qu’en grande mesure les socialistes basques et galiciens, allèrent plus loin en défendant, avec plus ou moins d’emphase, que l’Espagne était un État plurinational qui devait être articulé sous la forme d’un État fédéral asymétrique, tandis que l’ensemble du PSOE se montrait plutôt favorable à un fédéralisme symétrique, produit de l'évolution de l’État des autonomies, dans lequel tous les États fédérés auraient les mêmes niveaux de compétences.

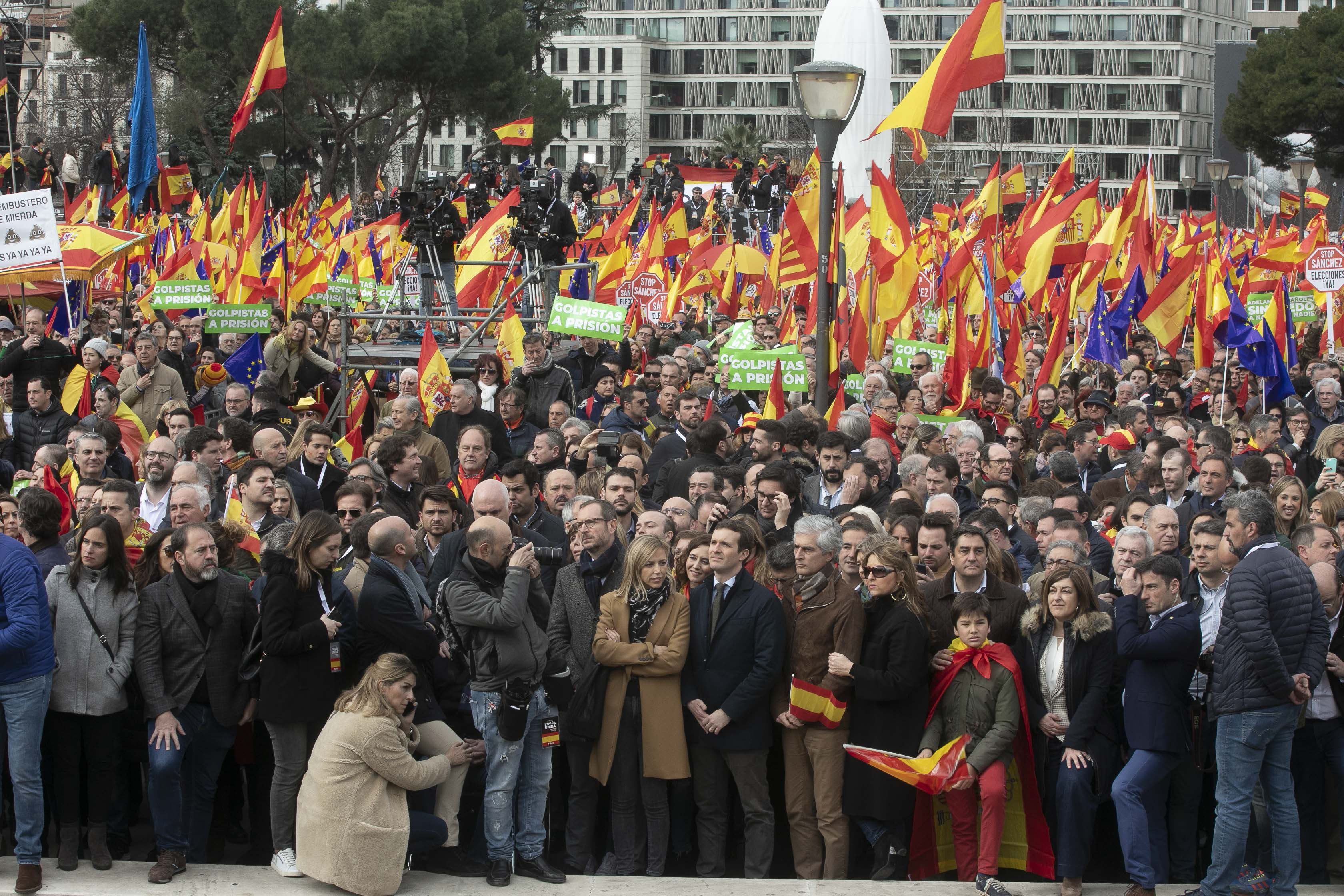
Rassemblement sur la Place Colomb de Madrid en février 2019 convoquée par le PP, Ciudadanos et Vox pour protester contre la politique du gouvernement socialiste de Pedro Sánchez vis-à-vis de l’indépendantisme catalan (au premier rang, le leader du PP Pablo Casado). Initialement, le gouvernement socialiste de Pedro Sánchez récupéra le discours de l’Espagne comme nation de nations.

La seconde période de gouvernement socialiste (2004-2011) fut caractérisée par l'emphase mise sur ce que le président José Luis Rodríguez Zapatero appela l’« Espagne plurielle », « une Nation plurielle et intégratrice, fière de sa diversité et de son pluralisme linguistique et culturel ». Cette idée était appuyée, en sus de l’idée de « nation de nations », sur les propositions du socialiste catalan Pasqual Maragall — président de la Généralité de Catalogne entre 2003 et 2006 —, mais sans accepter le caractère plurinational de l’État espagnol que celui-ci défendait. Pour Rodríguez Zapatero, il ne faisait aucun doute que l’Espagne était une nation. La déclaration de Santillana del Mar à laquelle souscrivirent les leaders territoriaux du PSOE en août 2003 affirmait : « la conjugaison de la pluralité avec le respect dû à la singularité à l’intérieur d’un cadre commun, à l’intérieur d’une réalité historique et d’un projet partagé de cohabitation dans un ordre de libertés ; c’est cela l’Espagne pour nous ». Néanmoins, plusieurs personnalités politiques socialistes, comme Joaquín Leguina, rejetèrent l’idée de l’« Espagne plurielle », particulièrement après la polémique suscitée par le débat et l'approbation du nouveau statut d’autonomie de la Catalogne en 2006, car ils considérèrent qu’il pouvait déboucher à sur une restructuration confédérale de l'État. Lors de son second mandat (2008-2011), la revendication d’une Espagne plurielle par Rodríguez Zapatero se fit moins visible et il défendit l’idée de l’Espagne comme une nation « unie et diverse », comme il l'affirma dans son discours d'investiture de 2008 : « Une Espagne qui extrait sa richesse de sa diversité. C’est un pays uni par son passé mais, surtout, uni par son futur. Dans mon idée de l’Espagne personne n’a plus de droit qu’un autre parce qu’il est né dans un endroit ou un autre, mais personne ne voit non plus son identité menacée et il n’existe pas non plus une manière unique et obligatoire d’être et de se sentir espagnol ».
Lors de la troisième période de gouvernement socialiste, commencée en juin 2018 avec le succès de la motion de censure menée par Pedro Sánchez, le PSOE assuma de nouveau la conception de l’Espagne comme une « nation de nations » mais, comme il en avait été lors des deux périodes précédentes, sans concevoir l'Espagne comme un État plurinational.
À gauche du PSOE sur l’échiquier politique, certaines figures politiques et intellectuelles défendent l’idée d’un État plurinational qui devrait s’organiser sous forme d’une fédération ou d’une confédération, et reconnaissent le « droit à l’autodétermination » des « nations » qui l’intègrent. Selon ce point de vue politique, l’Espagne devrait baser son existence non sur l’histoire et la culture mais sur le « libre consentement » des citoyens et des « peuples » qui la constituent.

### Émergence de Vox en 2018: contestion à droite du modèle de l'État des autonomies
L'année 2018 marque une forte ascension du parti politique Vox, qui remporte 52 sièges de députés au Congrès avec 15,09 % des voix. Ce parti défend un ultranationalisme espagnol (« ultraespagnolisme »), en lien avec les idéologies d'autres formations d'extrême droite espagnoles et européennes. Vox considère que l'unité nationale espagnole est menacée par les nationalismes périphériques ; il propose comme solution la fin à l'État des autonomies et la mise en place d'un « État fort » centralisé (« Un seul gouvernement pour toute l'Espagne »), et défend un modèle essentialiste de la nation espagnole, qu’il ne définit pas comme l'ensemble des citoyens mais sous une forme essentialiste, incluant les générations passées et celles à venir. Vox prétend défendre l'« Espagne vivante », qu'il oppose à l'« Anti-Espagne (es) » (les « séparatistes », les « communistes »). Selon le politologue Carles Ferreira, son « objectif est d'atteindre un État monoculturel et mononational » et pour ce faire il se propose de supprimer « les projets nationaux alternatifs des minories catalane et basque ». Il défend l'interdiction des partis et organisations qui « cherchent la destruction de l'unité territoriale de la Nation et de sa souveraineté »,, et souhaiter doter de la « protection légale maximale les symboles de la nation », spécialement l'hymne, le drapeau et la Couronne, soutenant qu'« aucune offense envers eux ne doit rester impunie ». Vox défend le monolinguisme castillan et s'oppose à la coofficialité des langues propres dans les régions où elles sont reconnues. Il propose un « plan intégral pour la connaissance, la diffusion et la protection » de l'identité nationale et de l'apport de l'Espagne à la civilisation et à l'histoire universelle, avec une attention spéciale accordée aux « gestes et exploits de nos héros nationaux ». Tout ceci correspond à une conception de l'espagnolité « fortement enracinée dans les mythes ethnonationaux » comme la colonisation de l'Amérique ou la Reconquista. La définition monoculturelle de la nation espagnole a également pour conséquence la rejet radical du multiculturalisme et la critique de la société ouverte. Concernant le contexte international et européen, le parti prétend donner la primauté à l'intérêt national et s'opposer aux lobbys et organisation supranationales, sa position s'identifiant ainsi avec l'euroscepticisme du groupe de Visegrád,,.